# Biserica de lemn din Someșu Rece

Biserica de lemn din Someşu Rece, județul Cluj, 2008..

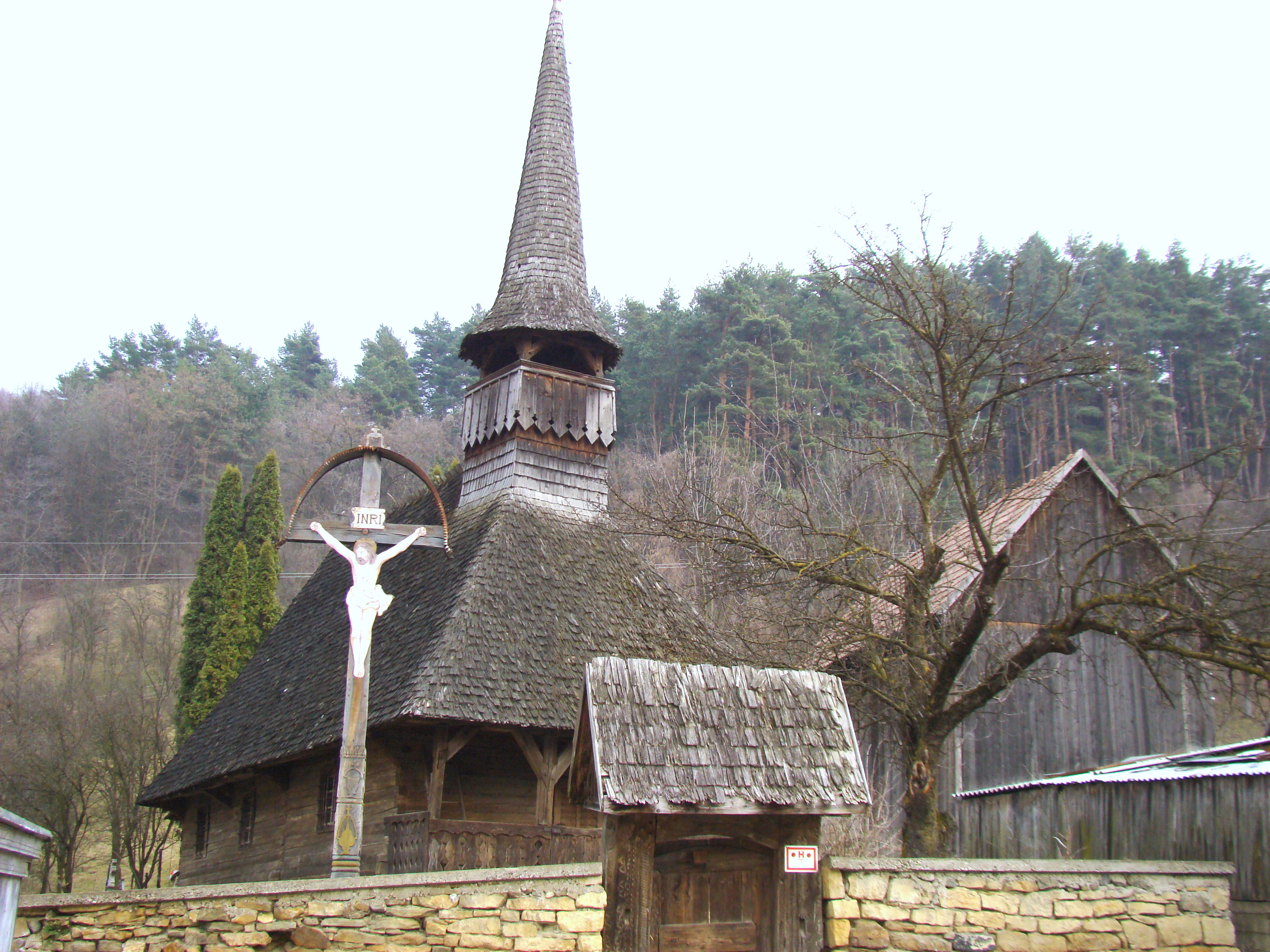
Biserica de lemn din Someşu Rece, foto: martie 2009.

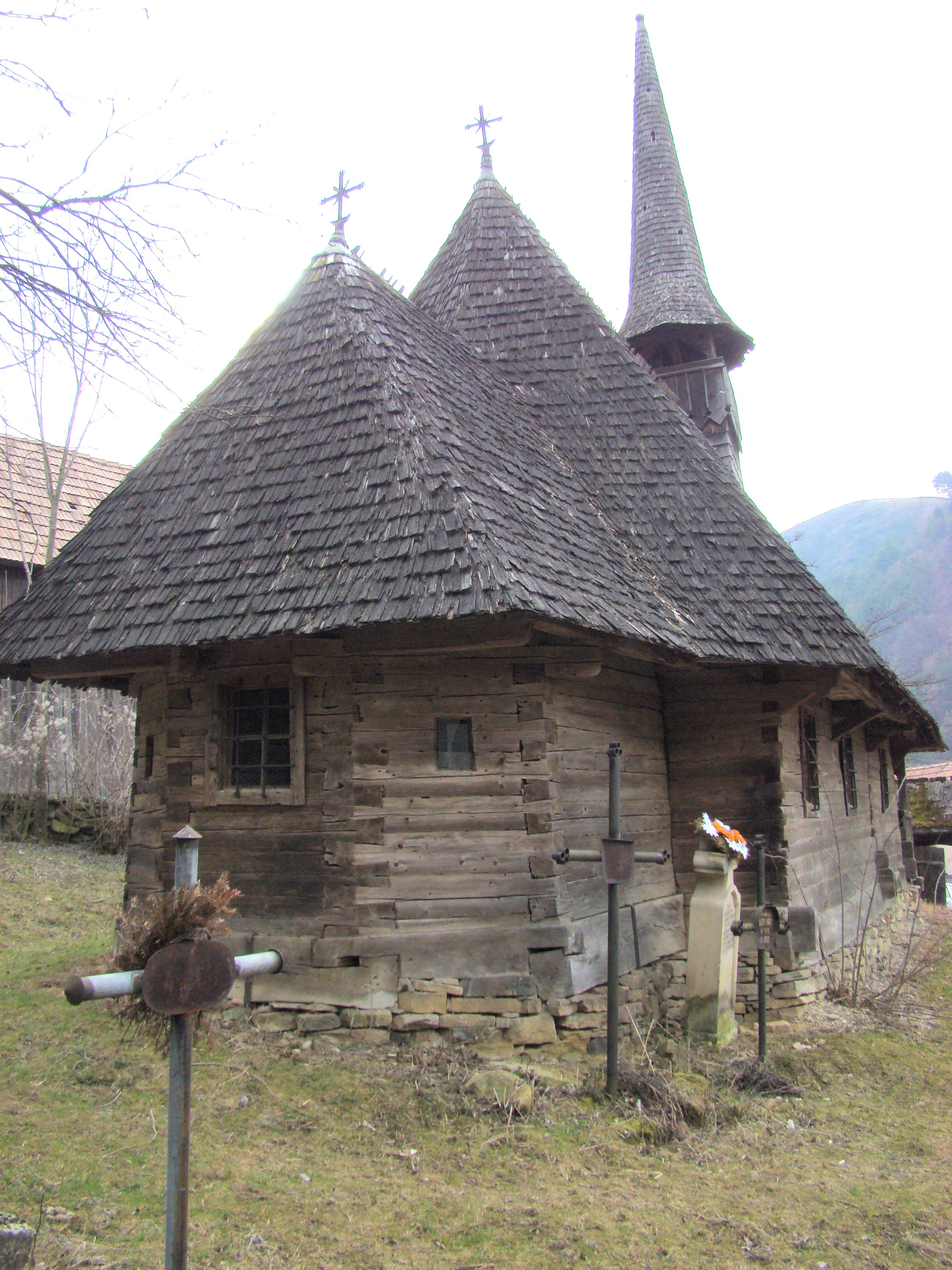
Vedere dinspre est cu absida altarului în prim plan

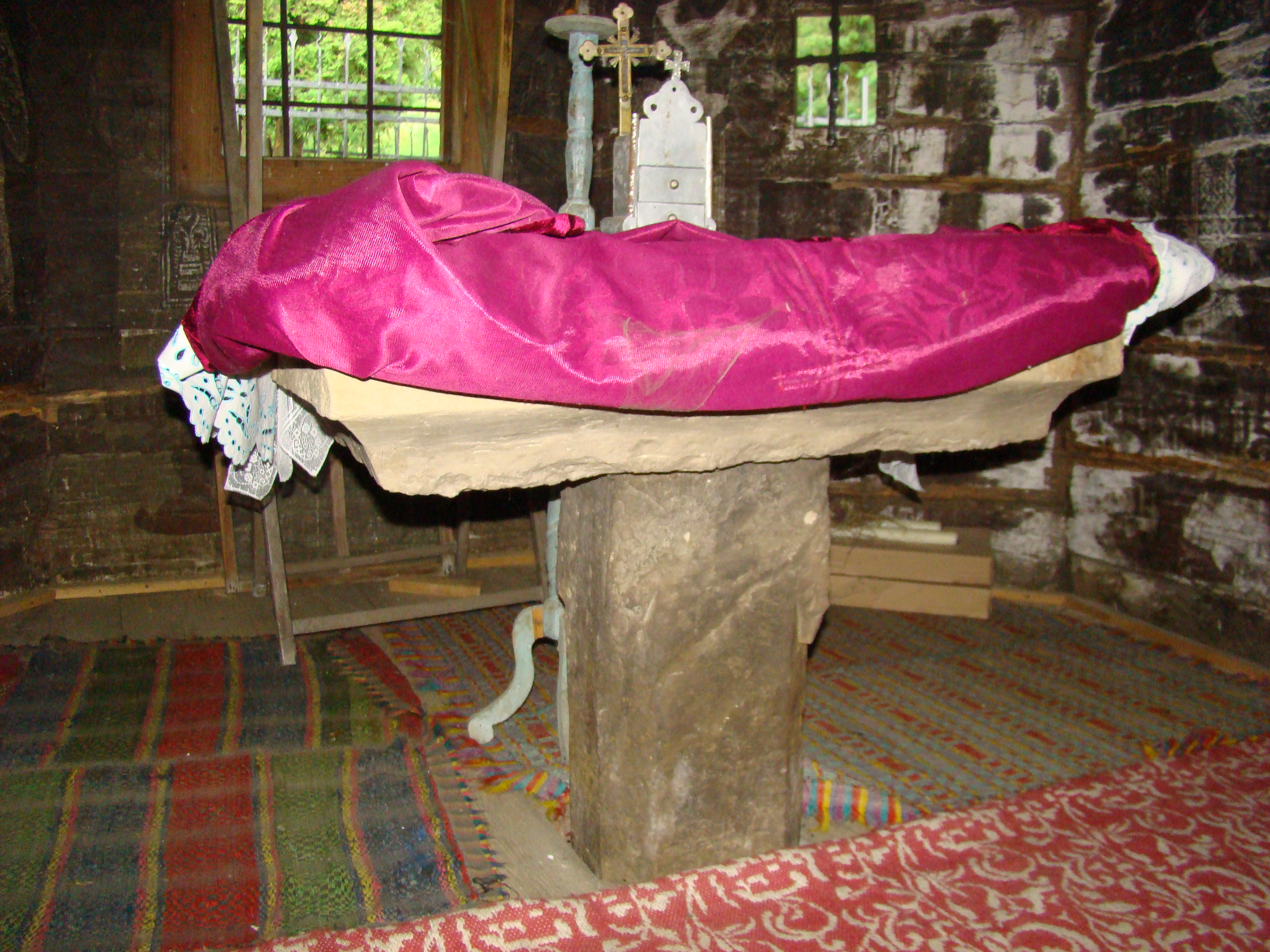
În altar

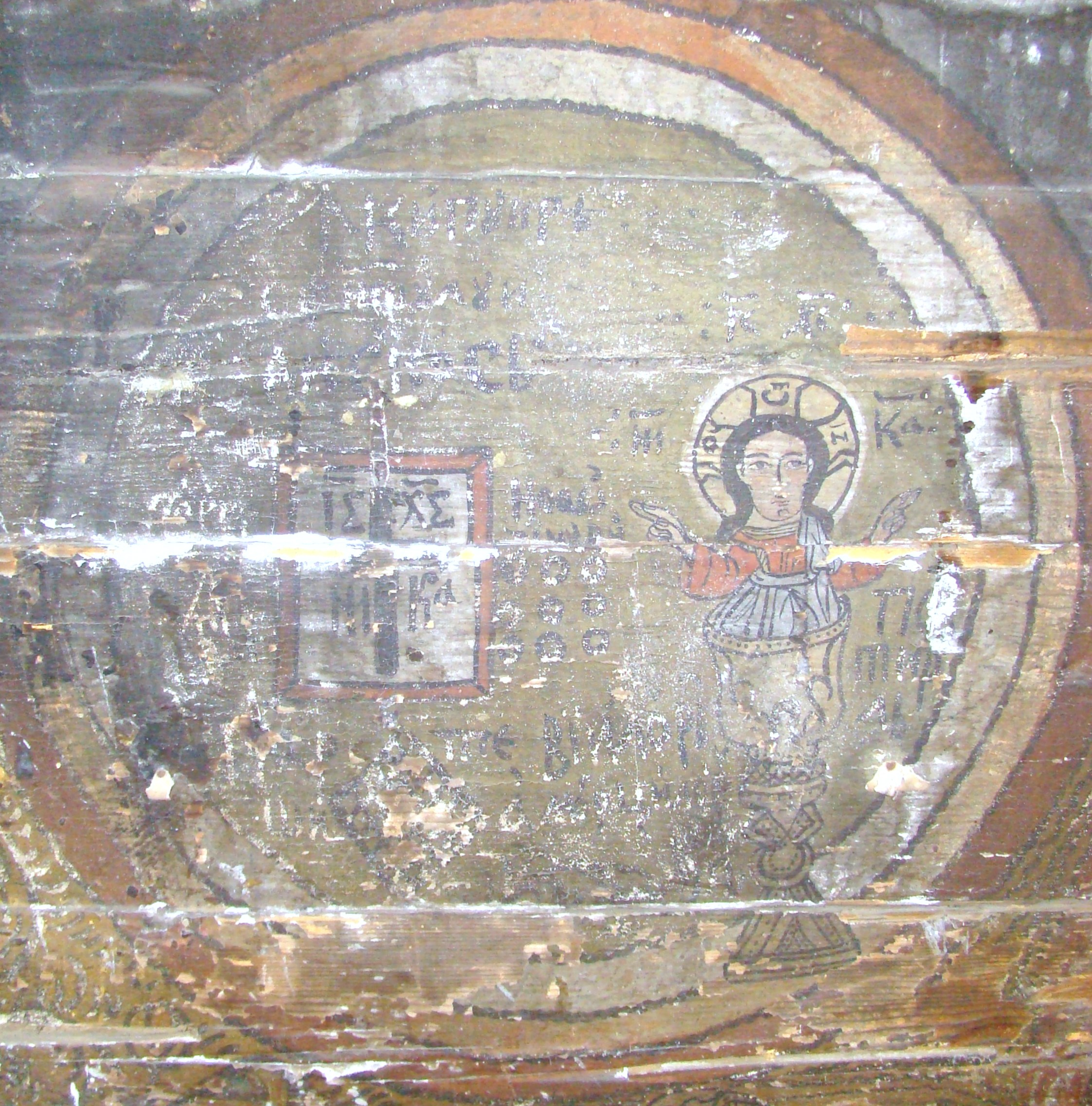
În altar, la proscomidie

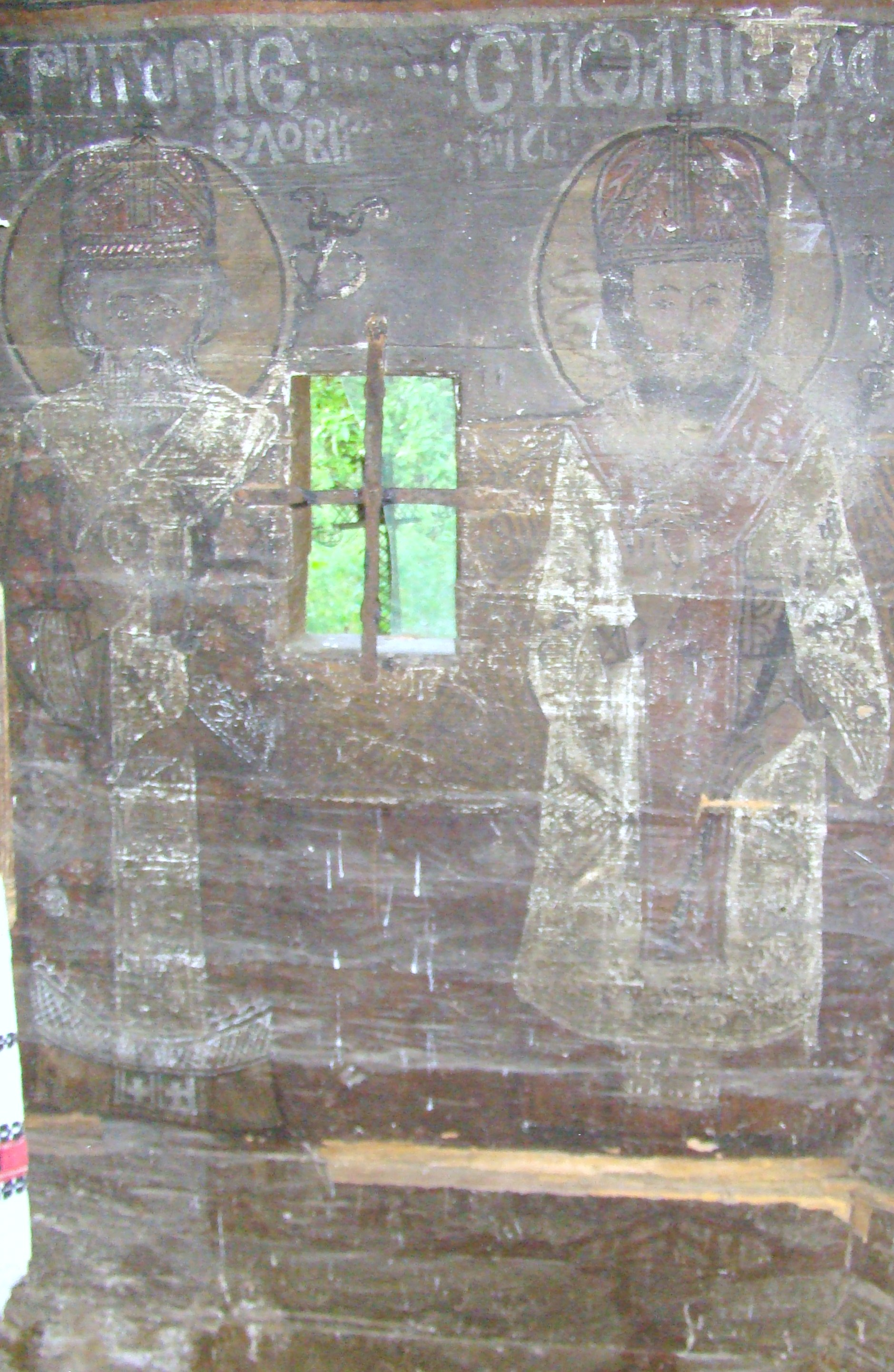
Pictura altarului „Sfinții Părinți”

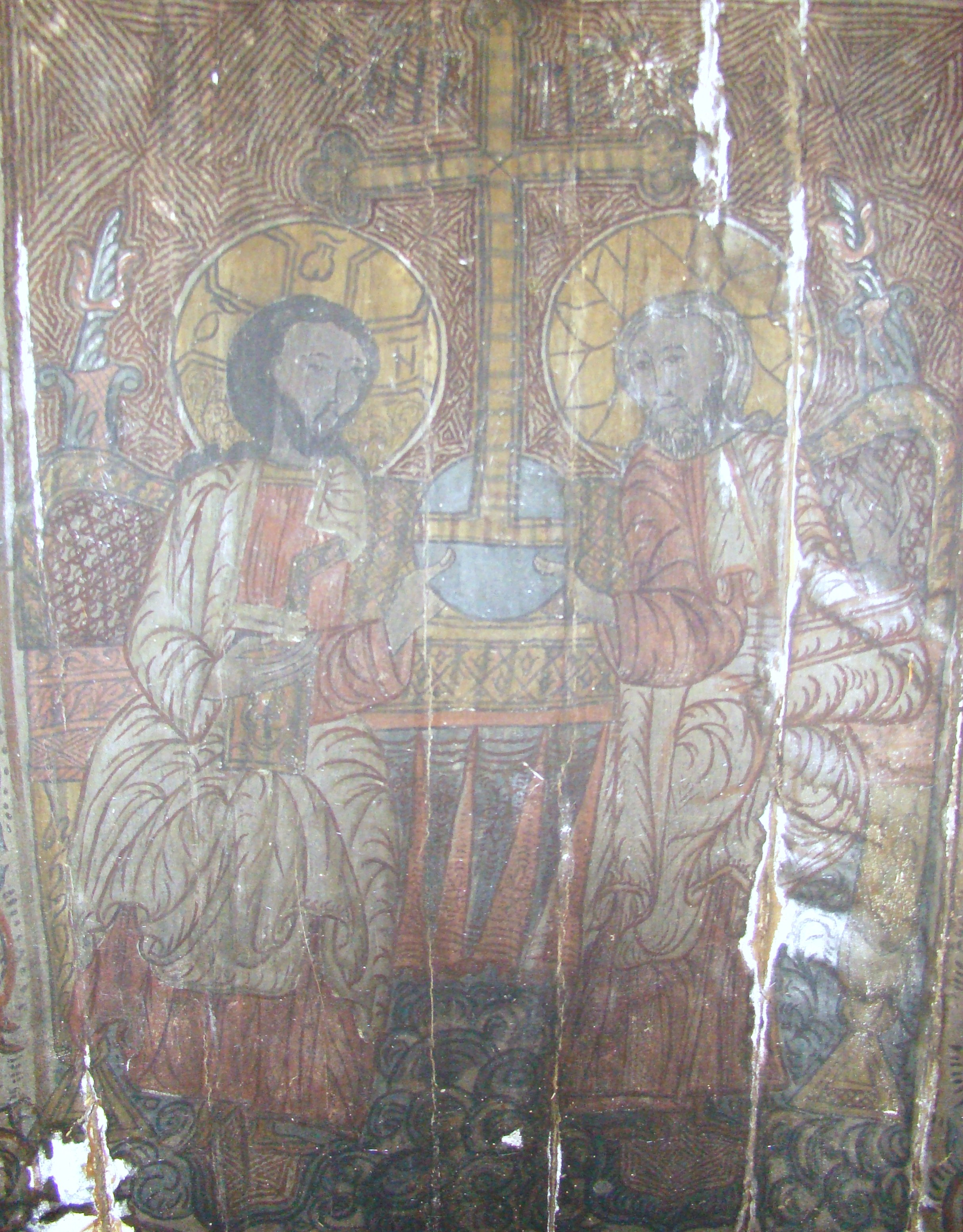
Pictura altarului „Sfânta Troiță”

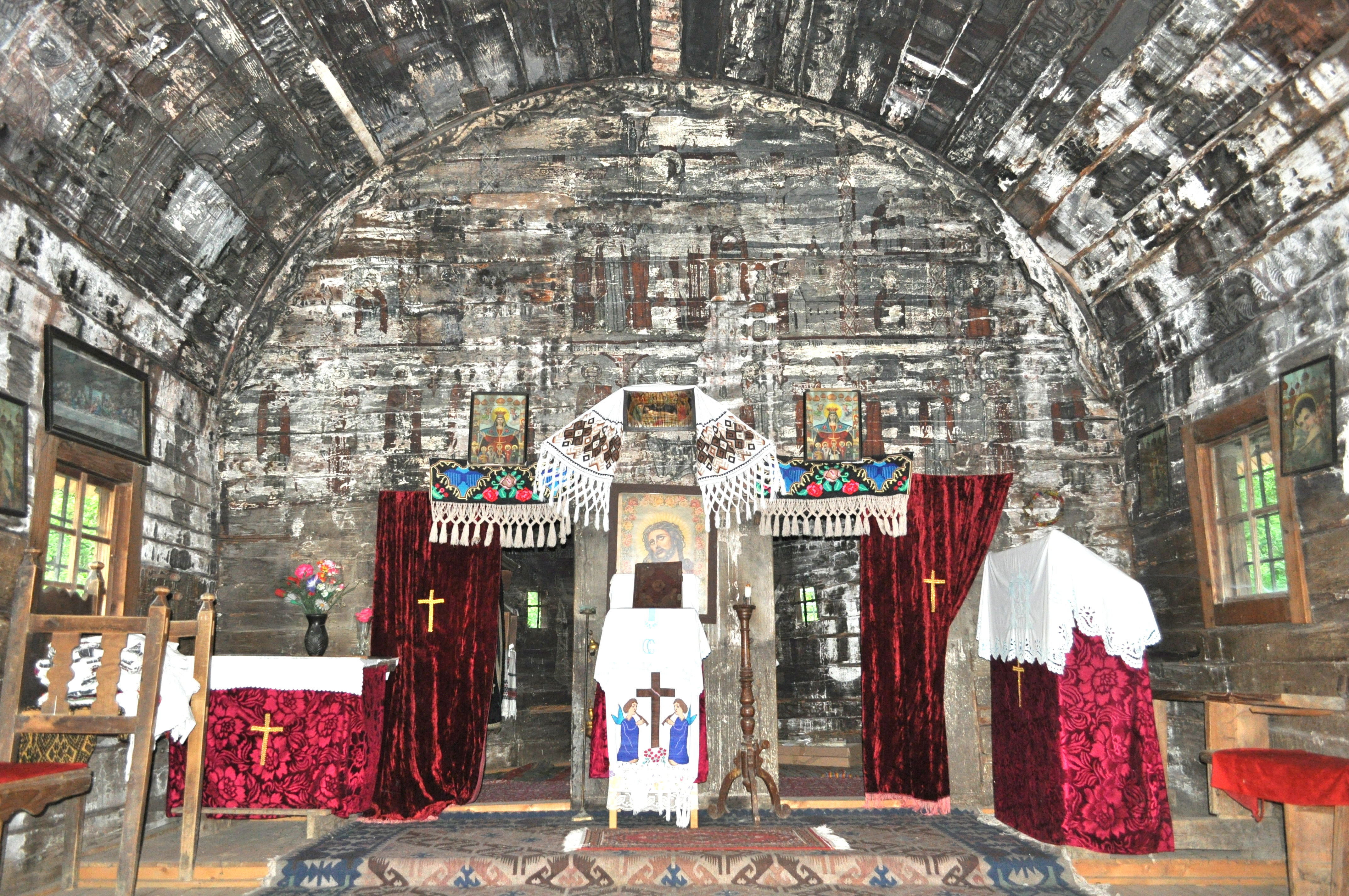
Interiorul navei

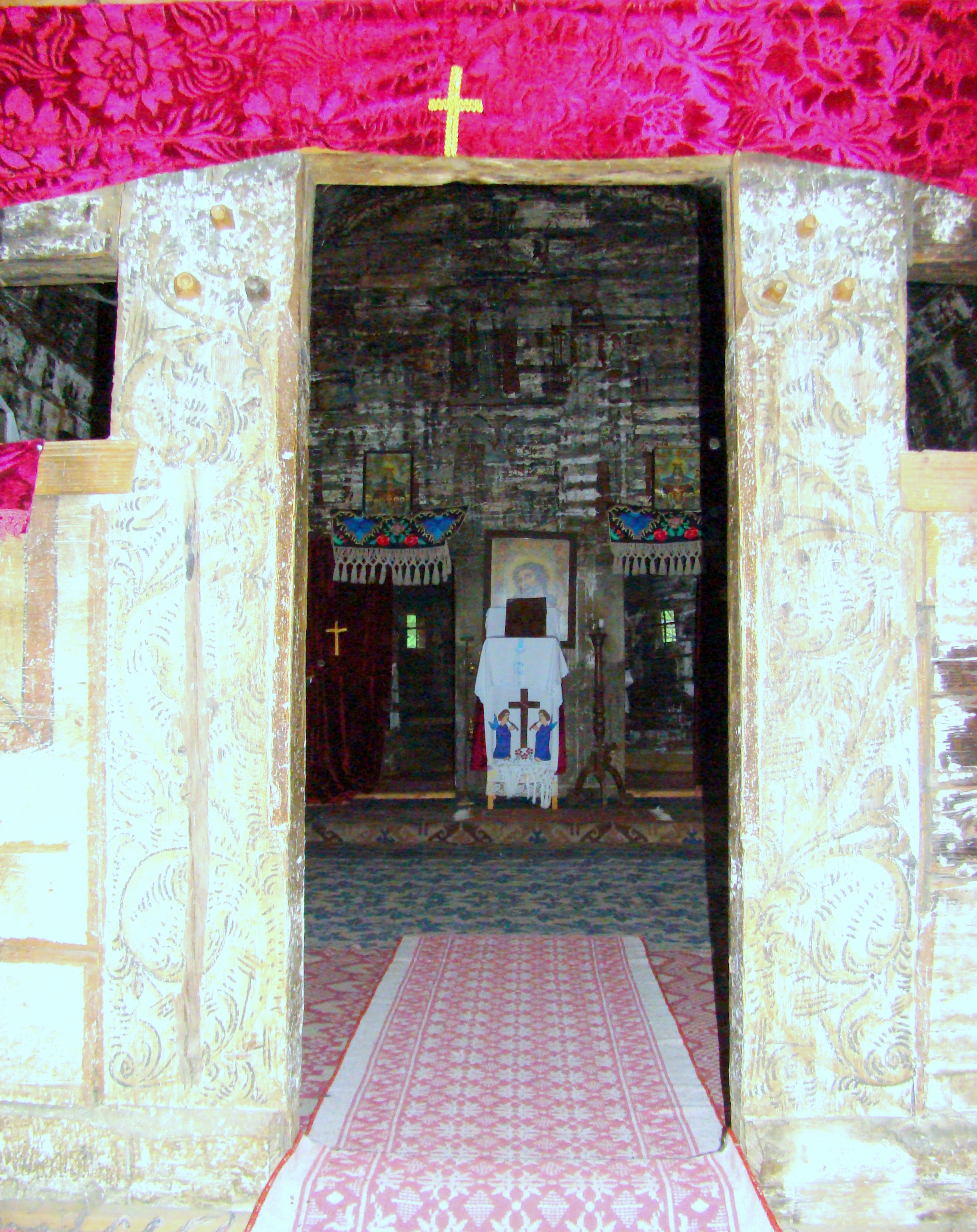
Portalul interior

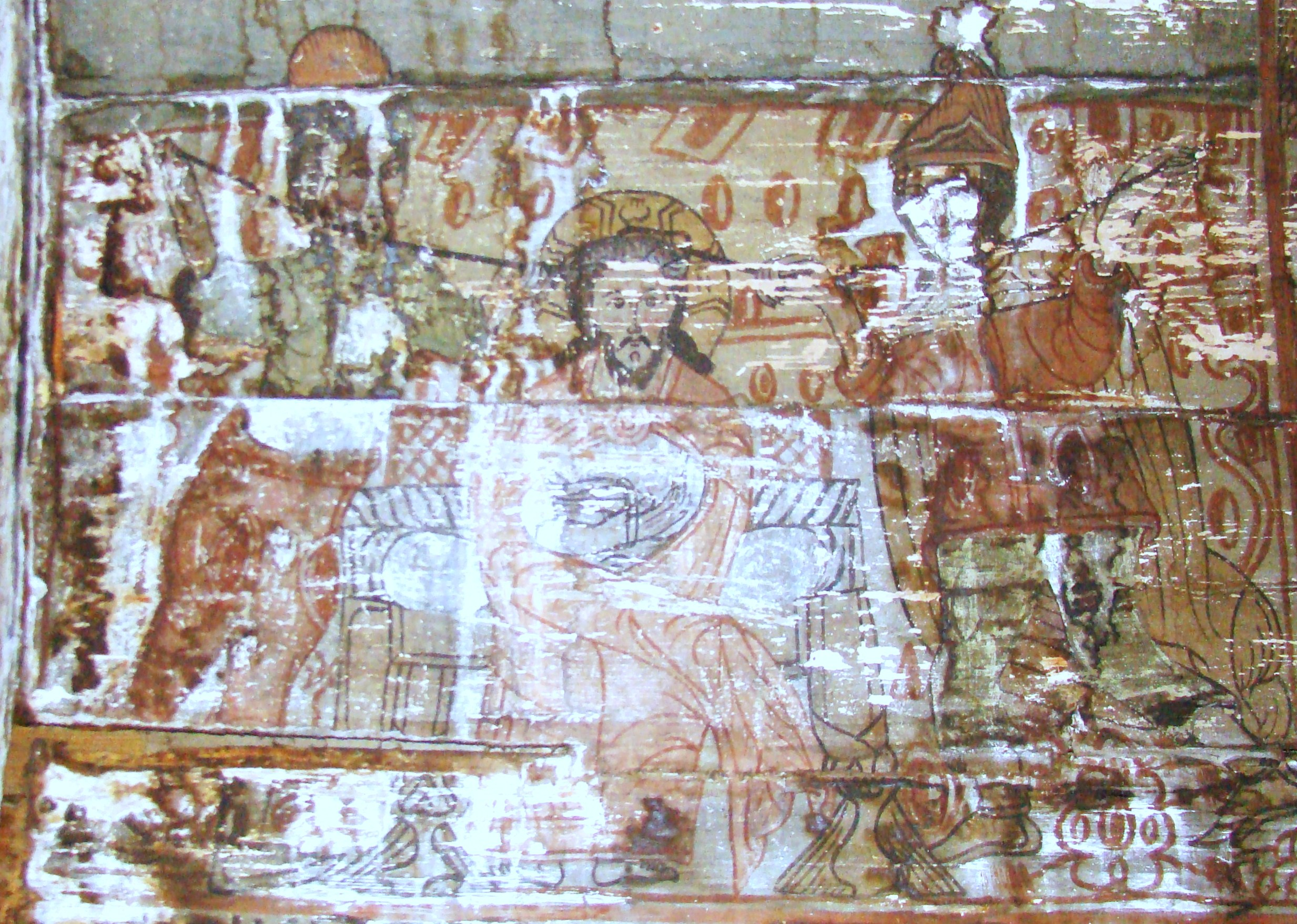
Pictura naosului „Încoronarea cu spini”

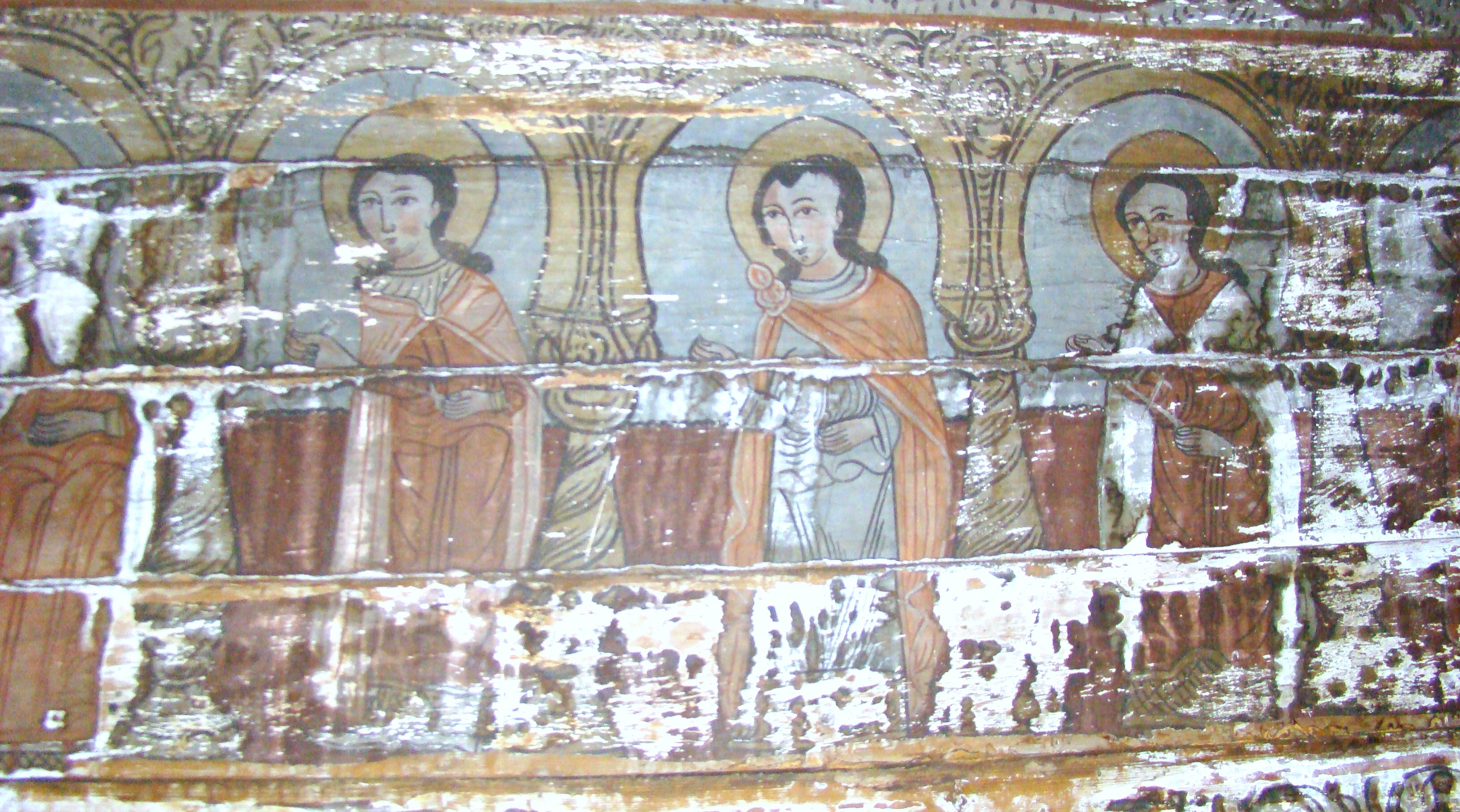
Pictura naosului „Sfinții Mucenici”

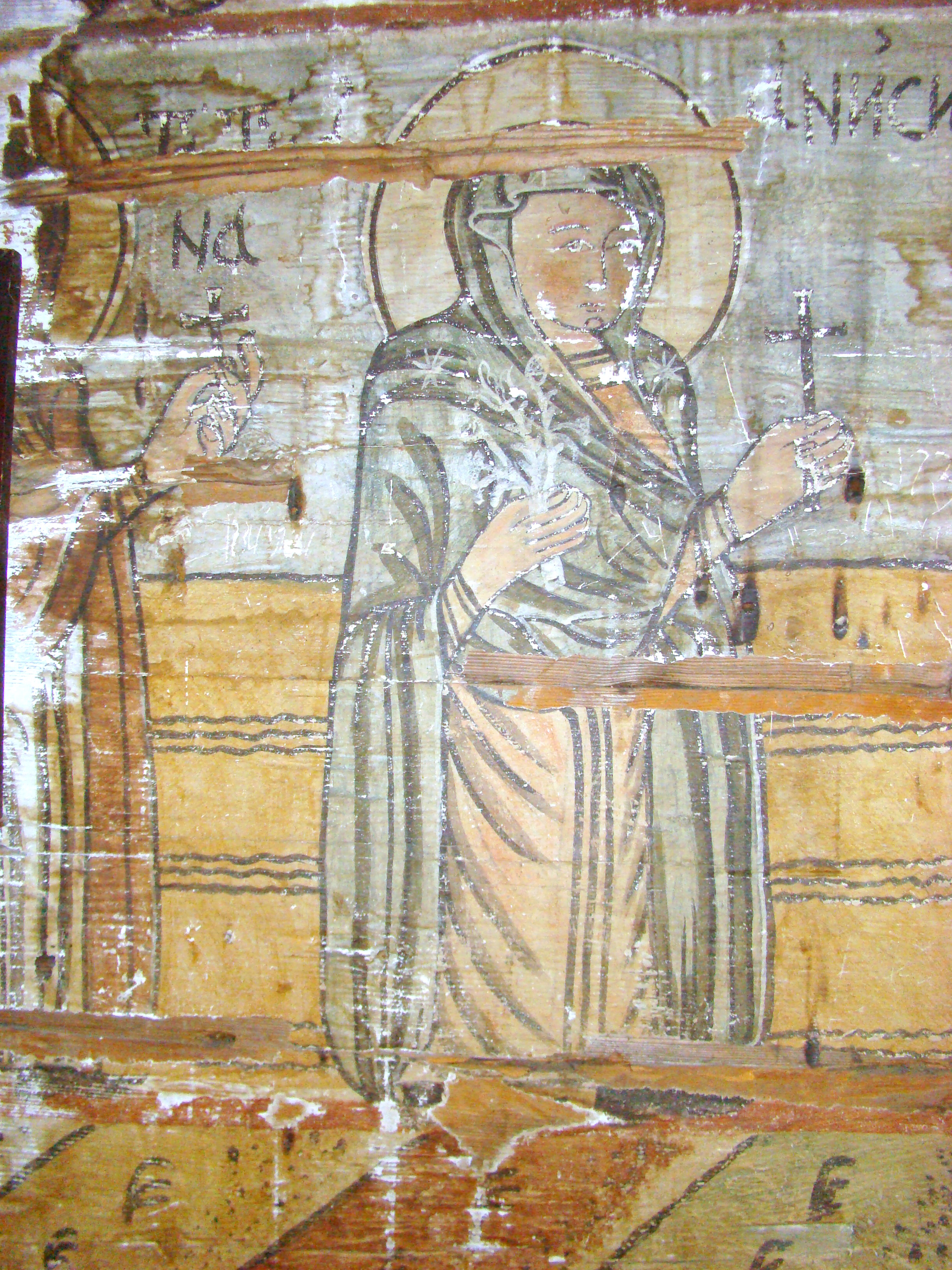
Mucenițele

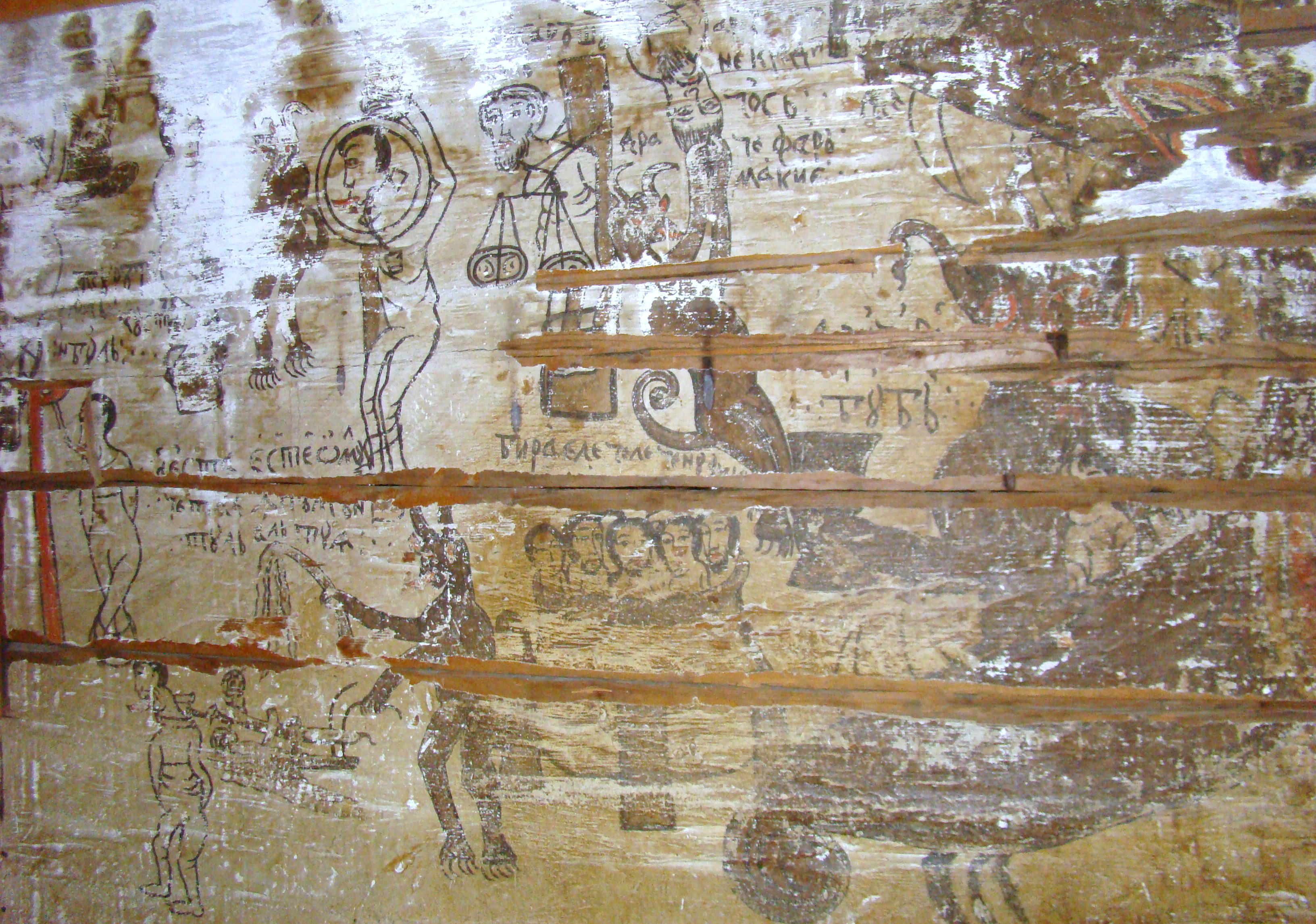
Pictura pronaosului: scene din Judecata de Apoi

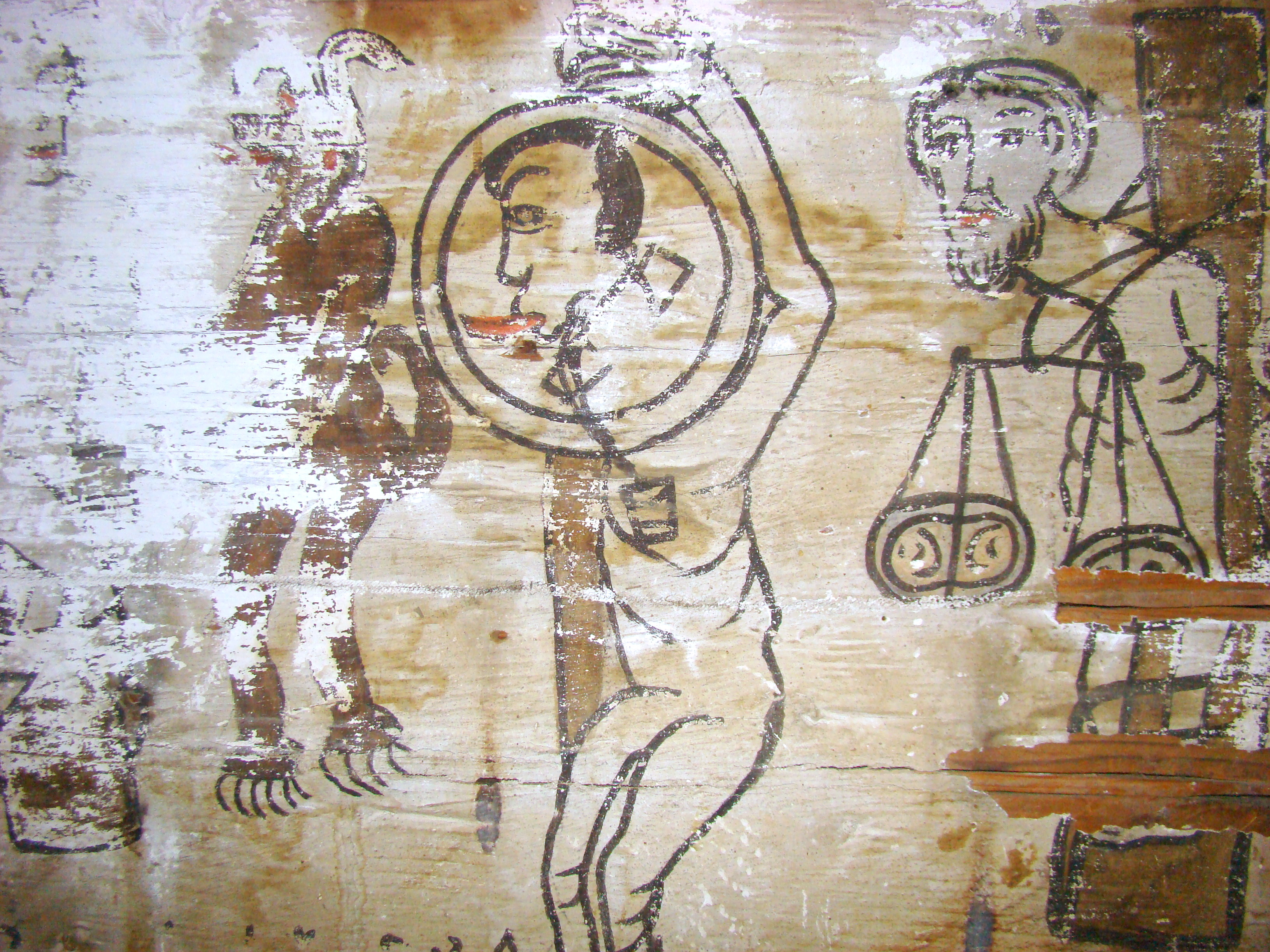
Pictura pronaosului: scene din Judecata de Apoi

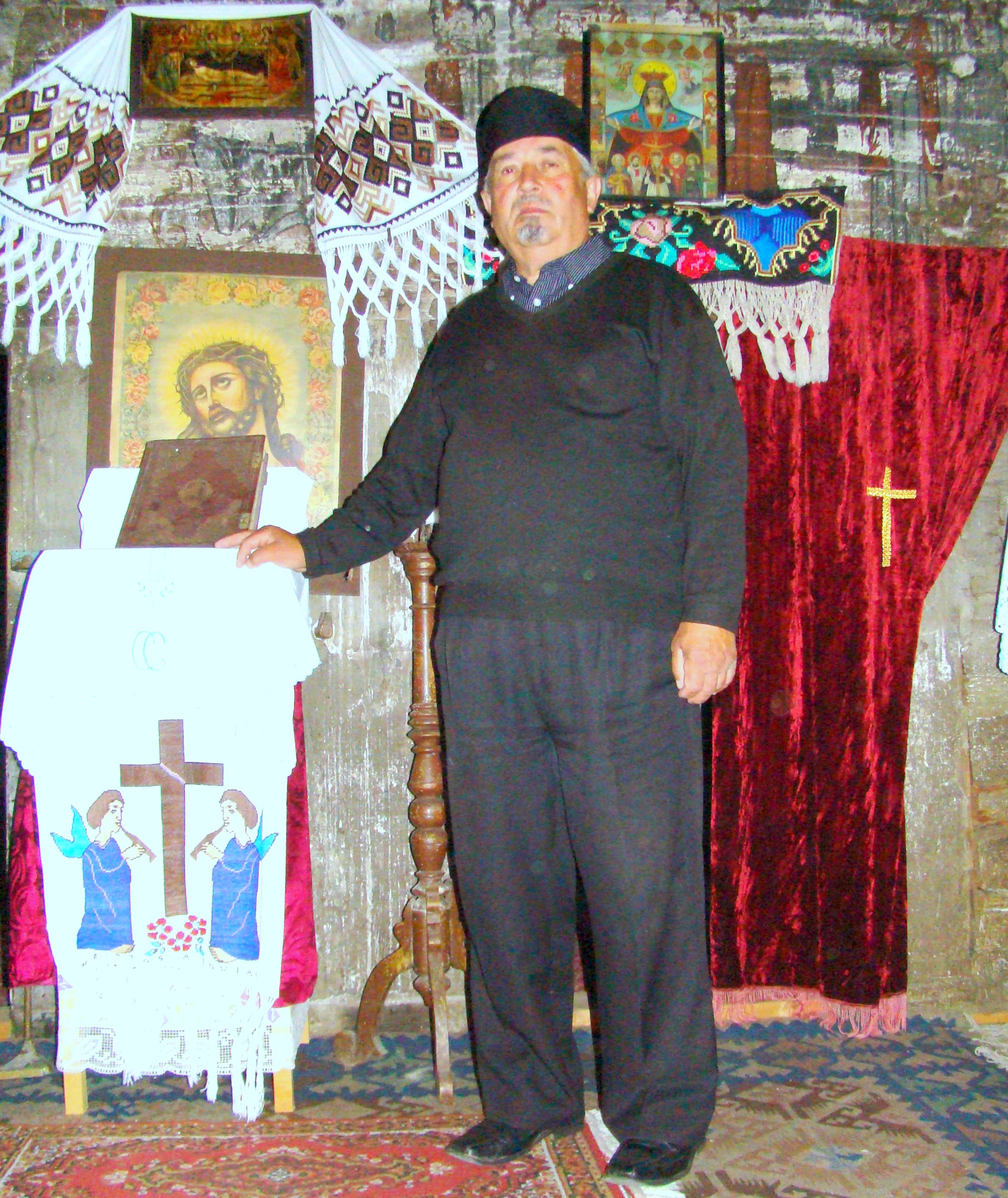
Preotul paroh Crișan Vasile

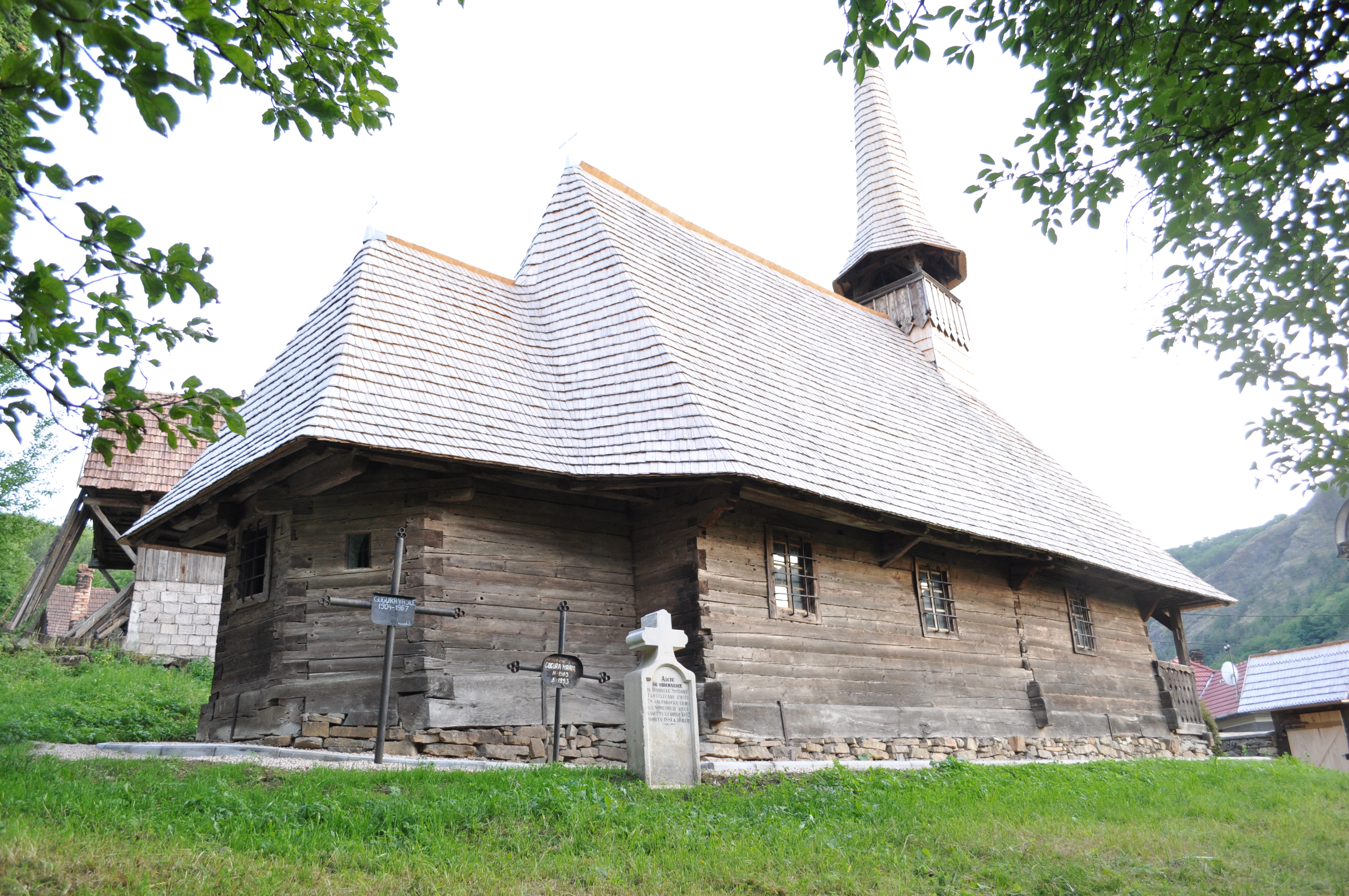
Biserica de lemn din Someşu Rece, foto: iunie 2011.

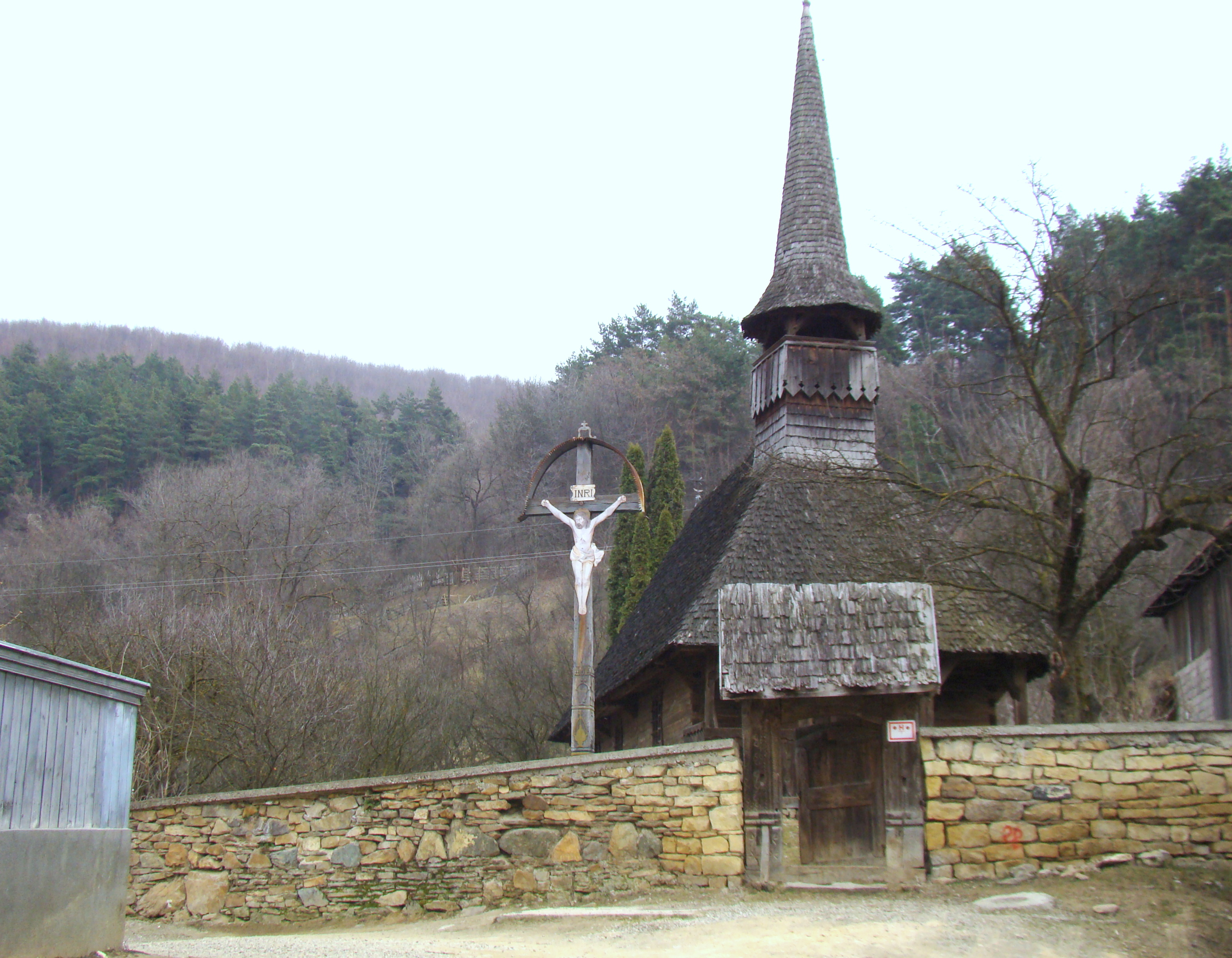
Biserica (vest)

Biserica de lemn din Someșu Rece, județul Cluj, este considerată monument istoric și are hramul "Pogorârea Duhului Sfânt". Conform inscripției de la intrare, a fost ridicată în anul 1763. Pisania din altar surprinde și anul în care ea a fost pictată, 1768. Construită din lemn de brad pe tălpi de stejar, cu fundament de piatră și acoperită cu șindrilă, biserica de lemn de la Someșul Rece se păstrează și astăzi ca punct de atracție pentru turiști. Biserica se află pe noua listă a monumentelor istorice sub codul LMI:  CJ-II-m-B-07764.

## Istoricul parohiei
Așezată la poalele nord-estice ale Munților Apuseni, pe râul Someșul Rece, afluent al Someșului Mic, parohia poartă numele acestui rău, pe malurile căruia sunt așezate cele aproximativ 280 de gospodării.
Arheologii au descoperit aici urme de viețuire din perioada dacică. Aici se găsește pe o suprafață de 10 hectare, o așezare dacică întărită cu un val de pământ, iar în interiorul ei s-au găsit bordeie și fragmente de ceramică și unelte. Această cetate de pământ se ridică deasupra satului și parohiei Someșu Rece, în imediata apropiere a vetrei acestora și poartă numele de „Cetatea lui Dariu”. În jurul acestei cetăți de pământ s-a dezvoltat și satul, iar mai târziu parohia Someșu Rece. În acest spațiu au trăit de mii de ani localnicii care au stat cuminți și harnici la casele lor.
De-a lungul Evului Mediu, a făcut parte din marele domeniu feudal care cuprindea 40 de sate cu reședința feudală în „Cetatea Gilău”. Când în Gilău s-au stabilit maghiarii, mulți localnici au migrat pe cele două lunci dinspre munte a Someșului Rece și a Someșului Cald și au sporit numărul celor ce locuiau acolo. La anul 1448, satul Someșu Rece este menționat ca sat aparținător proprietății regale din Transilvania, iar populația deposedată de pământ și de drepturi era numită populație de iobagi. La anul 1556, teritoriul satului Someșul Rece a ajus sub stăpânirea unor nobili maghiari de religie catolică și au vrut să impună credința lor și locuitorilor satului care s-au opus. Mai târziu, „stăpânii de la castel” au adoptat calvinismul, urmând să-i convingă și pe supuși să treacă la calvinism, dar românii din Someșu Rece s-au opus și de această dată. O statistică de la 1596, amintește că la Gilău și în satele aparținătoare viețuia o populație românească în proporție de 80 % și erau de religie ortodoxă. După unirea Transilvaniei cu Țara Românească și datorită măsurilor ce s-au luat în favoarea populației și a preoților români ortodocși, pe aceste meleaguri se poate pomeni de comunități de creștini organizați în parohii și filii.
La Someșu Rece, se știe că multă vreme, populația fiind puțină, nu s-a putut construi biserică, neputându-se vorbi aici de parohie. Pe la anul 1700, se pomenește de un număr de 14 familii de credincioși de religie ortodoxă, care abia la 1723, au reușit să-și clădească din bârne de brad, pe tălpi de stejar, o bisericuță cu hramul „Pogorârea Duhului Sfânt”. Preot local nu aveau, ci erau deserviți de preoții din parohia vecină- Stolna.
În turnul actualei bisericuțe, actlualmente monument istoric, se găsește un mic clopot inscripționat cu anul 1642, dând de înțeles că ar fi fost posibil să mai fi existat și o altă biserică tot din lemn, care ar fi fost arsă.
Despre existența unei parohii la Someșu Rece se poate vorbi doar după anul 1849, după luptele pentru desființarea iobăgiei și asigurarea egalității în drepturi când îmbărbătați de Avram Iancu, locuitorii acestui sat, au luptat pentru obținerea acestor drepturi.
La 1849 exista preot în Someșu Rece, anume Petru Teotelecan, fiu al satului, fiind primul paroh despre care se spune că „își mâna oile și caprele spre un loc mai ferit” și pe care un căpitan ungur l-a împușcat și și-a păstrat pentru sine calul acestuia. La 1880, este pomenit preotul Simion Teotelecan, fiul lui Petru. Numărul românilor ortodocși la această dată era de 476. Acesta a păstorit 15 ani, urmându-i preotul Nicolau Stănescu, care a păstorit până la anul 1918, când a plecat la Someșul Cald, lăsând parohia fiului său, Ioan Stănescu care a păstorit până în 1962. Numărul credincioșilor crescând a fost nevoie de o biserică mai încăpătoare și a fost zidită din cărămidă cu hramul „Sfântul ierarh Nicolae” între anii 1931-1932.
Între anii 1935-1936, biserica a fost pictată în tehnica tempera grasă de pictorii frați Profeta. Pe perioada scurtă 1962-1963, parohia a fost păstorită de preotul arhimandrit Coroiu Nichita, iar din 1963 până în 1972 de preotul Sîncrăian Ioan.
Între anii 1972-1974 a păstorit aici și preotul Tuluceanu Tudor. De la 1 decembrie 1974 și până în prezent, parohia Romeșu Rece este păstorită de preotul Crișan Vasile. Parohia numără la ora actuală 280 de familii și 850 de suflete. Între anii 2009-2010, s-au făcut lucrări de întreținere a bisericii parohiale, prin înlocuirea tencuielilor interioare și a picturii care era degradată și a fost repictată în tehnica „fresco”. Tot în această perioadă a fost înlocuit și mobilierul din interior, fâcându-se și reparații exterioare la această biserică.
La bisericuța veche, monument istoric, au existat cărți de cult care au fost folosite și în biserica nouă. Pe parcursul timplui și la această biserică s-au făcut mai multe reparații de întreținere, dar cea mai importantă lucrare s-a făcut în anul 2010, când acoperișul distrus de intemperii a fost înlocuit cu un altul, tot de șindrilă. Lângă această bisericuță se găsește oficiul parohial.
În parohia Someșu Rece există și credincioși aparținători cultelor baptiști și penticostali, cu care credincioșii parohiei trăiesc în bune relații.

## Istoric și trăsături
Biserica de lemn din Someșu Rece, comuna Gilău, monument istoric, a fost ridicată în 1763, conform inscripției de pe portalul de la intrare. Este construită din bârne de brad, prinse în „cheotoare nemțească”, și așezate temeinic pe piatră de râu.
Planimetric, biserica evidențiază aceeași formă rectangulară ce înscrie pronaosul și naosul, continuate de altarul poligonal, cu pereții retrași și unghi în axă.
Pronaosul tăvănit sprijină pe grinzile sale stâlpii din structura de bază a unui turn mijlociu, cu galerie deschisă, cu câte o arcadă semicirculară pe fiecare latură, deasupra cărora se ridică sveltul coif, în bază octogonală al edificiului.
Naosul dezvoltă o boltă semicilindrică ridicată direct de pe pereții laterali și susținută de un arc cu dublou. Drept cheie de boltă observăm o bârnă sculptată. Și deasupra altarului există o boltă semicilindrică pe porțiunea pereților paraleli.
Acoperișul este unitar pentru întreaga construcție și are căpriorii fixați pe cosoroabe așezate, de jur-împrejur, pe capetele bârnelor-cunună și ale celor transversale.
Decorul sculptat: Biserica a primit decor sculptat prin incizie la nivelul bârnelor ancadramentului de intrare în biserică și la nivelul cheii de boltă.
Pictura: Biserica din satul Someșu Rece, a fost frumos și bogat decorată, dar nu de Dimitrie Ispas, cum apare în mai multe surse. Dimitrie Ispas a făcut un tablou pe peretele din față al stranei drepte, care reprezintă Deisis-Rugăciunea. Isus între Maica Domnului și Ioan Botezătorul. În mod neașteptat într-un asemenea loc, după ce pomenește pe donator, el roagă pe preoții ce vor săvârși servicii divine, să-l pomenească în rugăciuni: "Această strană s-au plătit [de] Dumă Toader, ca să fie pomană la toată [familia]. Cine se vor întâmpla să fie preoți la această S [fantă] B[eserică] să fie datori a cere cu rugăciuni la [Dumnezeu iertare pentru] Dimitrie Ispas din Gilău.
Pictura acestui tablou datează, probabil, de la sfârșitul deceniului trei și începutul celui următor și-a fost făcută, deci, înaintea celei din Petrindu, fiind cam din aceeași perioadă de creație cu a doua lucrare a lui Dimitrie Ispas de la Tăuți. E posibil, într-adevăr, ca pictură murală, foarte slab și doar fragmentar păstrată, prin câteva chipuri de Sfinți Părinți în altar, cu figurile de Mucenici, șterse, de pe bolta semicilindrică și chiar urmele aproape ilizibile ale unei Judecăți de Apoi din pronaos să fie mult mai vechi, pentru ca, după lectura unei arhitecte din Cluj, Mihaela Bodea, o inscripție din naos (peretele nordic) ar fi avut următorul conținut: "Această Sfântă [Biserică s-] au zugrăvit [la anul] 1768... și fiind titor Onuț Ignat... Baic Ștefan și [zu] gravi Dumitru, Gri [gore] "... restul inscripției rămânând cu totul șters, până la lemnul bârnei.
Patrimoniul: Stranele vechi ale monumentului au fost duse la Alba Iulia acum aproximativ 35 de ani. În patrimoniul bisericii se mai păstrează câteva cărți vechi de secol XIX,restul fiind transferate la Cluj.
Starea de conservare: Șindrila datează din 1974 dar a fost înlocuită în 2010, când s-au amenajat și rigole pentru scurgerea apei de pe versantul din spatele bisericii. Acțiunea de reabilitare integrală a acoperișului bisericii a fost concepută și finalizată de către Asociatia Rurală "Turism Someș Cluj", cu sprijinul financiar al unor sponsori, persoane fizice și juridice din zonă. În anul 2011 s-au finalizat lucrările de protejare a construcției, prin igienizarea perimetrului și construirea în jurul acesteia a unui mic canal de scurgere a apelor pluviale. De asemenea, au fost edificate scări de acces până la intrarea în biserică și tratat acoperișul, cât și bârnele la exterior cu o soluție anticorozivă. Biserica este folosită de credincioși doar în ziua de Rusalii a fiecărui an.

## Imagini din exterior

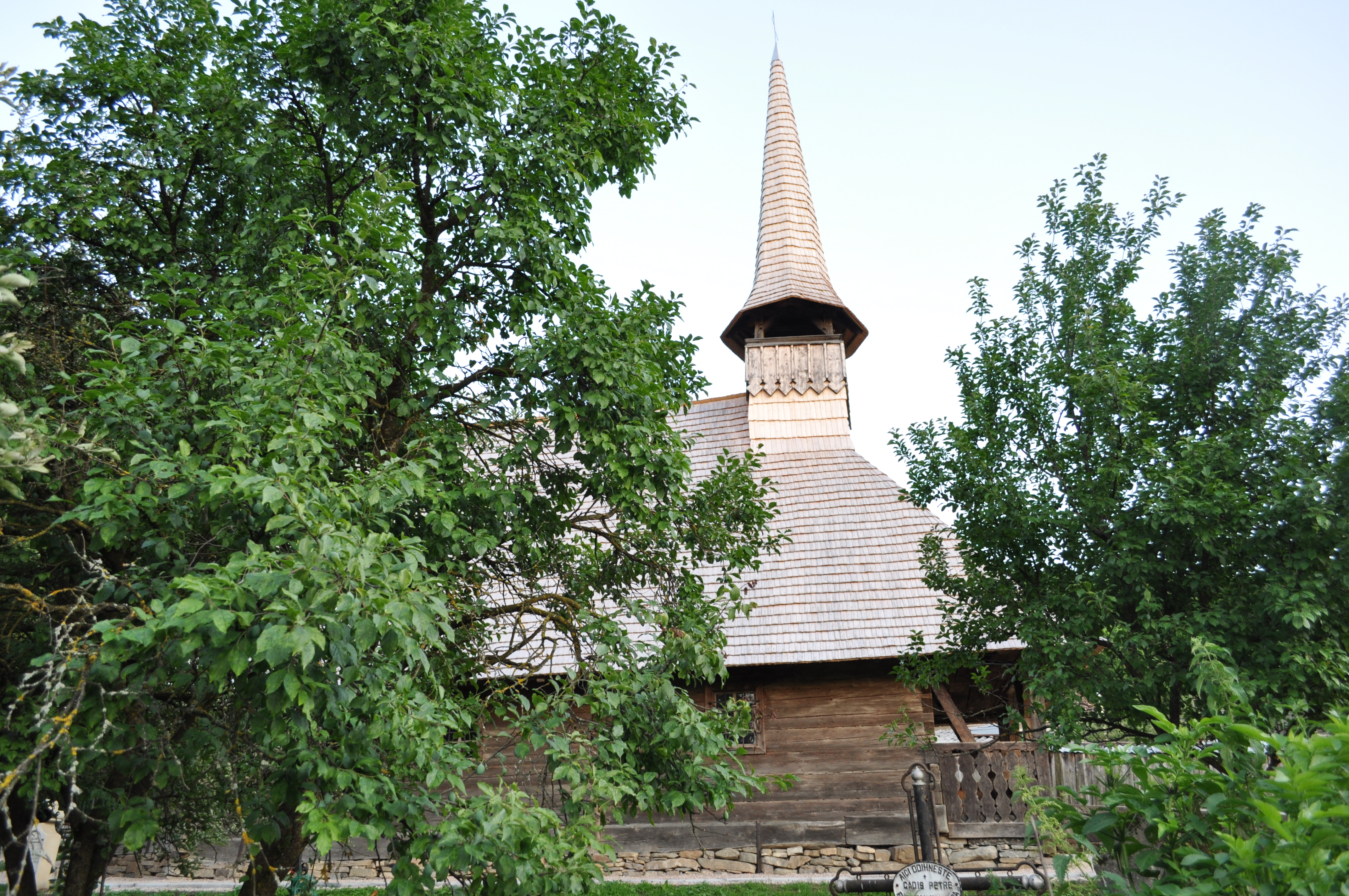
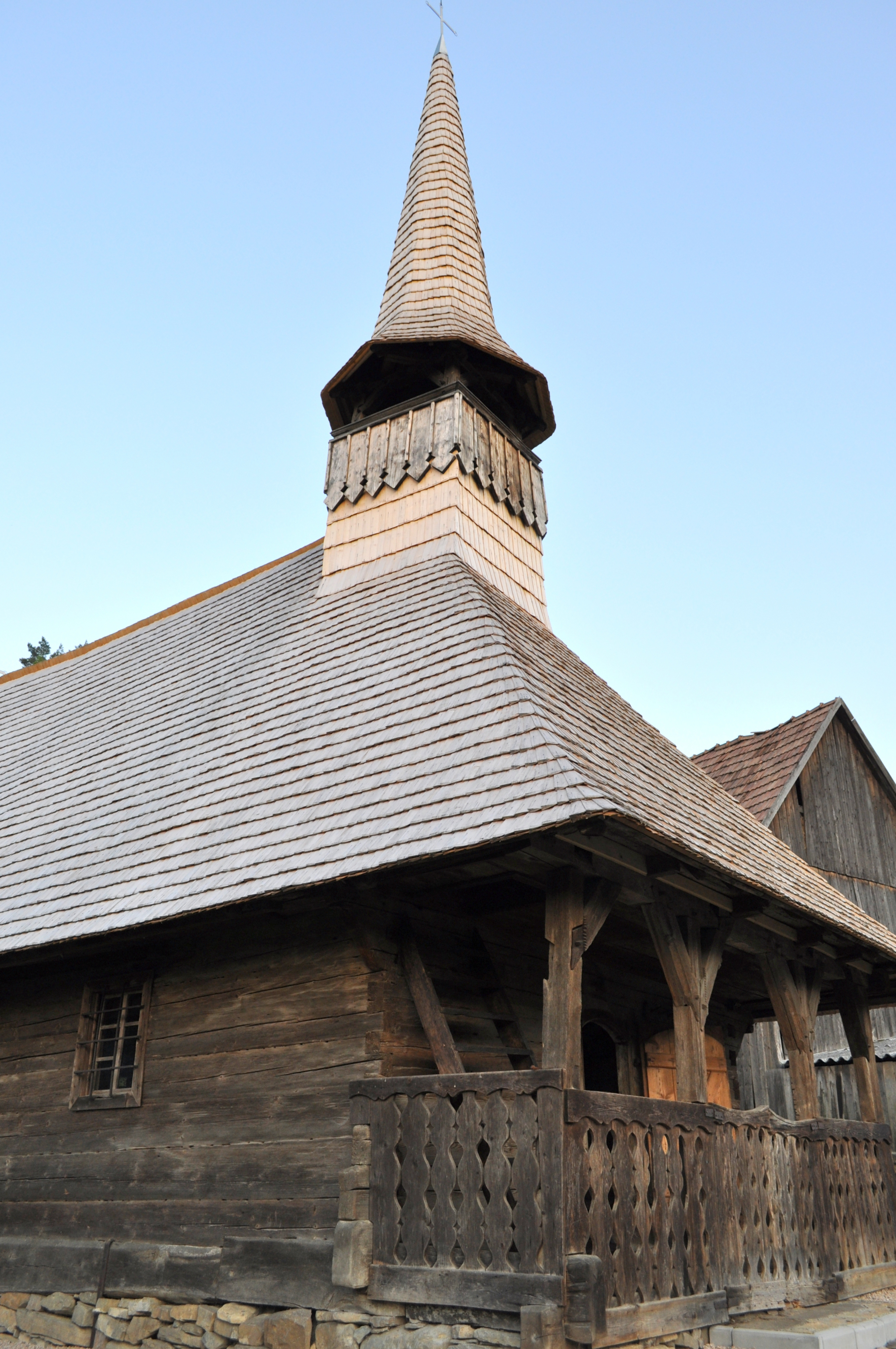
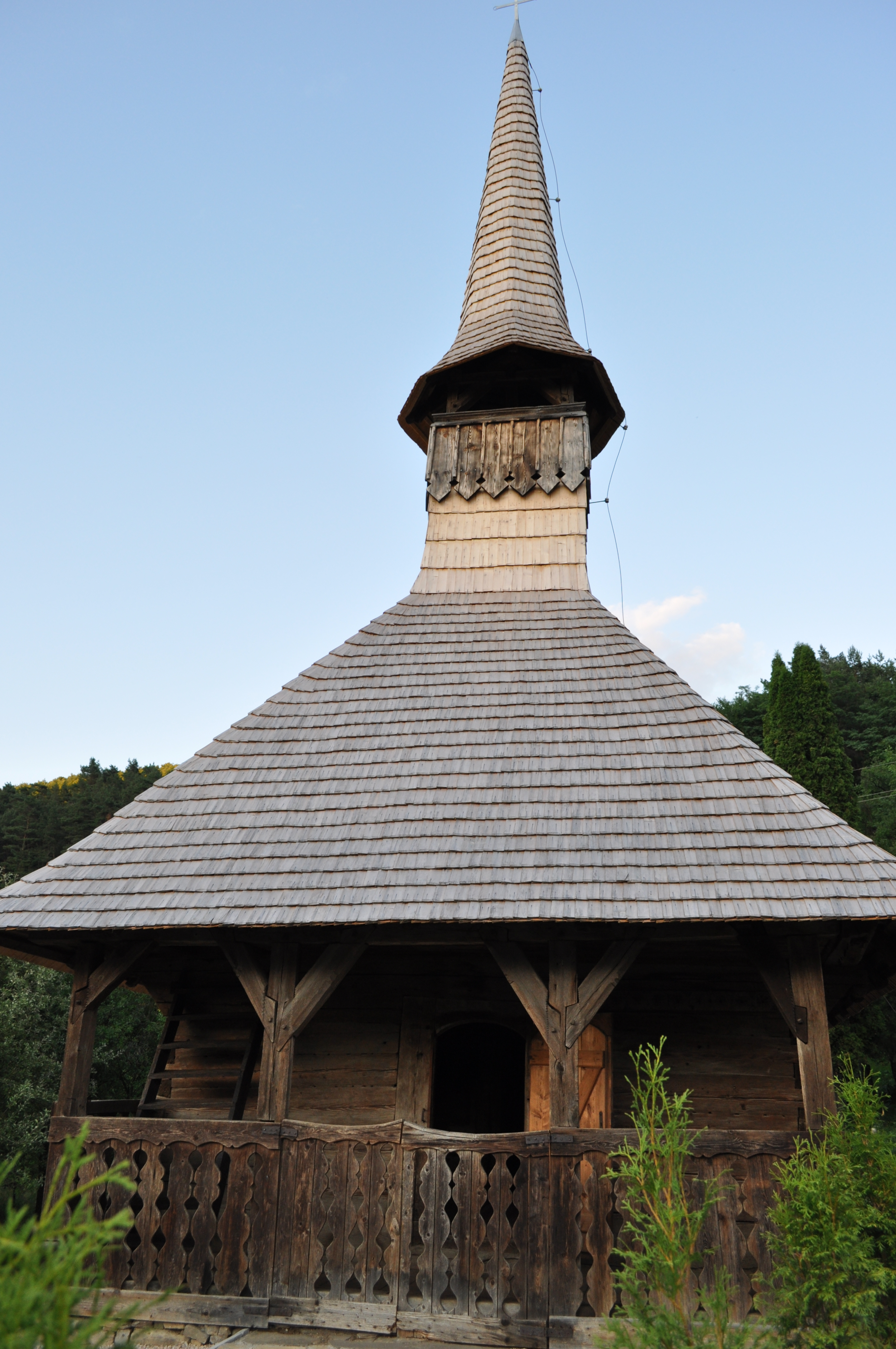
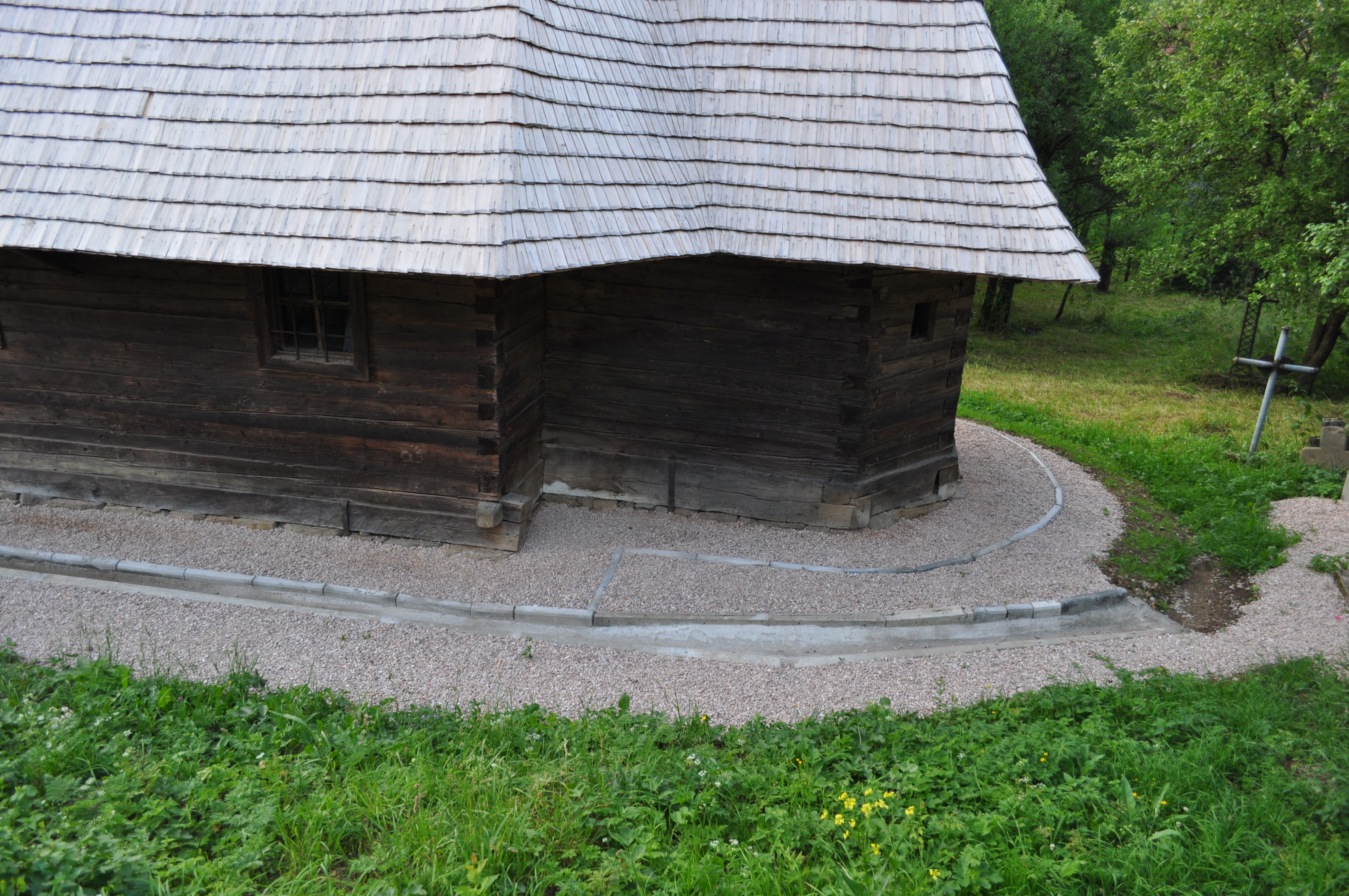
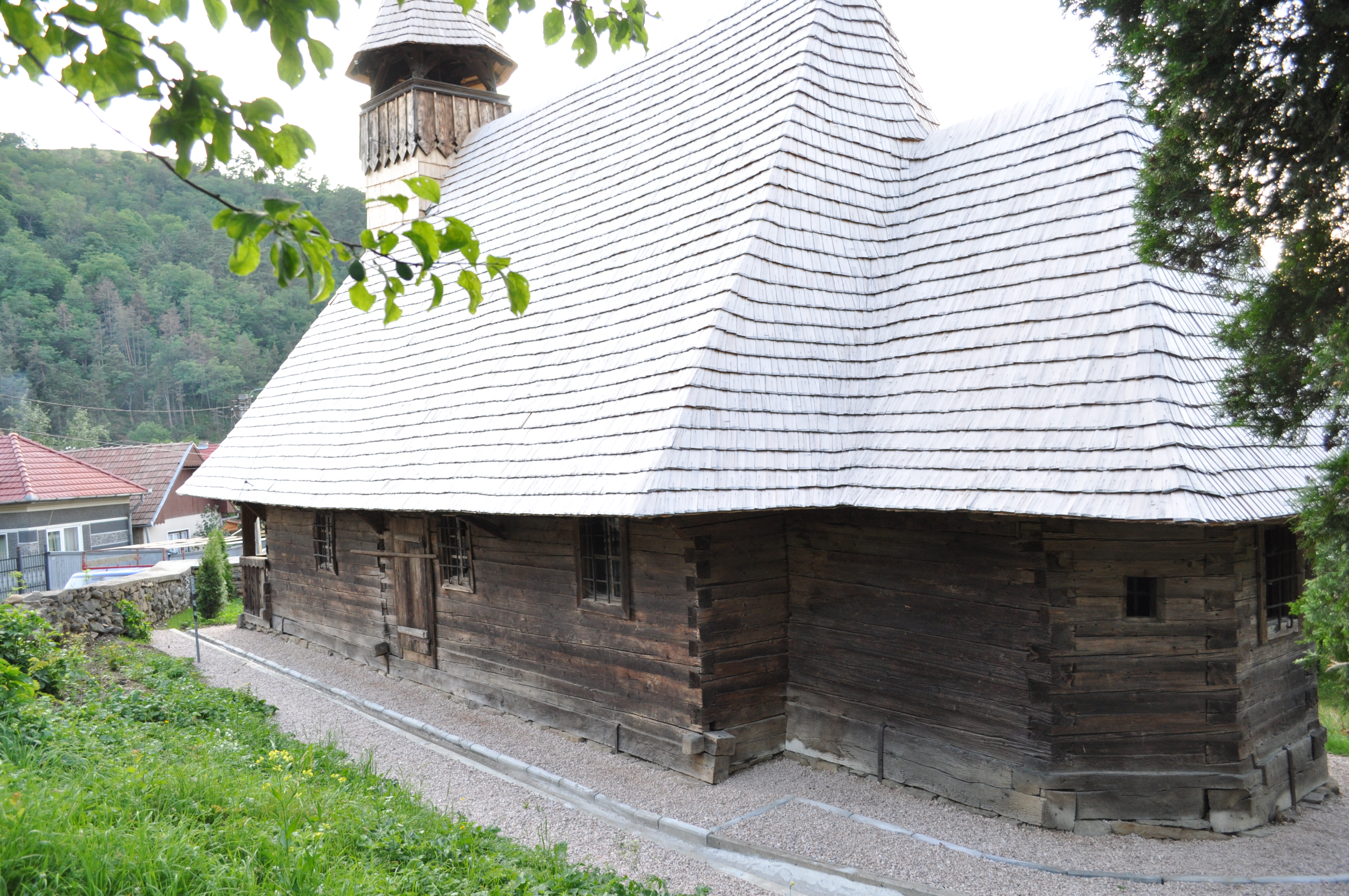
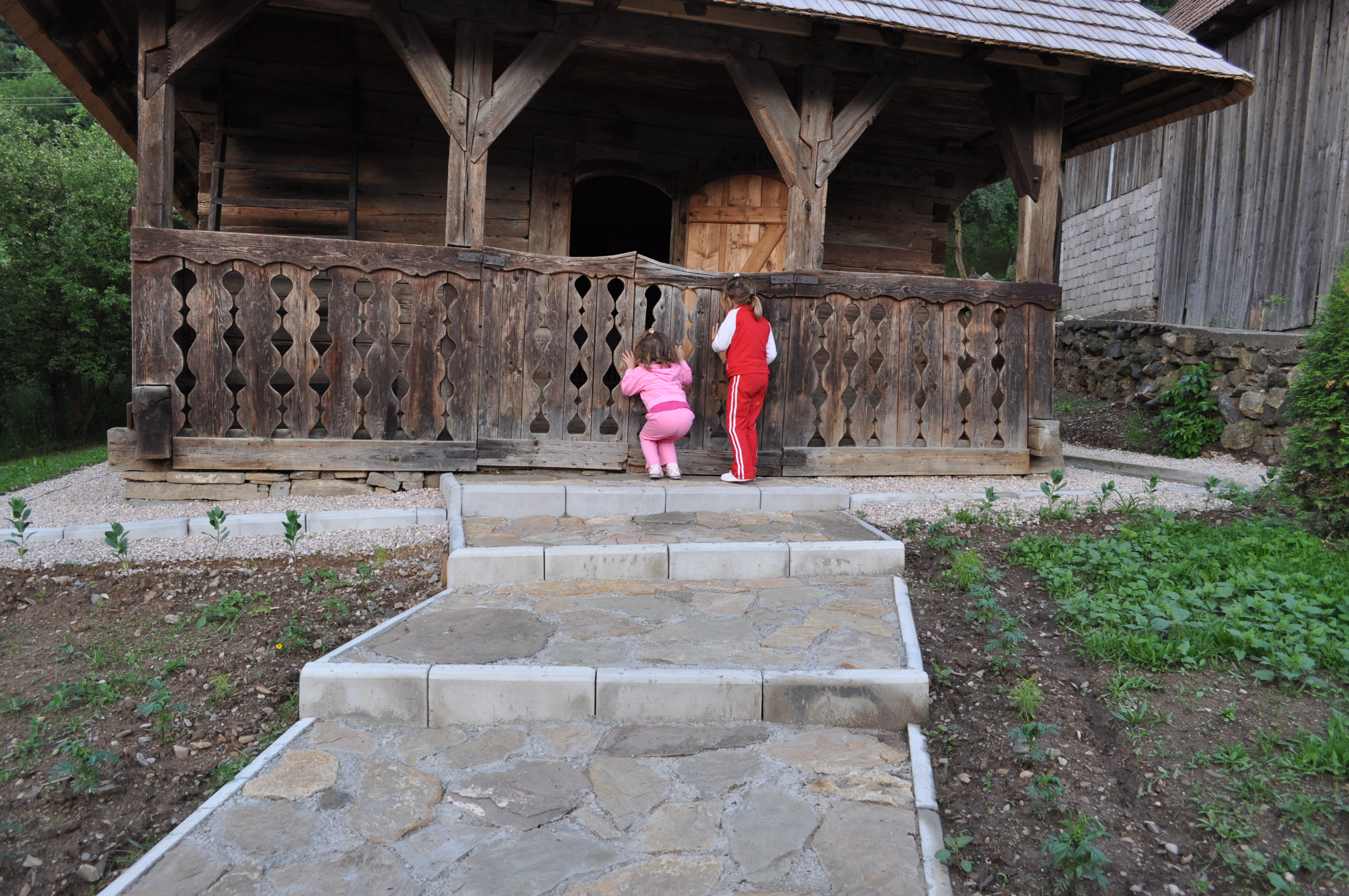
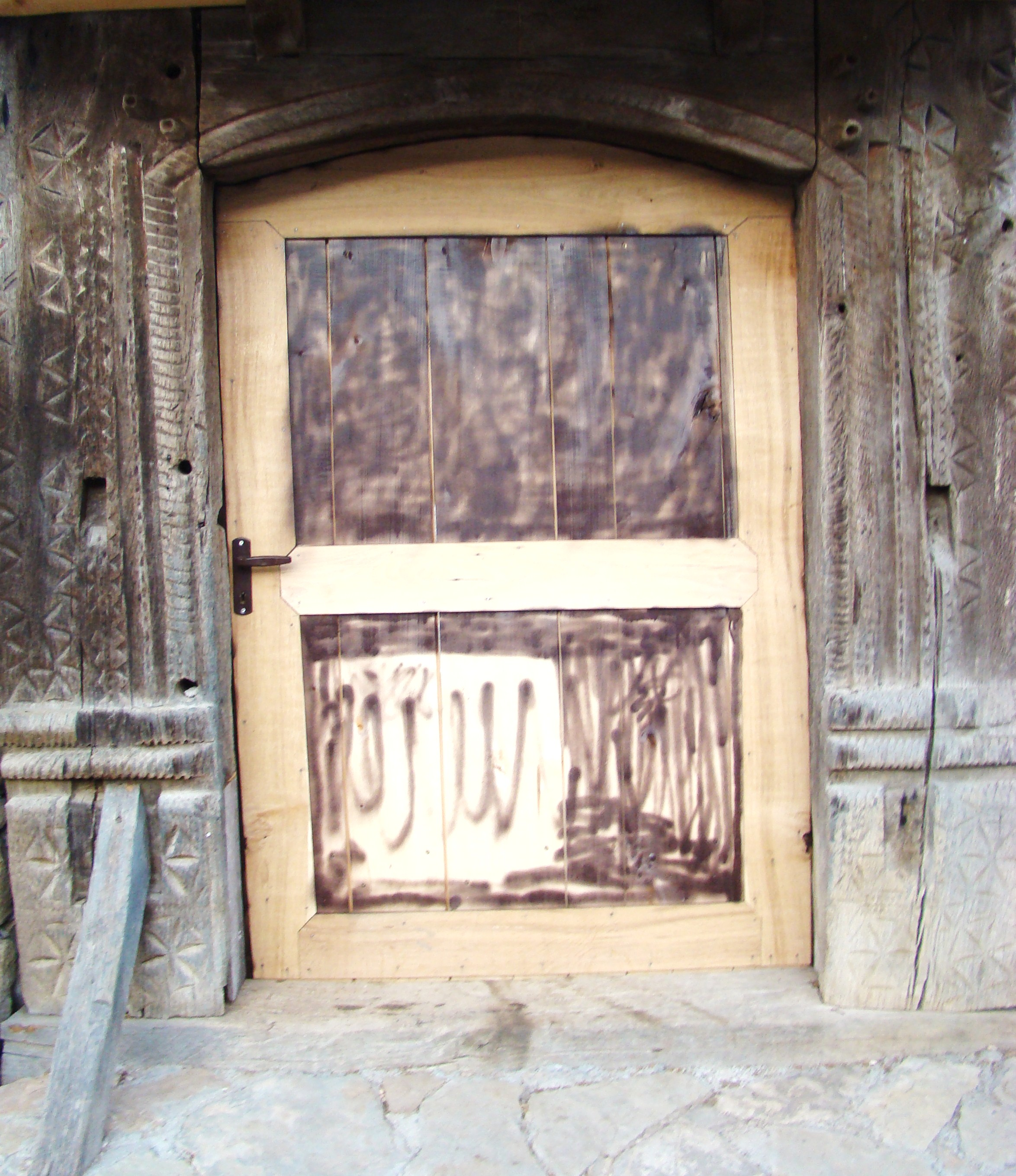
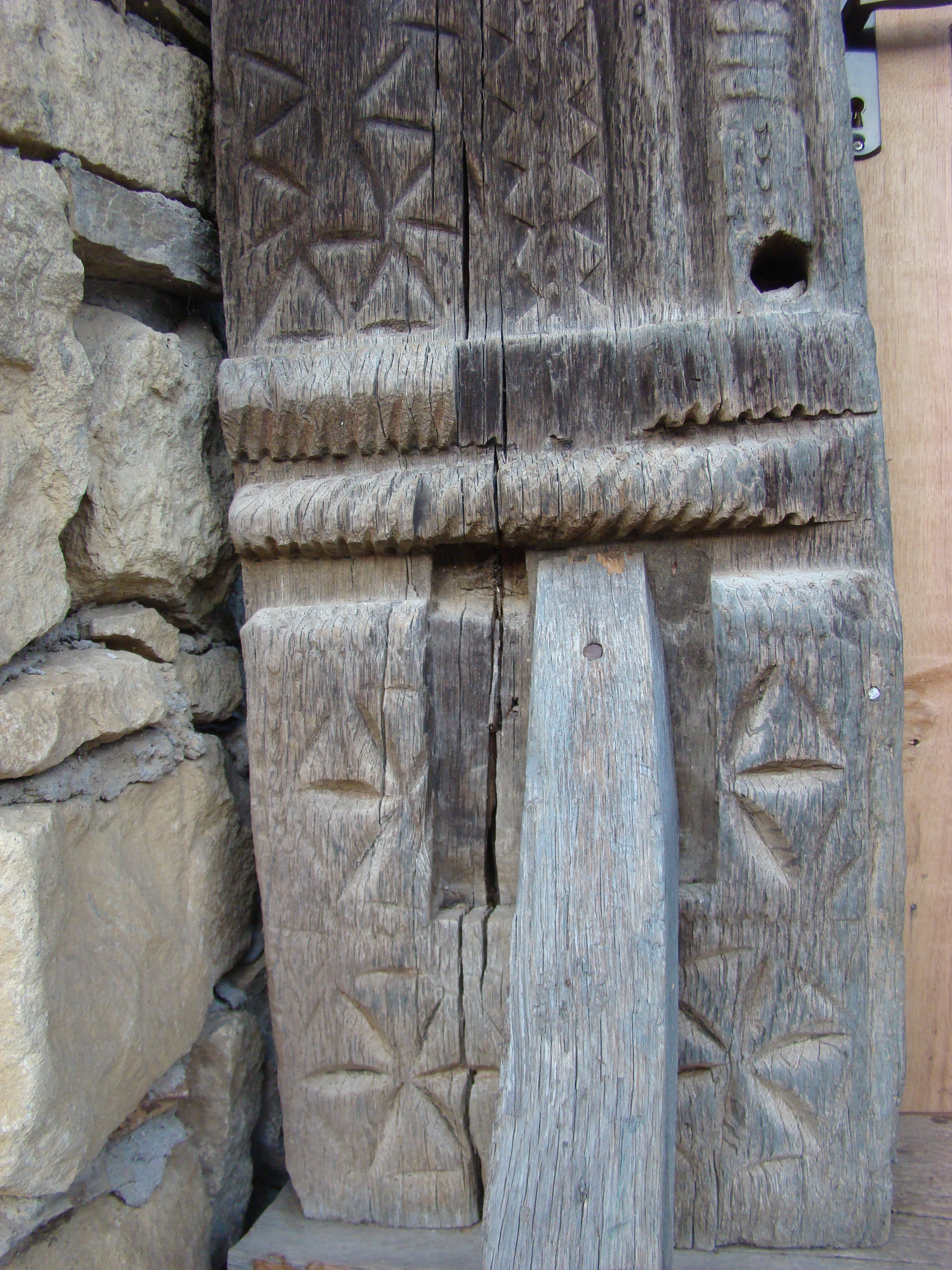
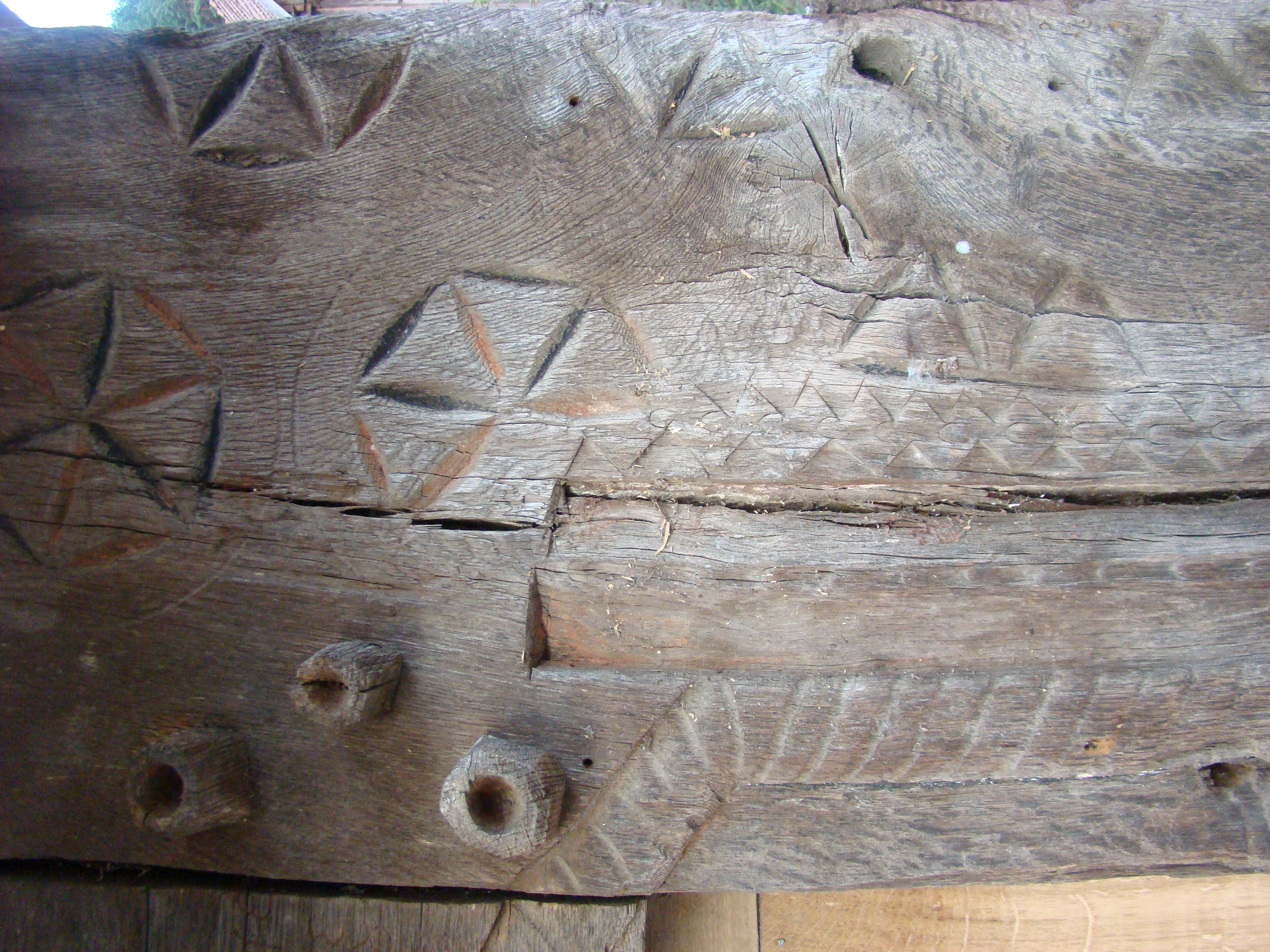
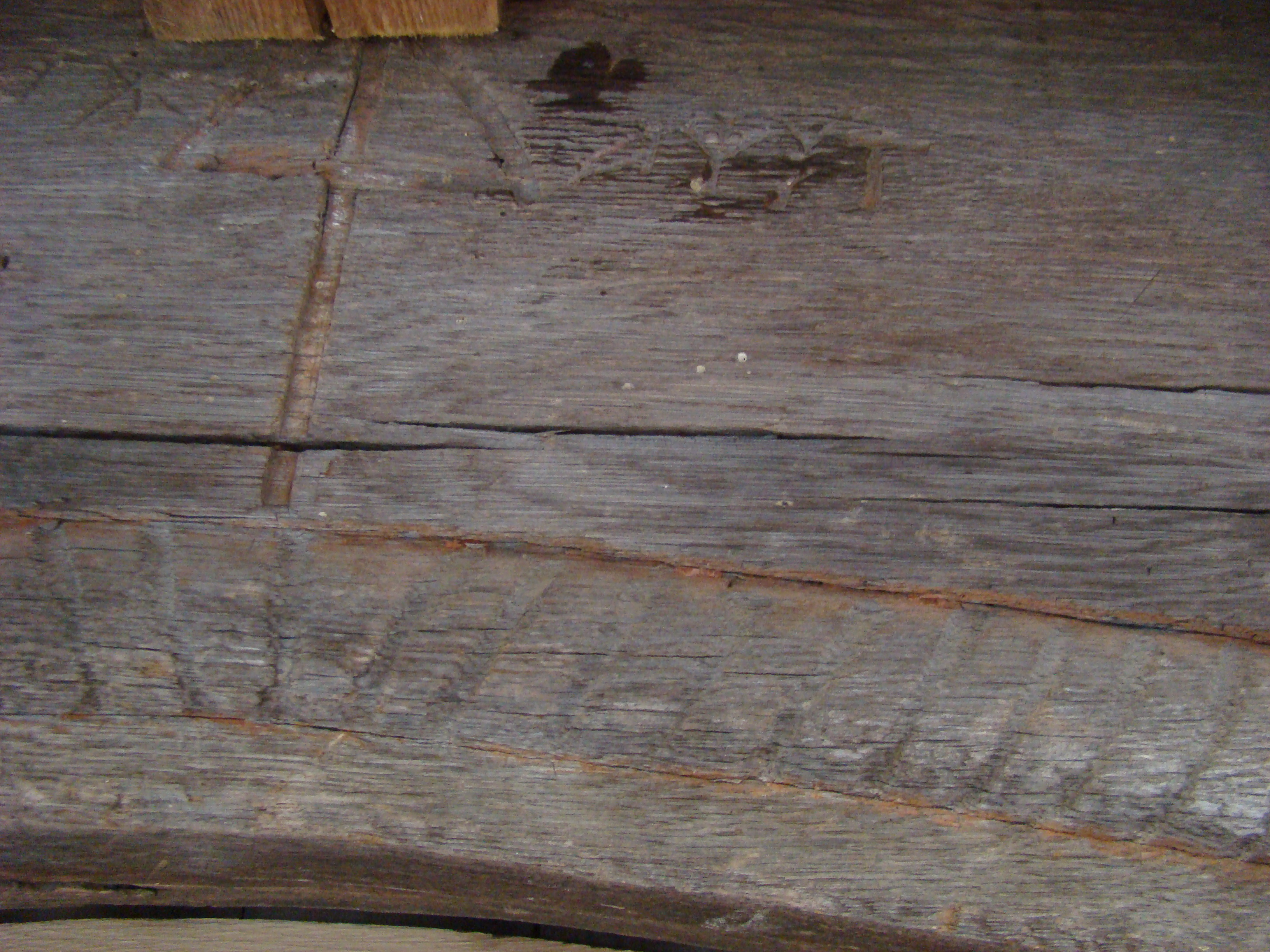
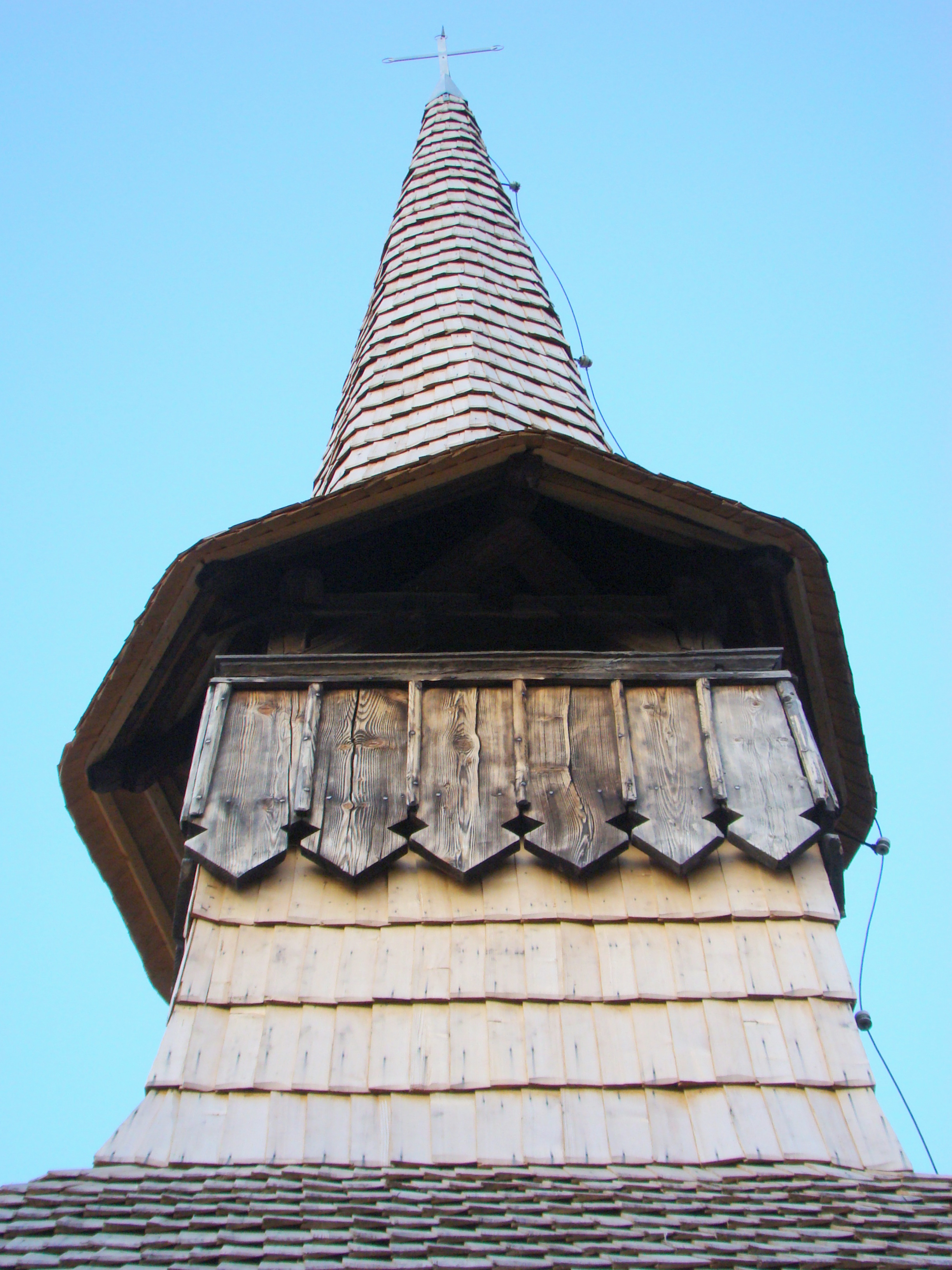
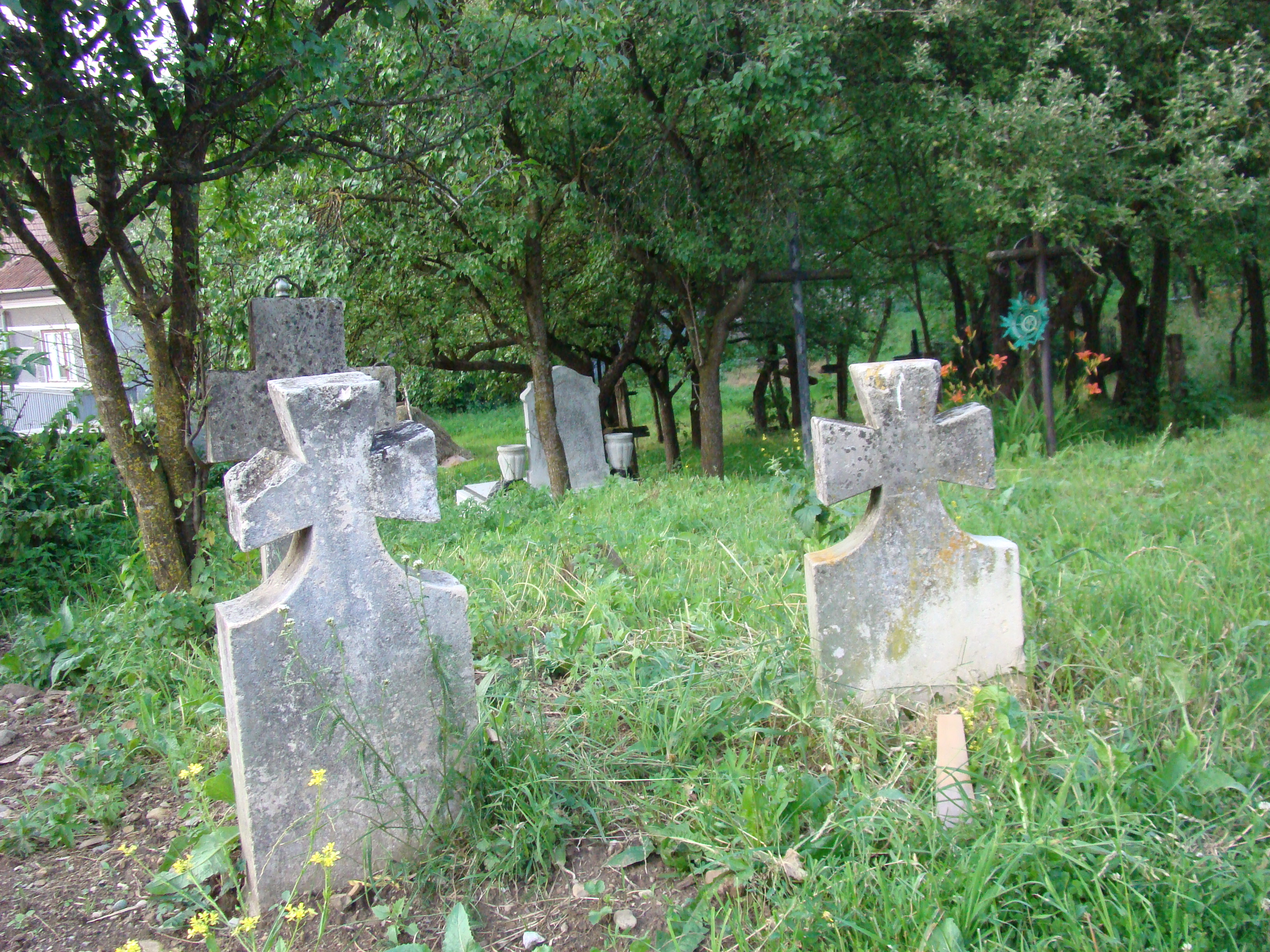
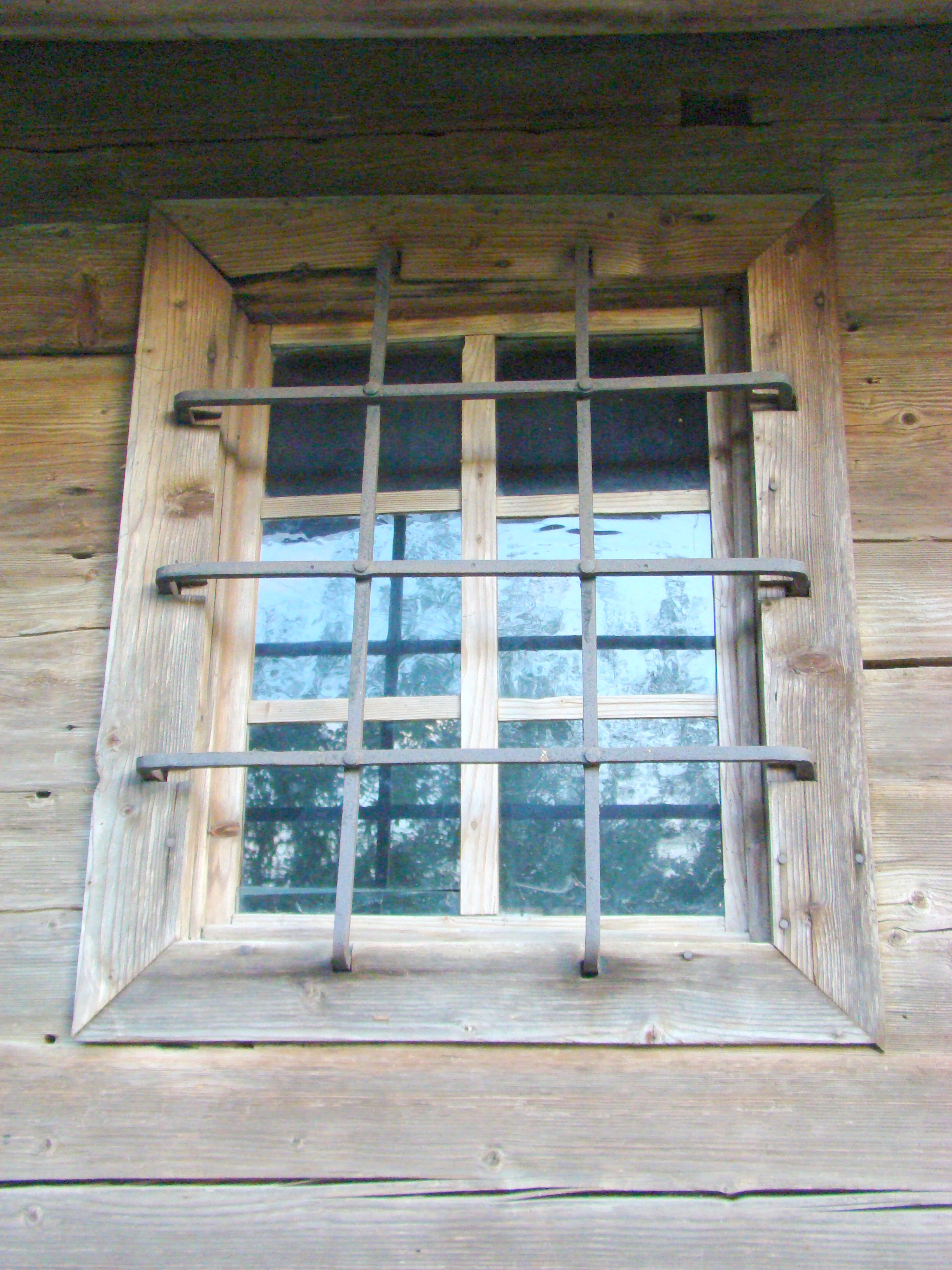
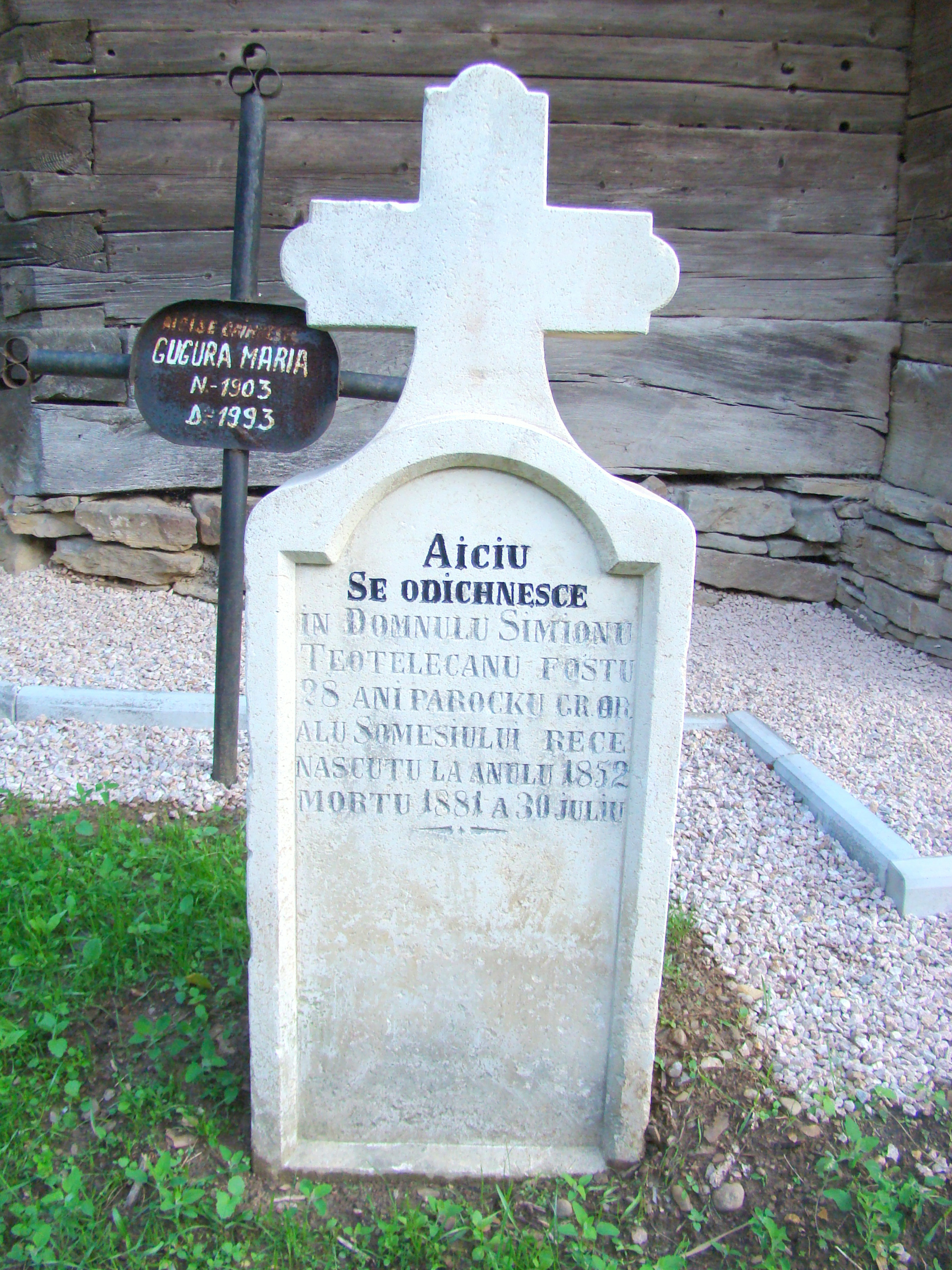
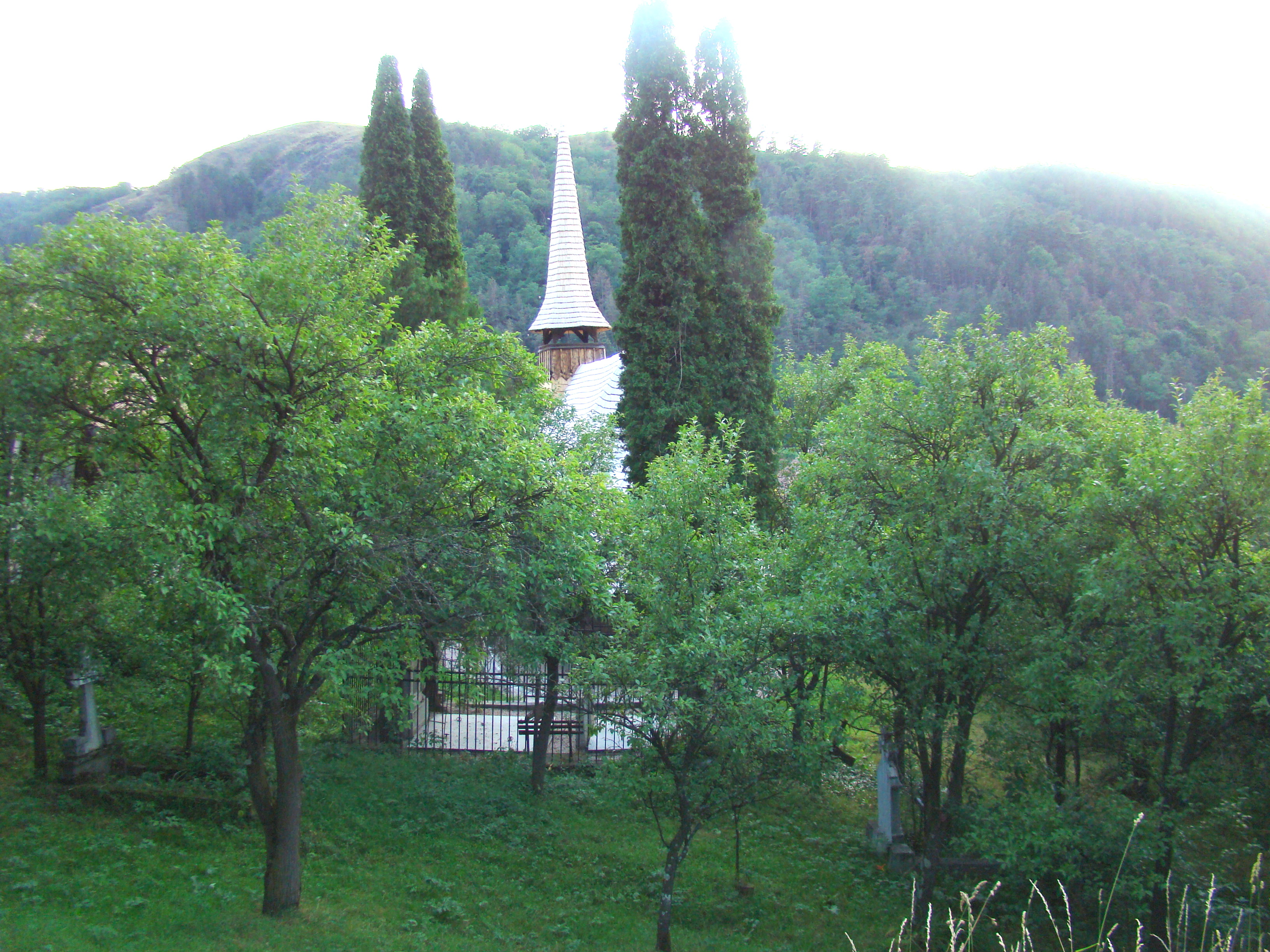
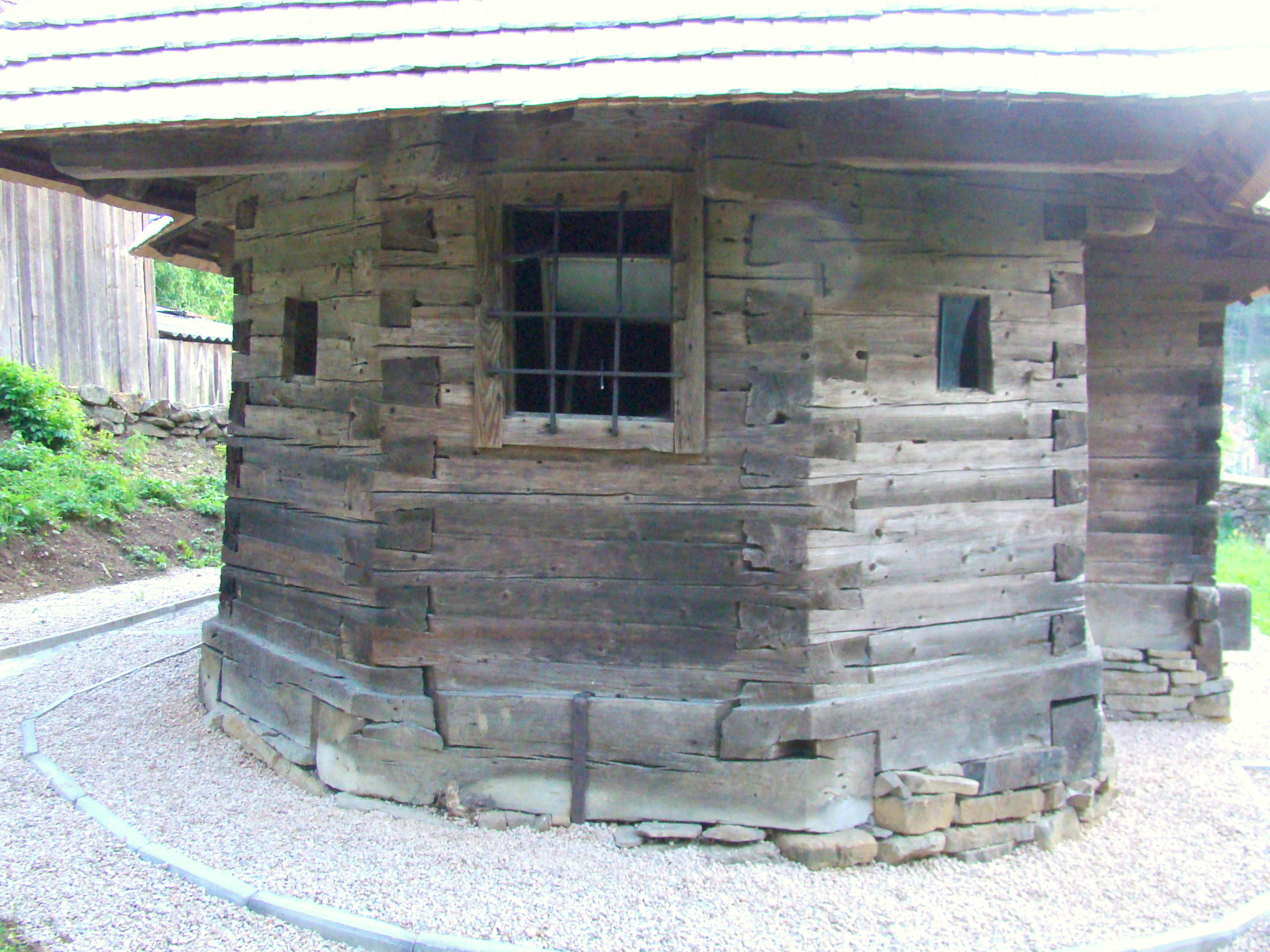

## Imagini din interior

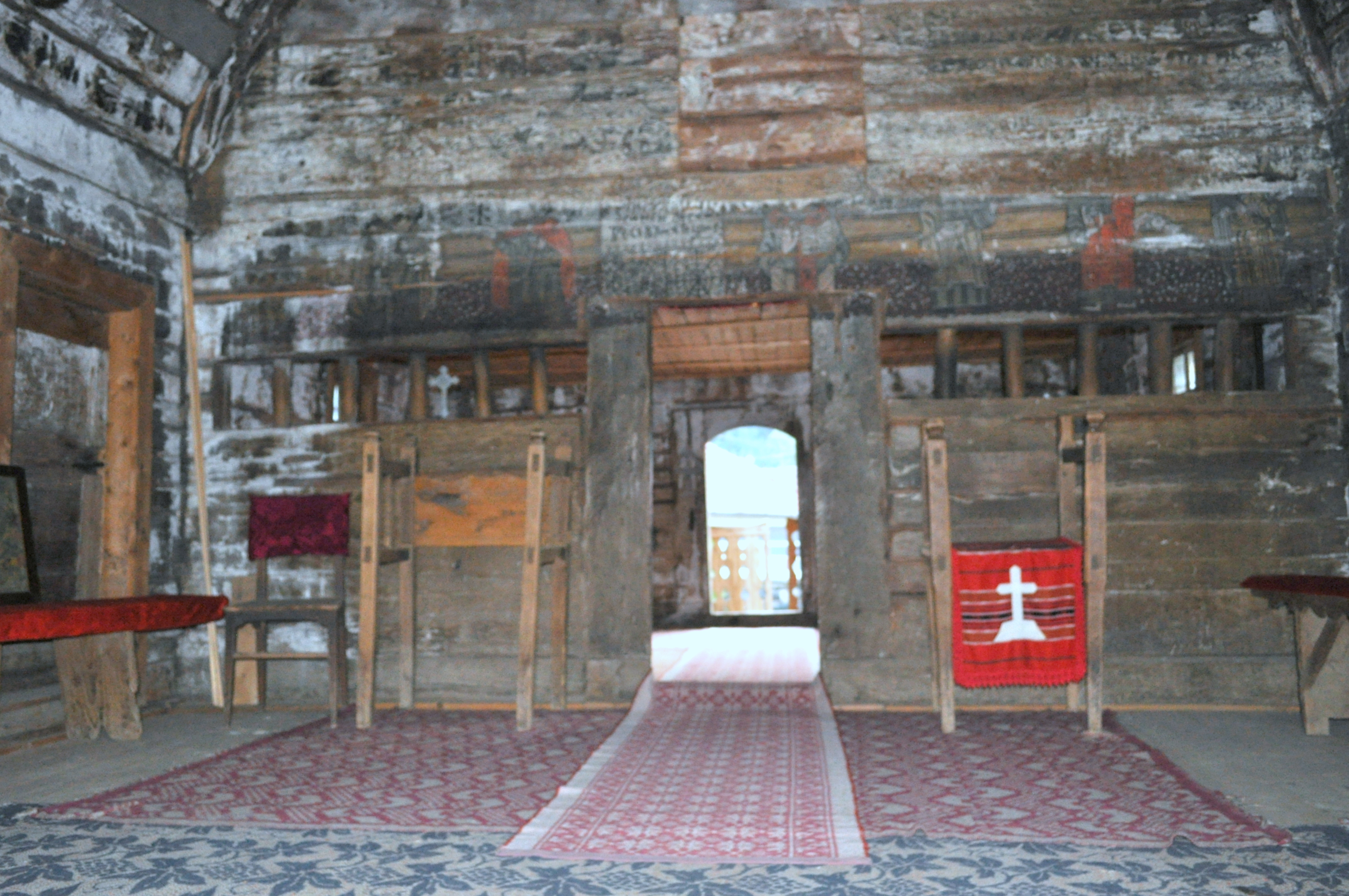
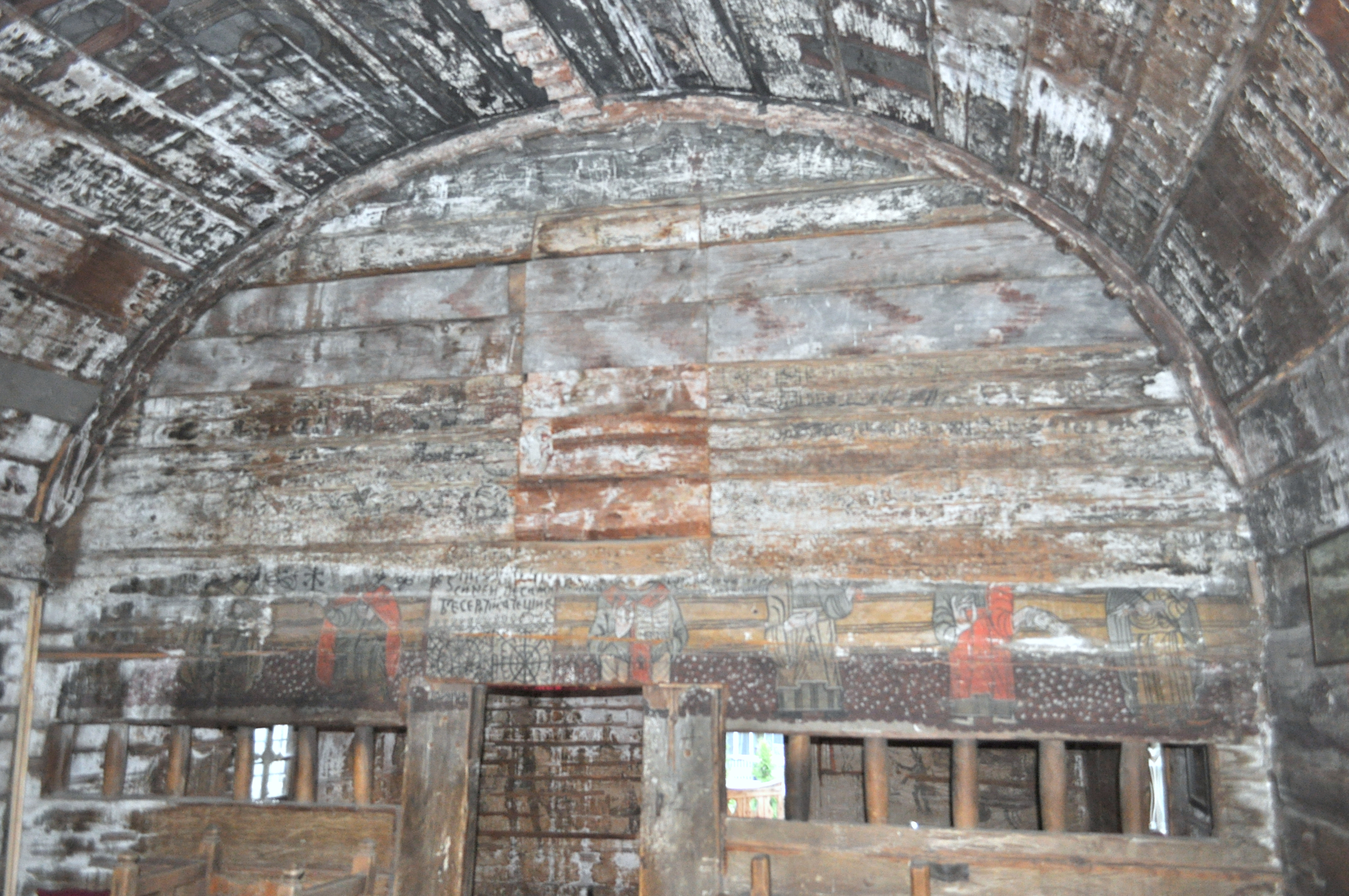
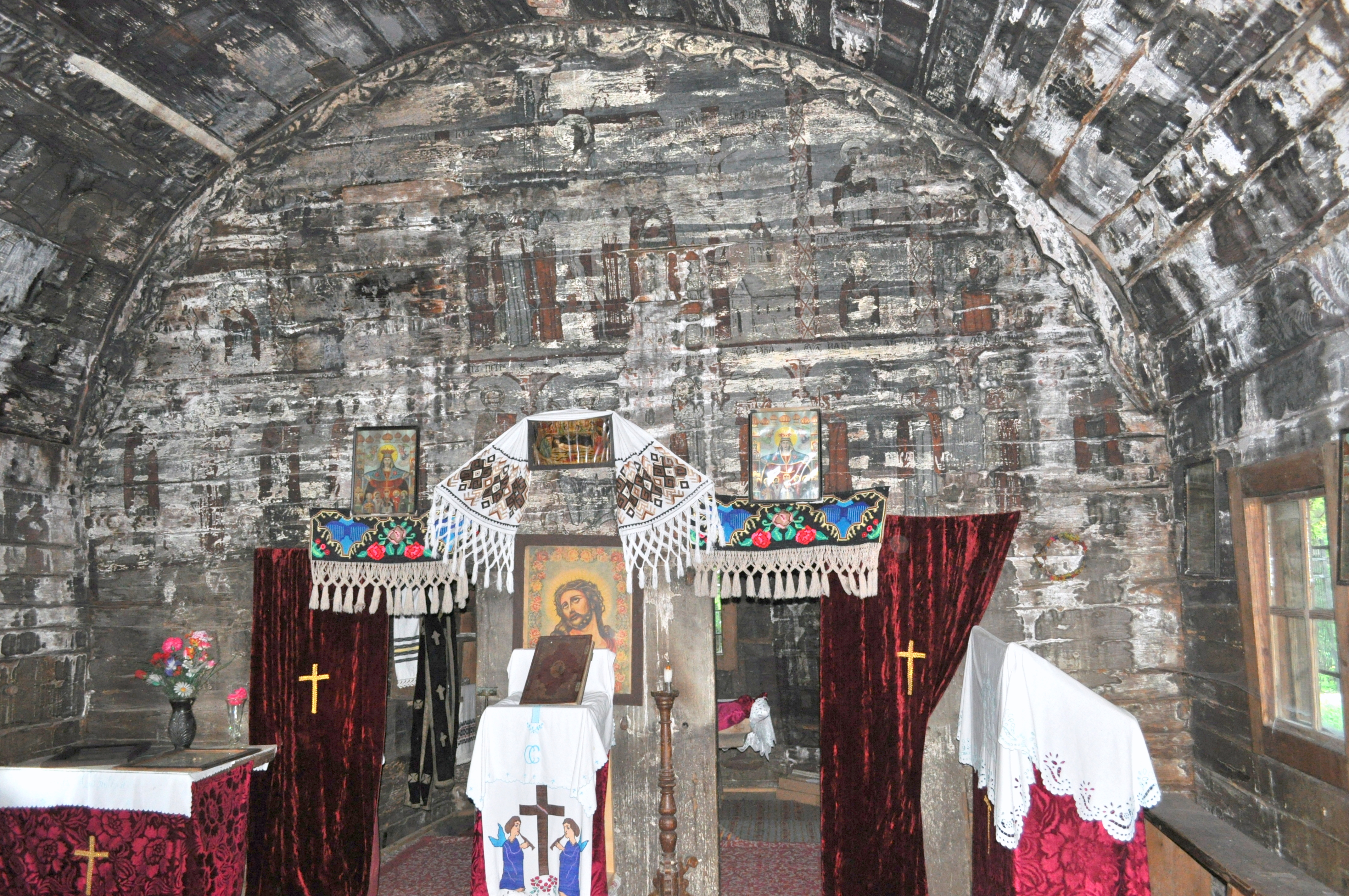
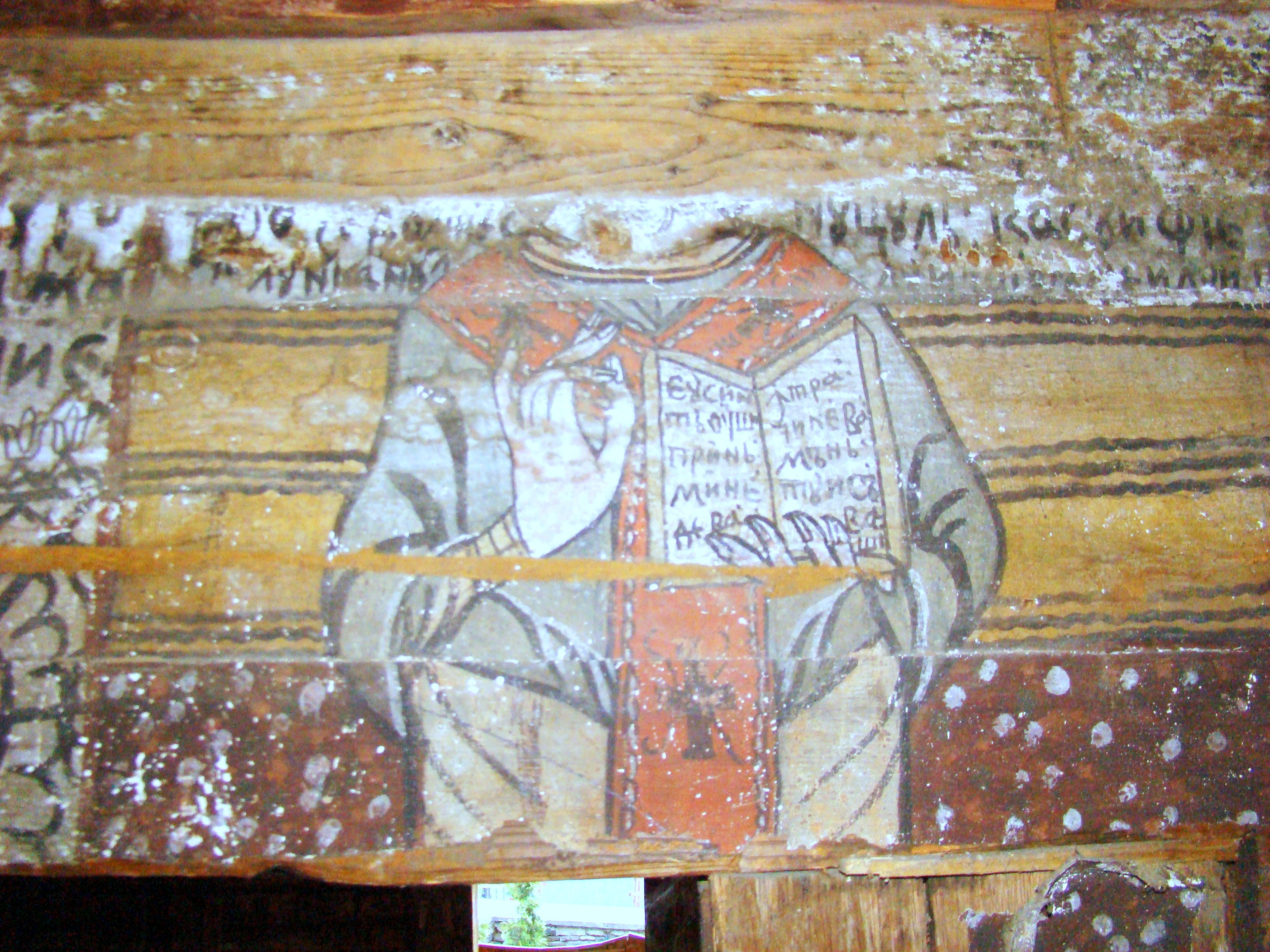
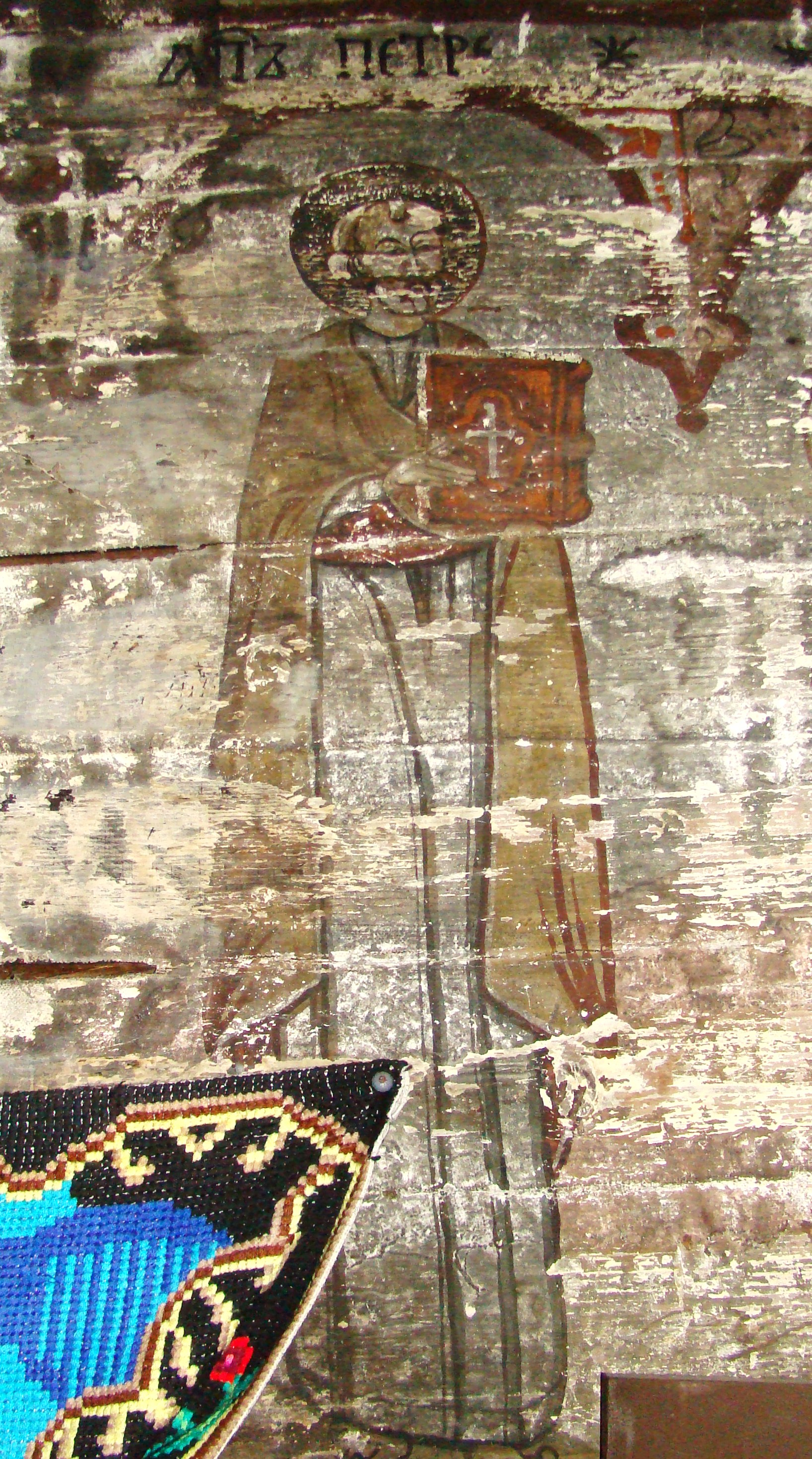
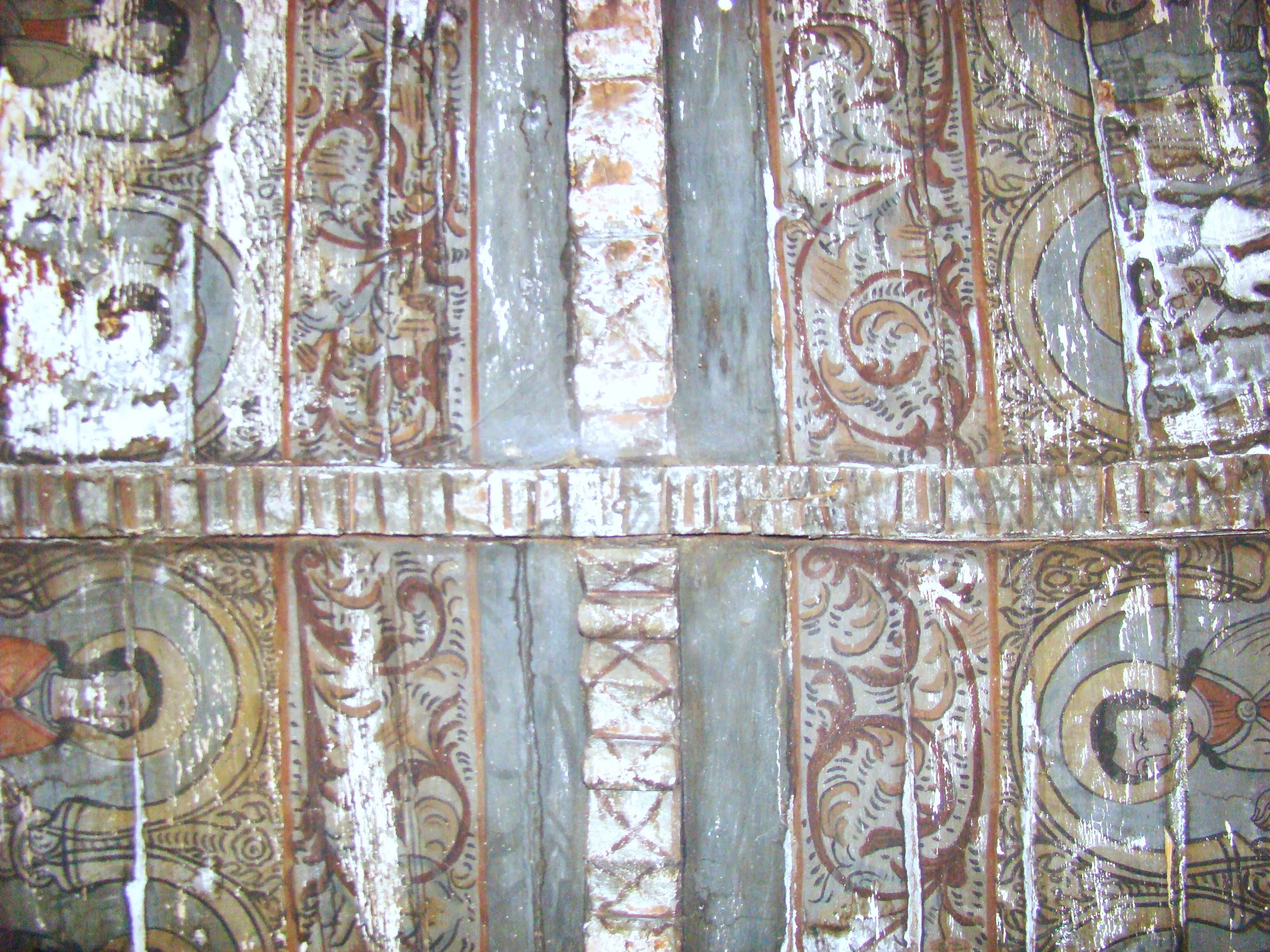
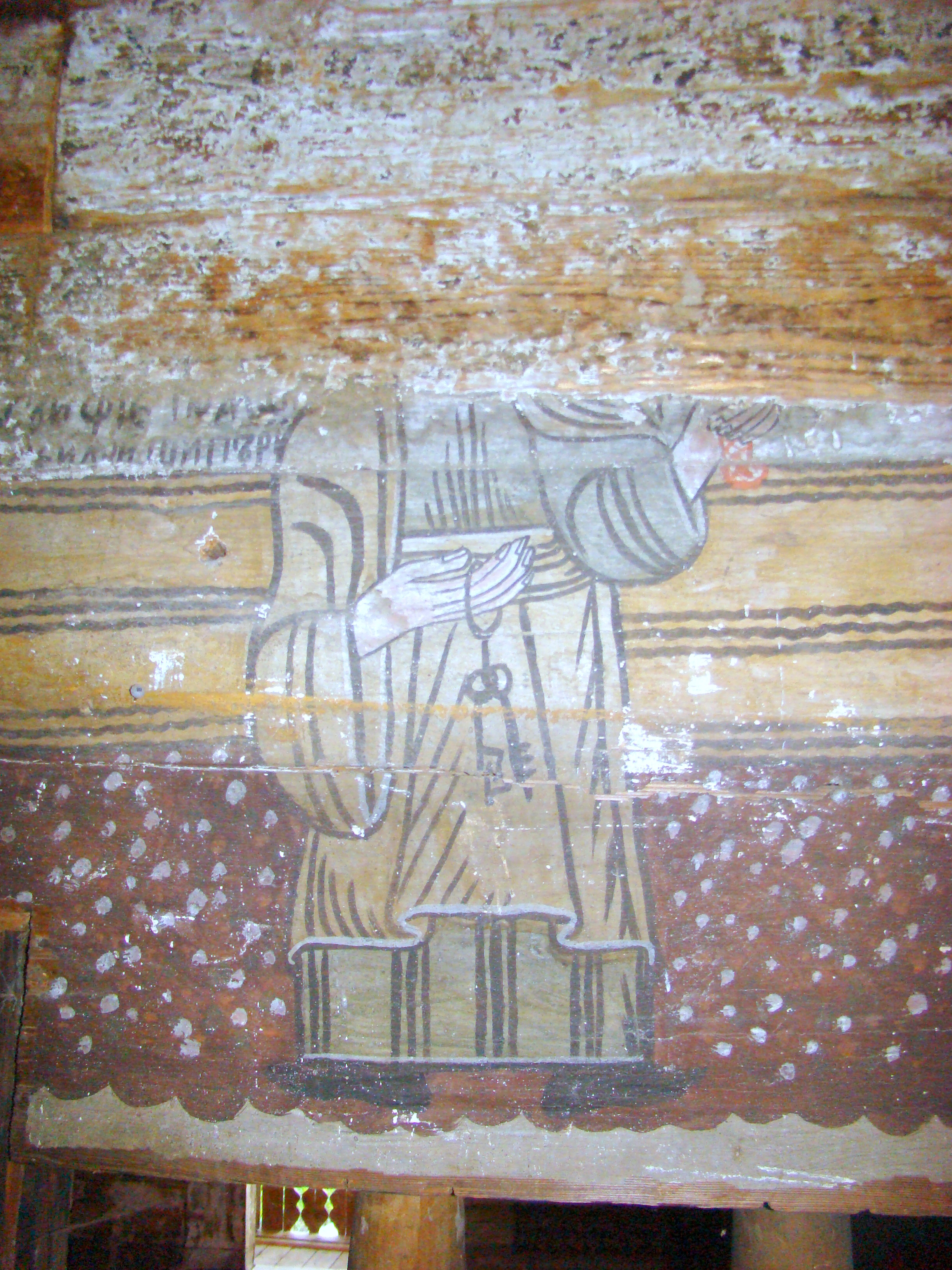
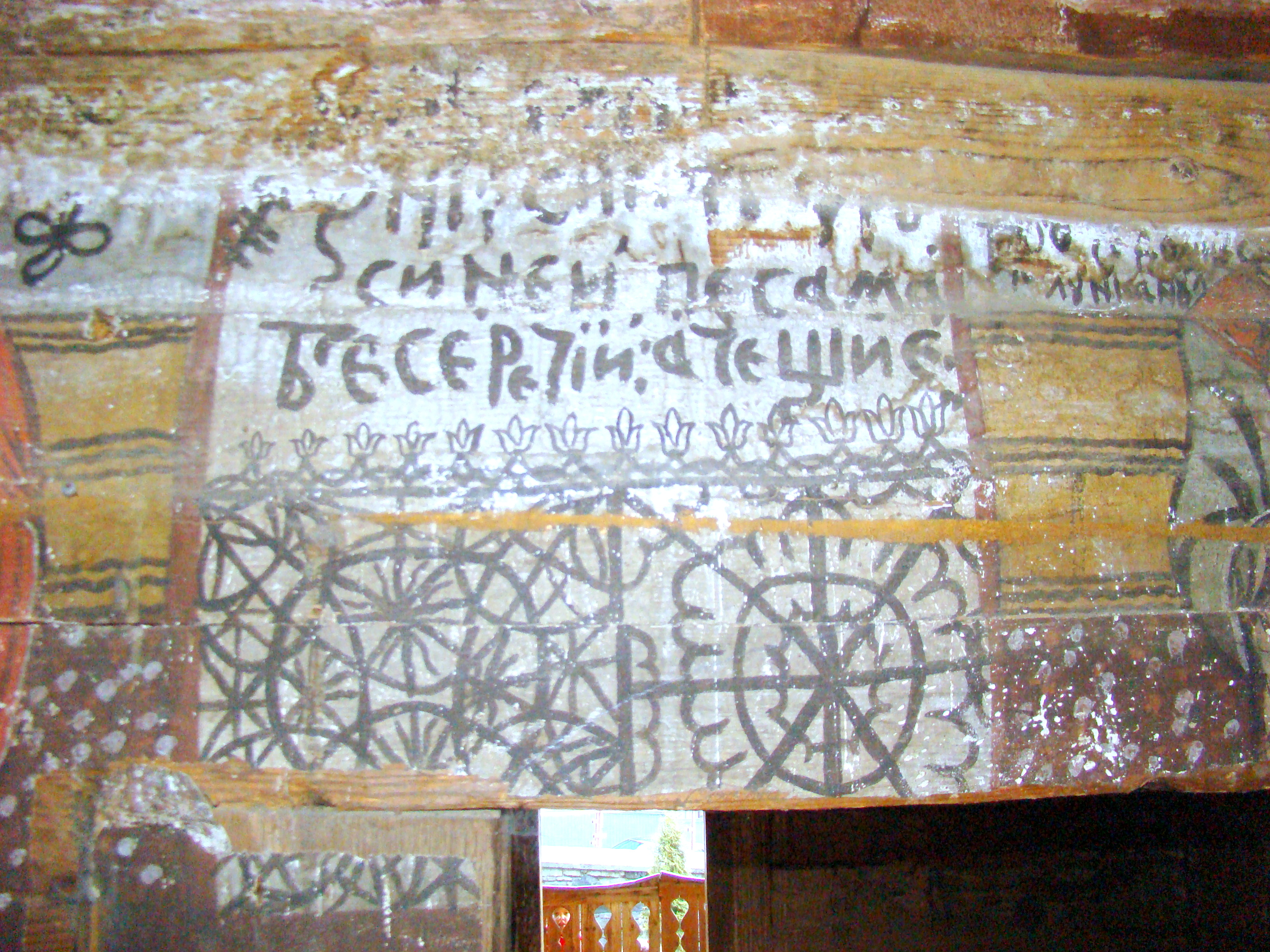
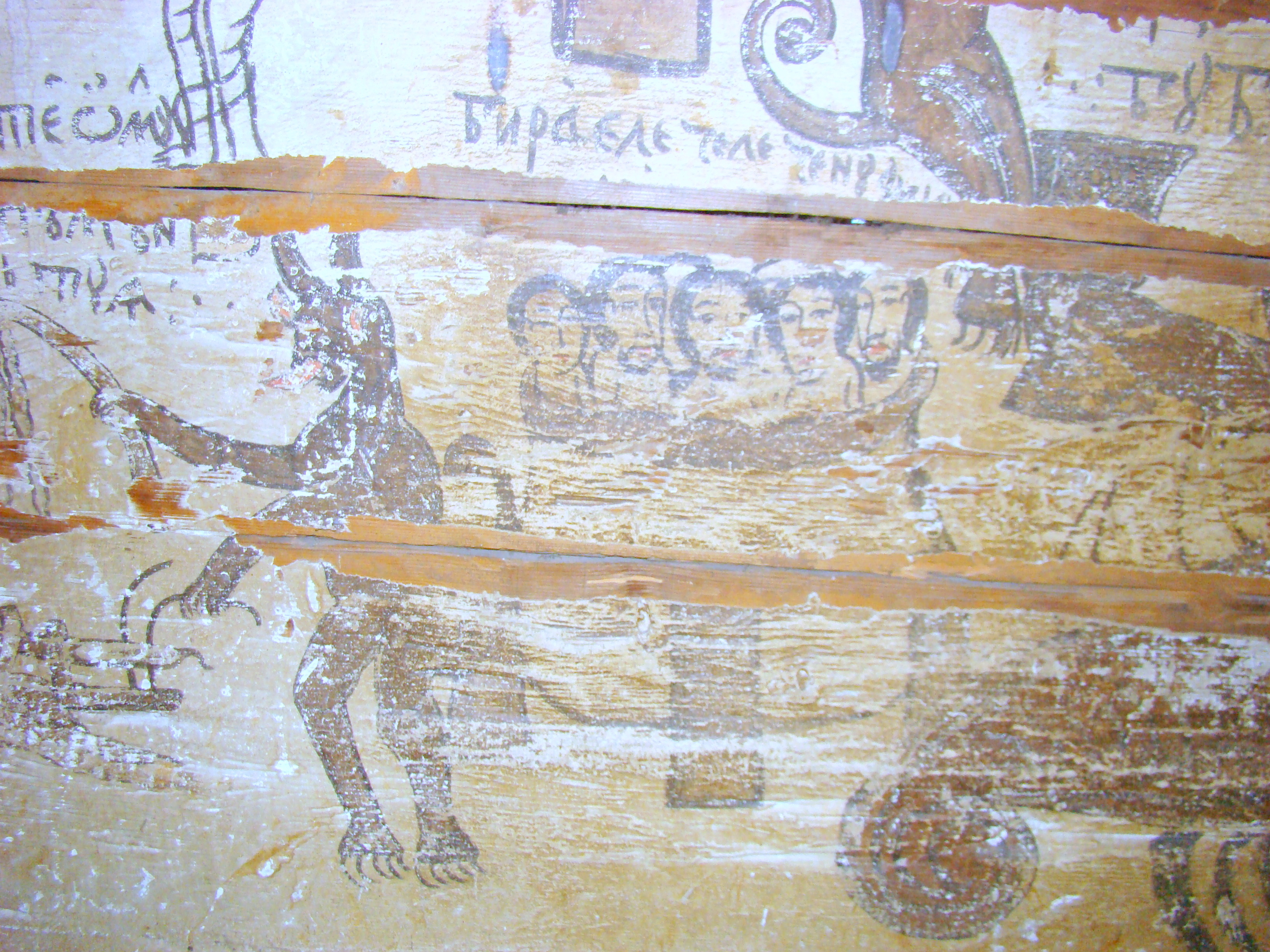
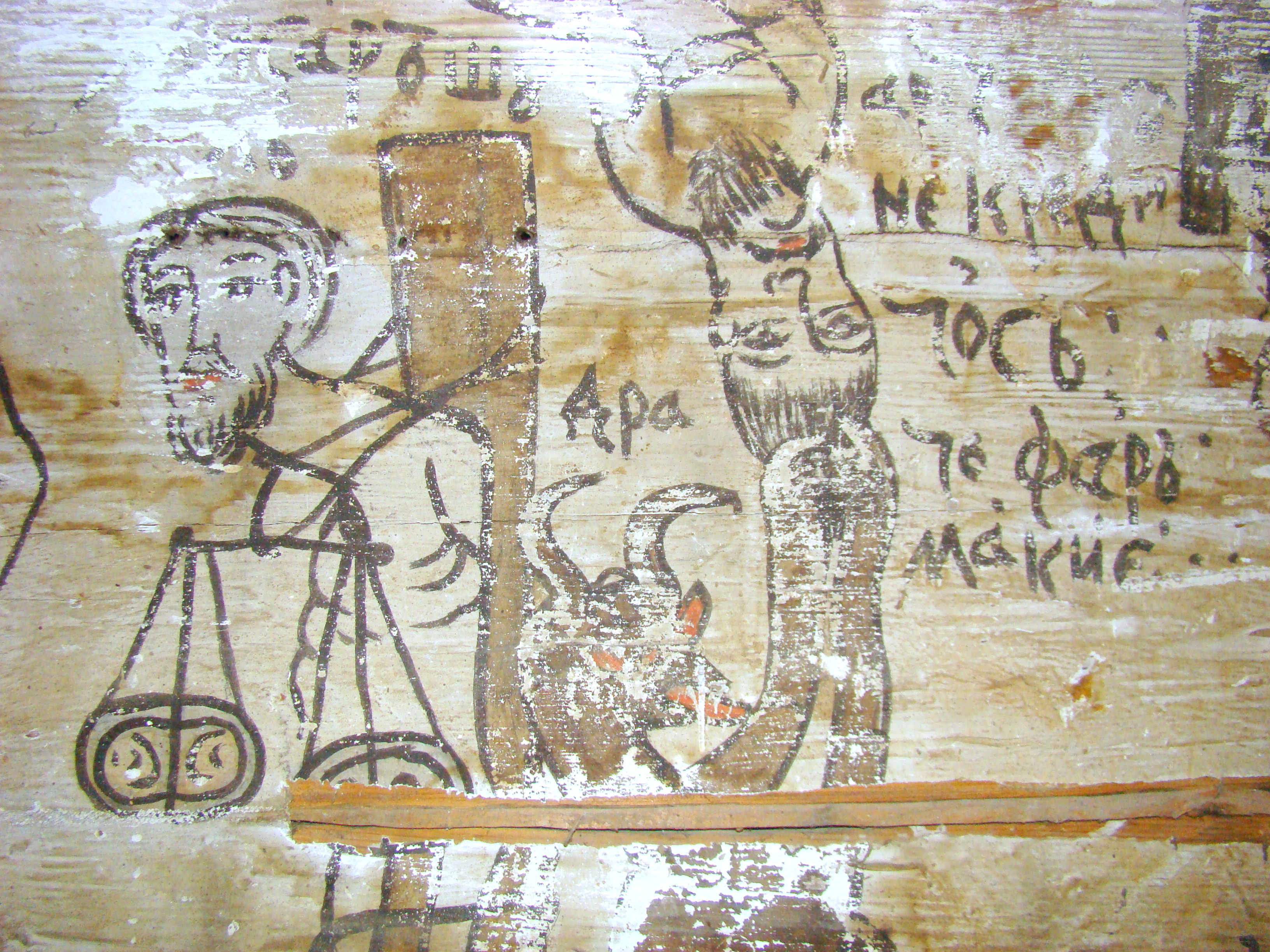
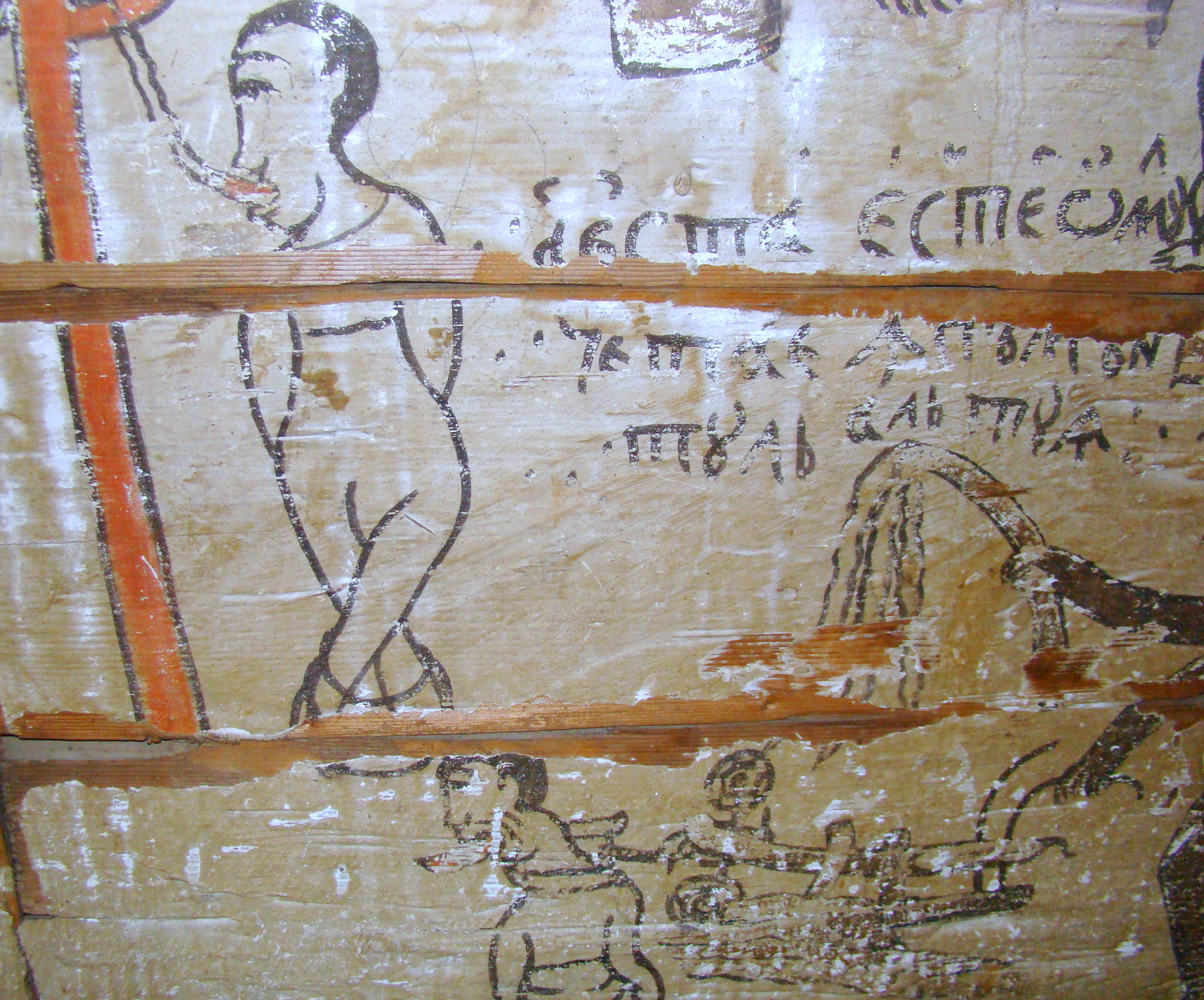
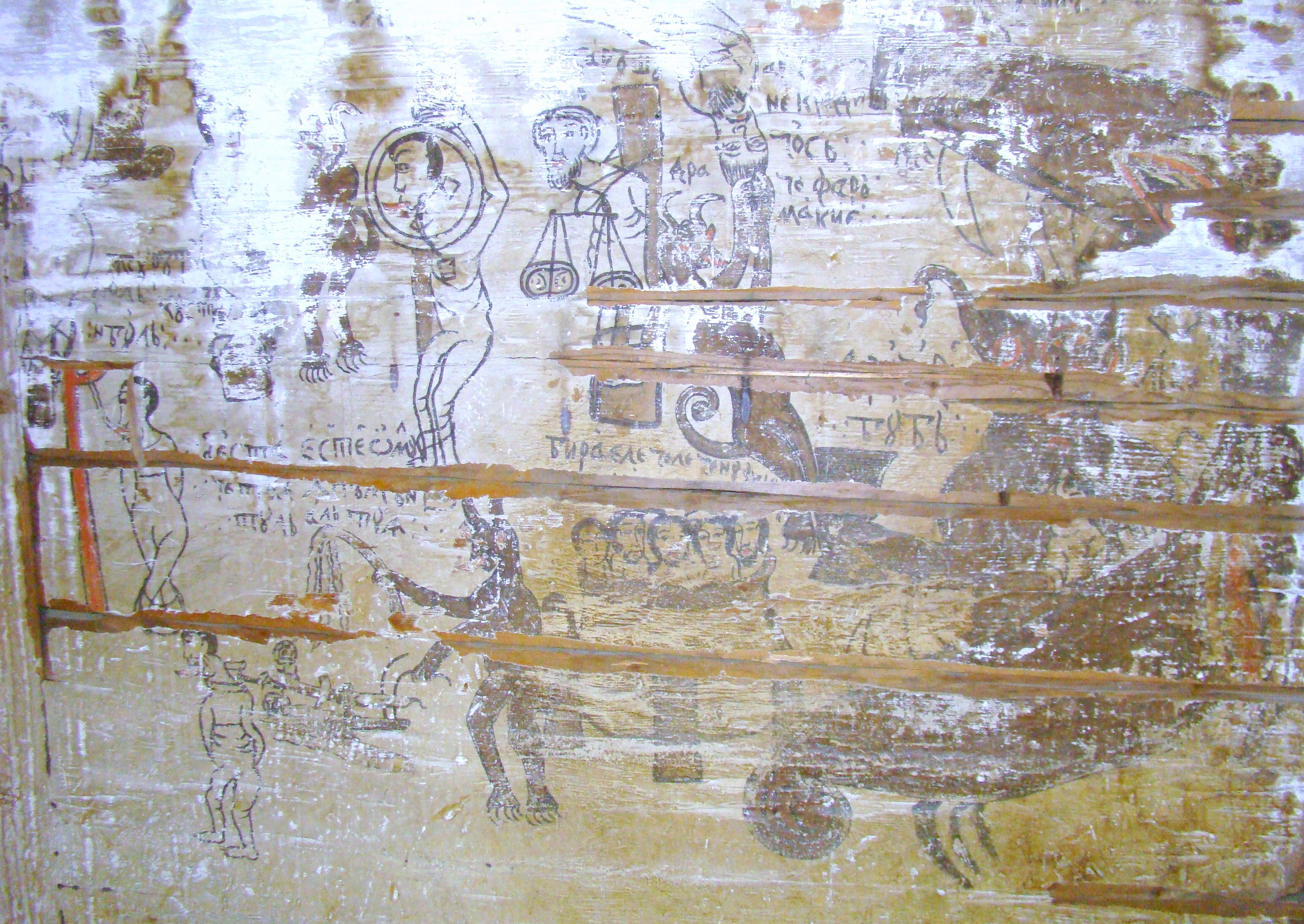
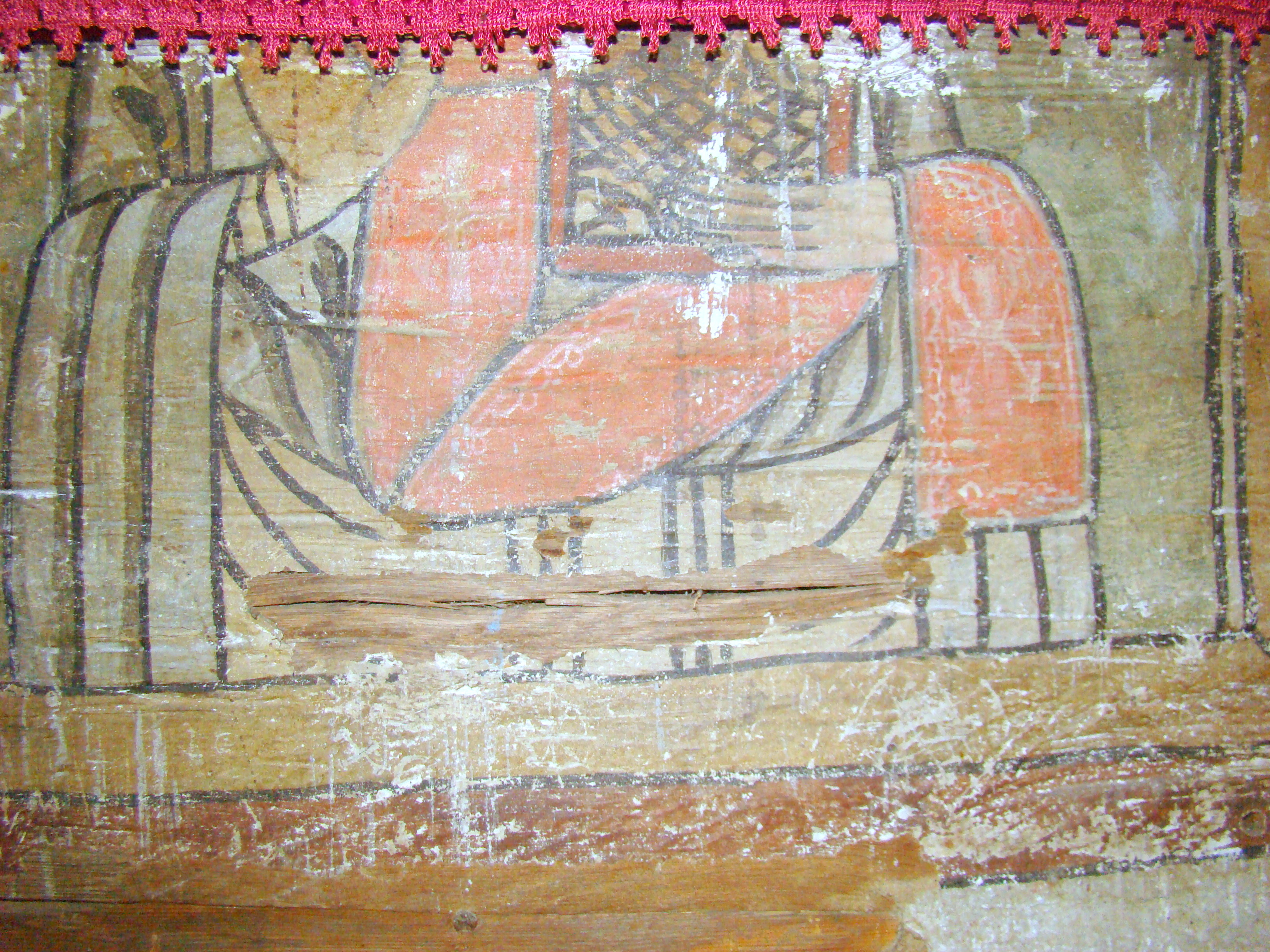
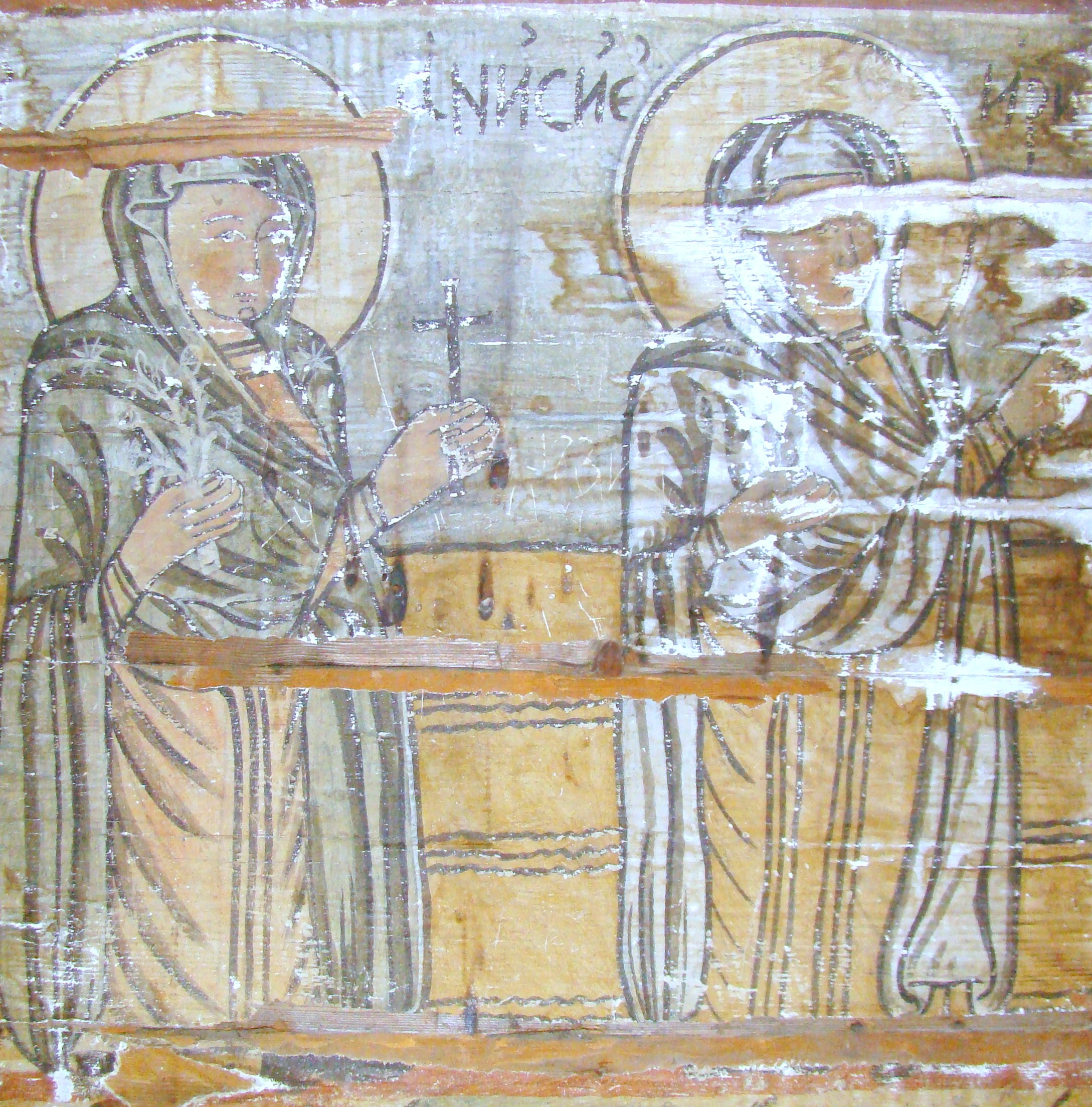
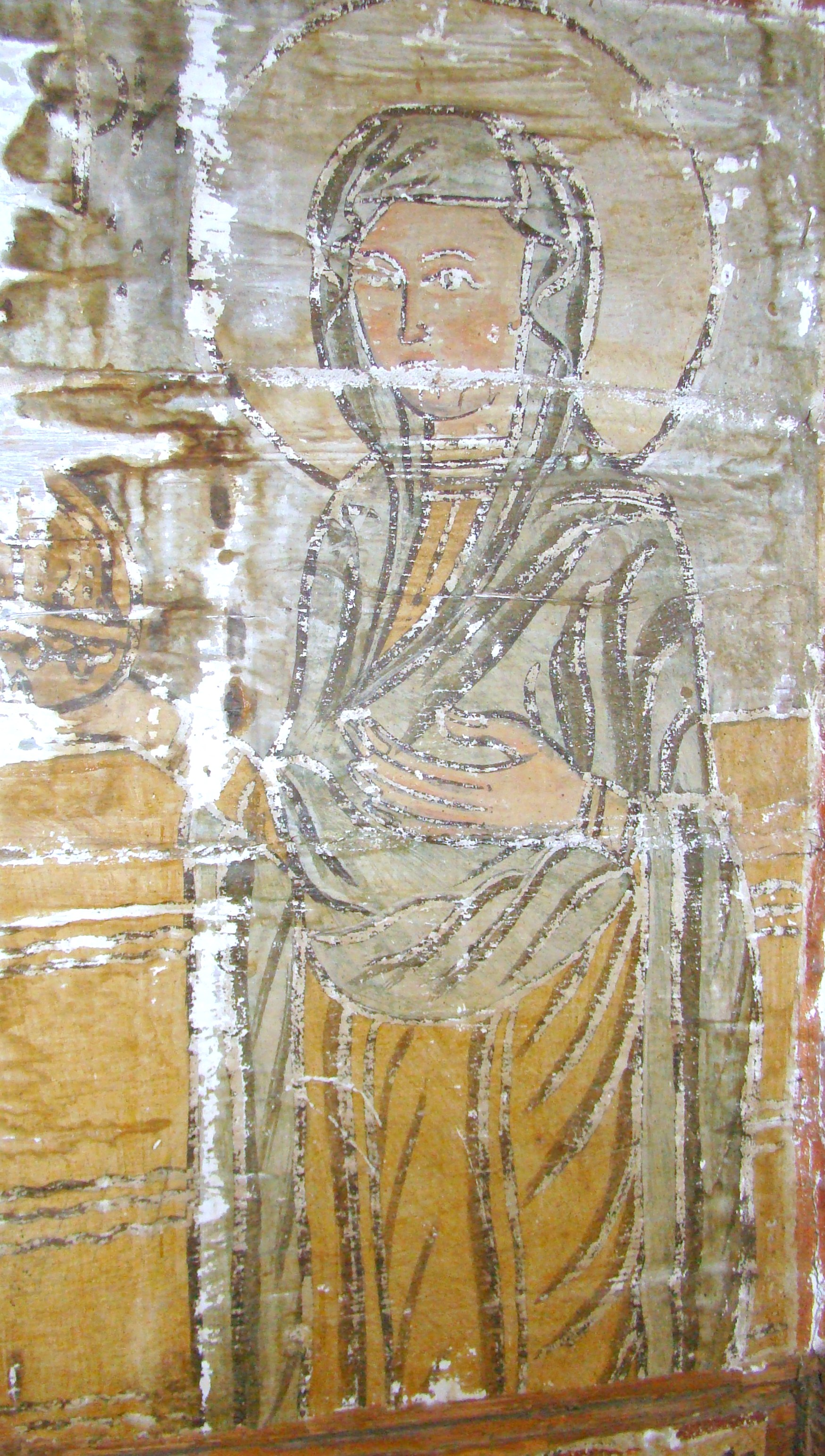
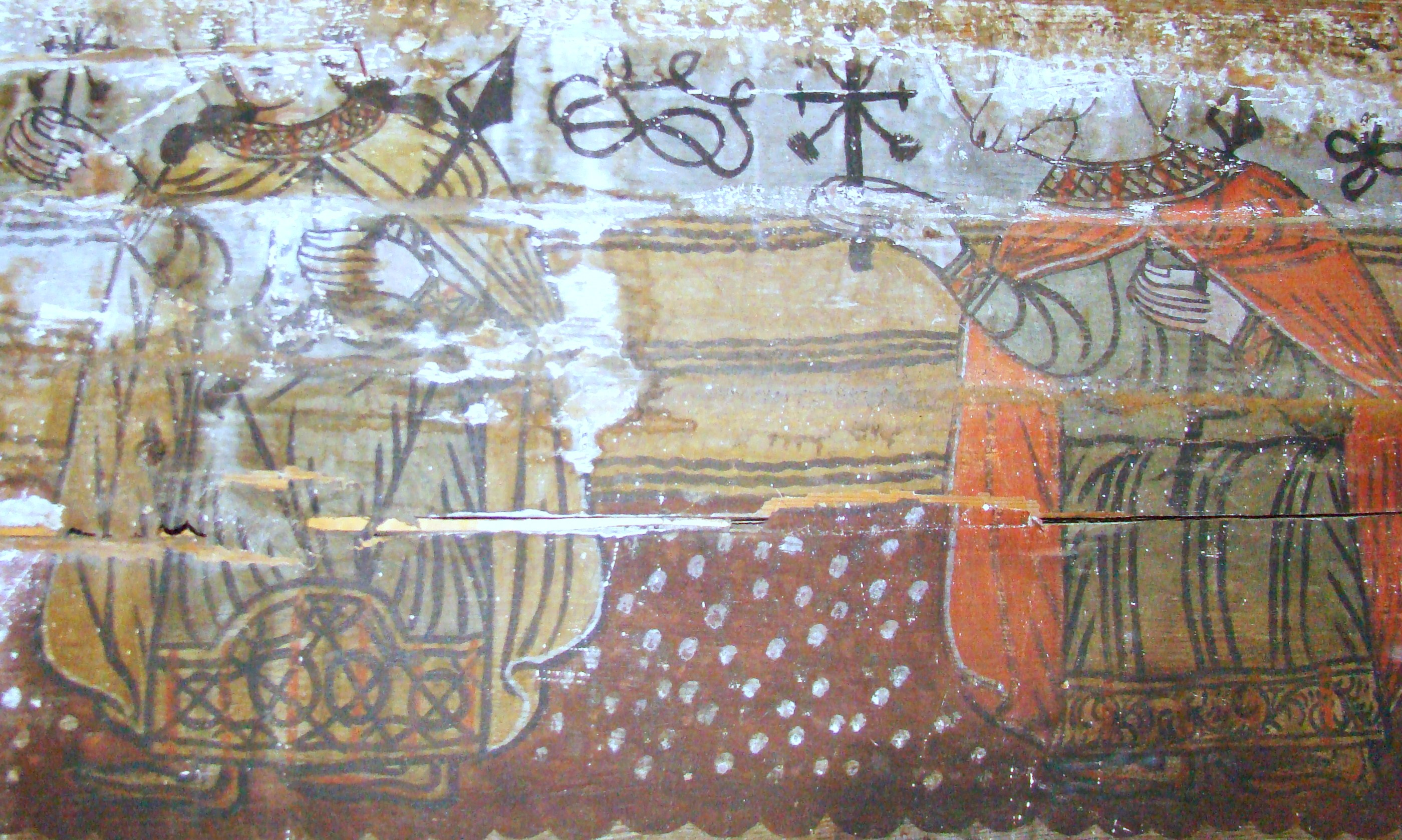
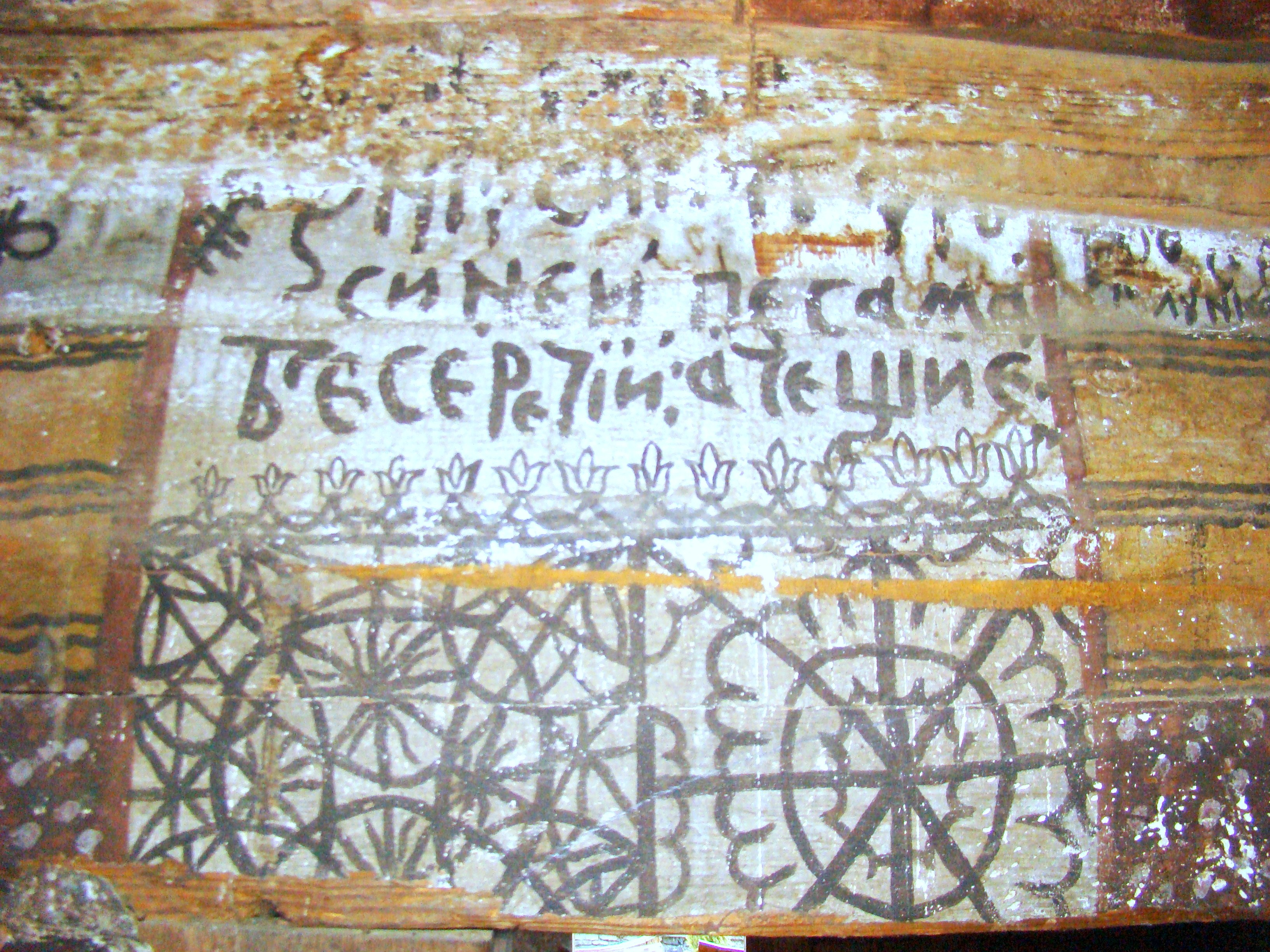
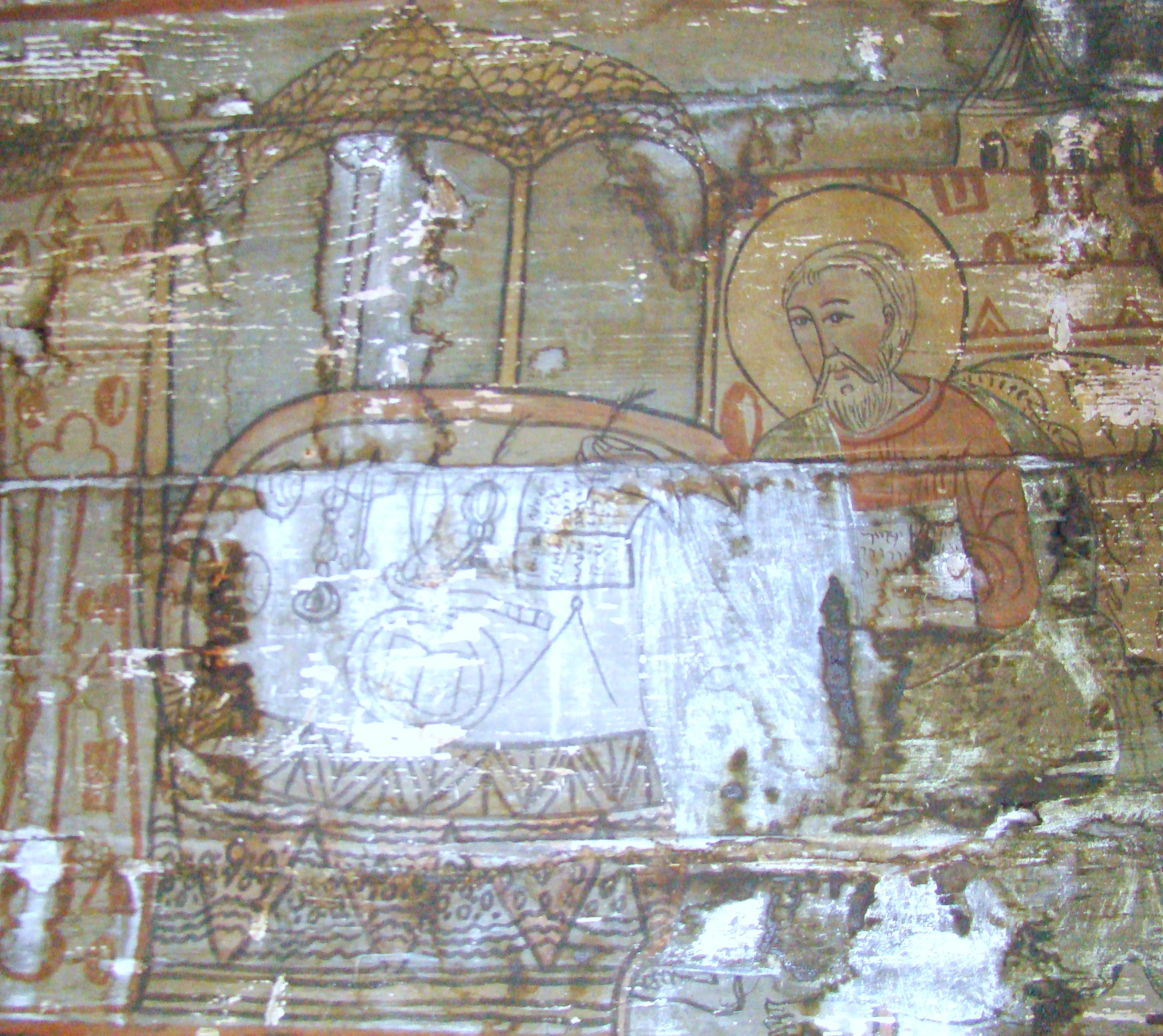
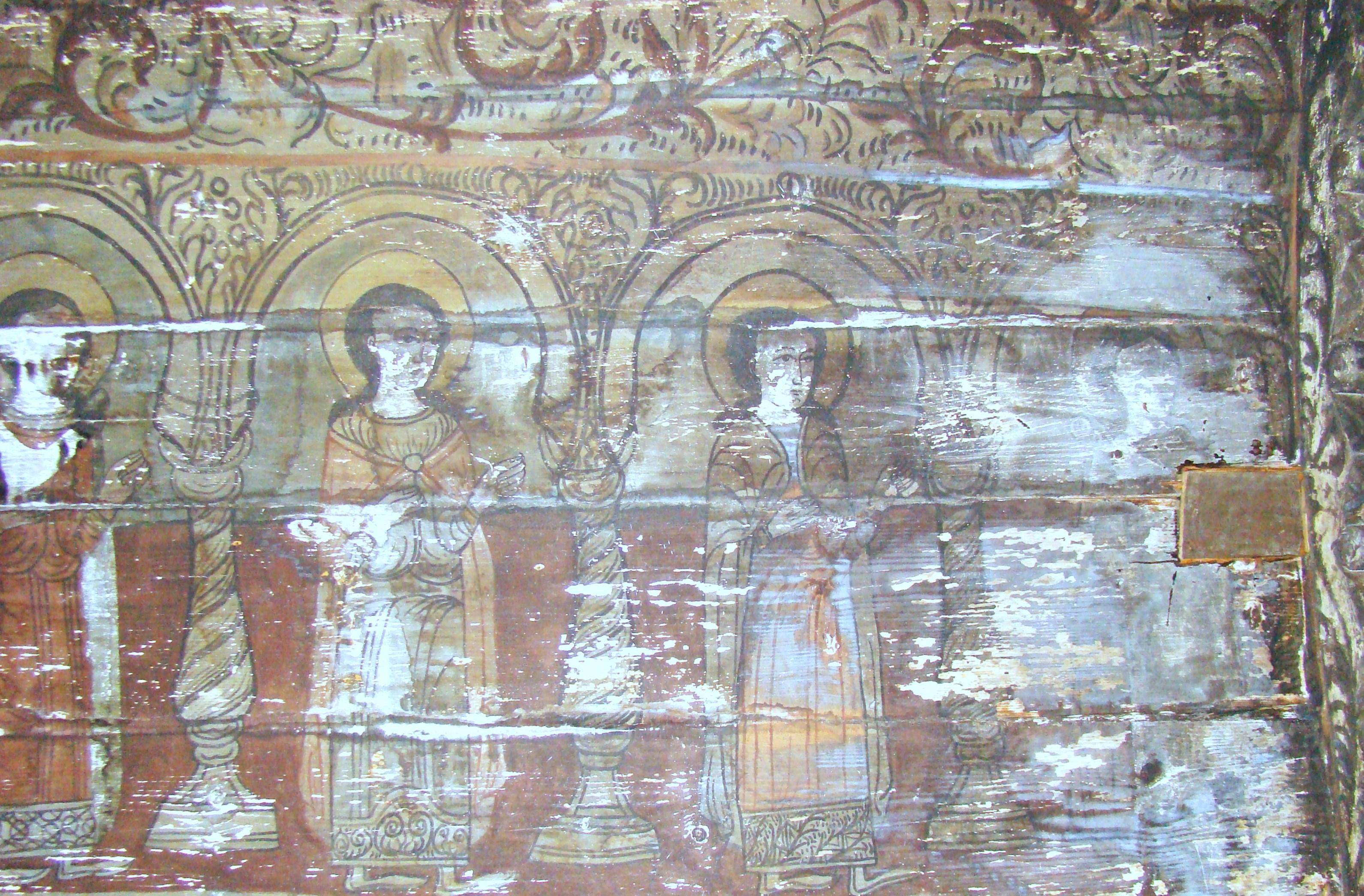
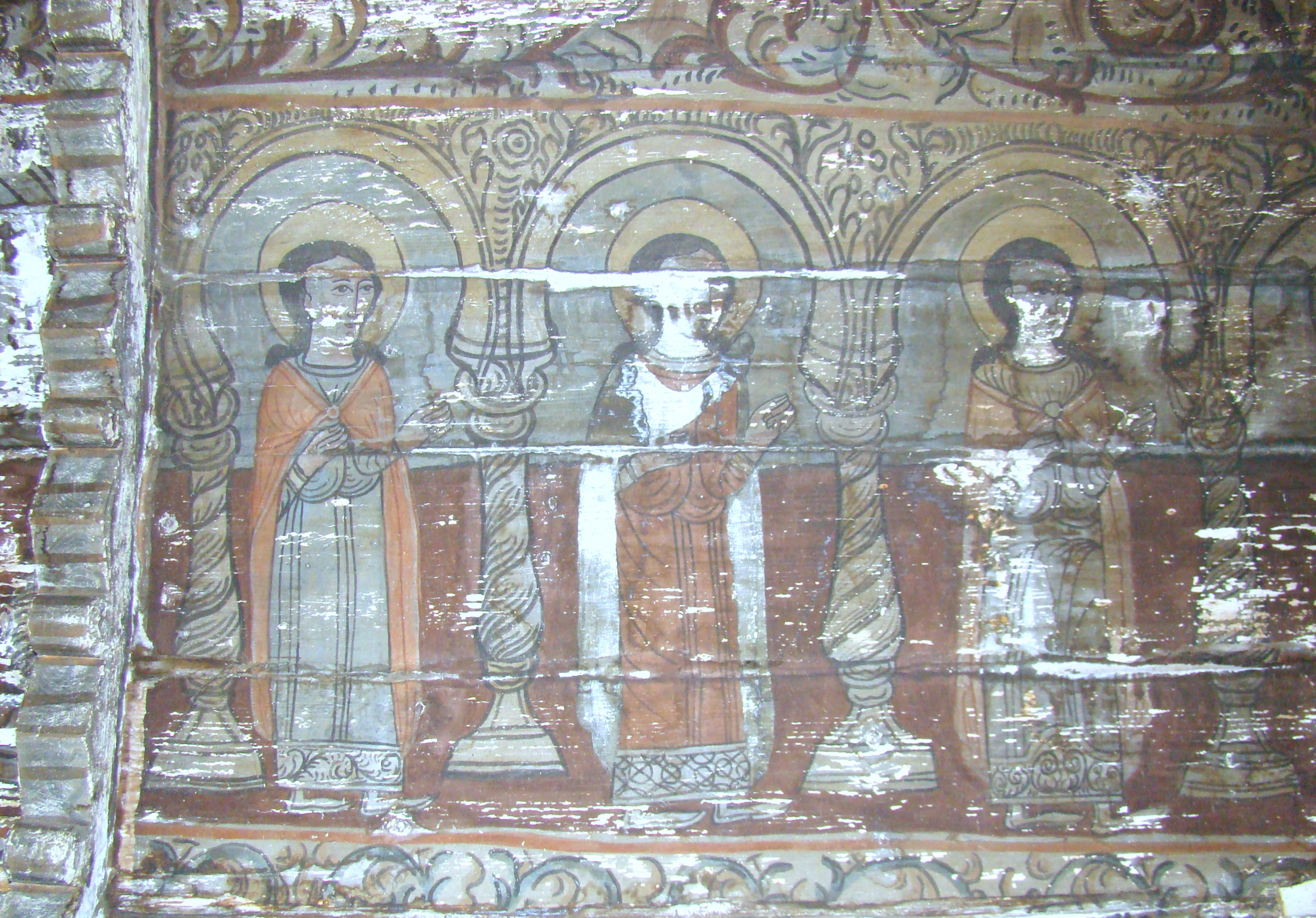
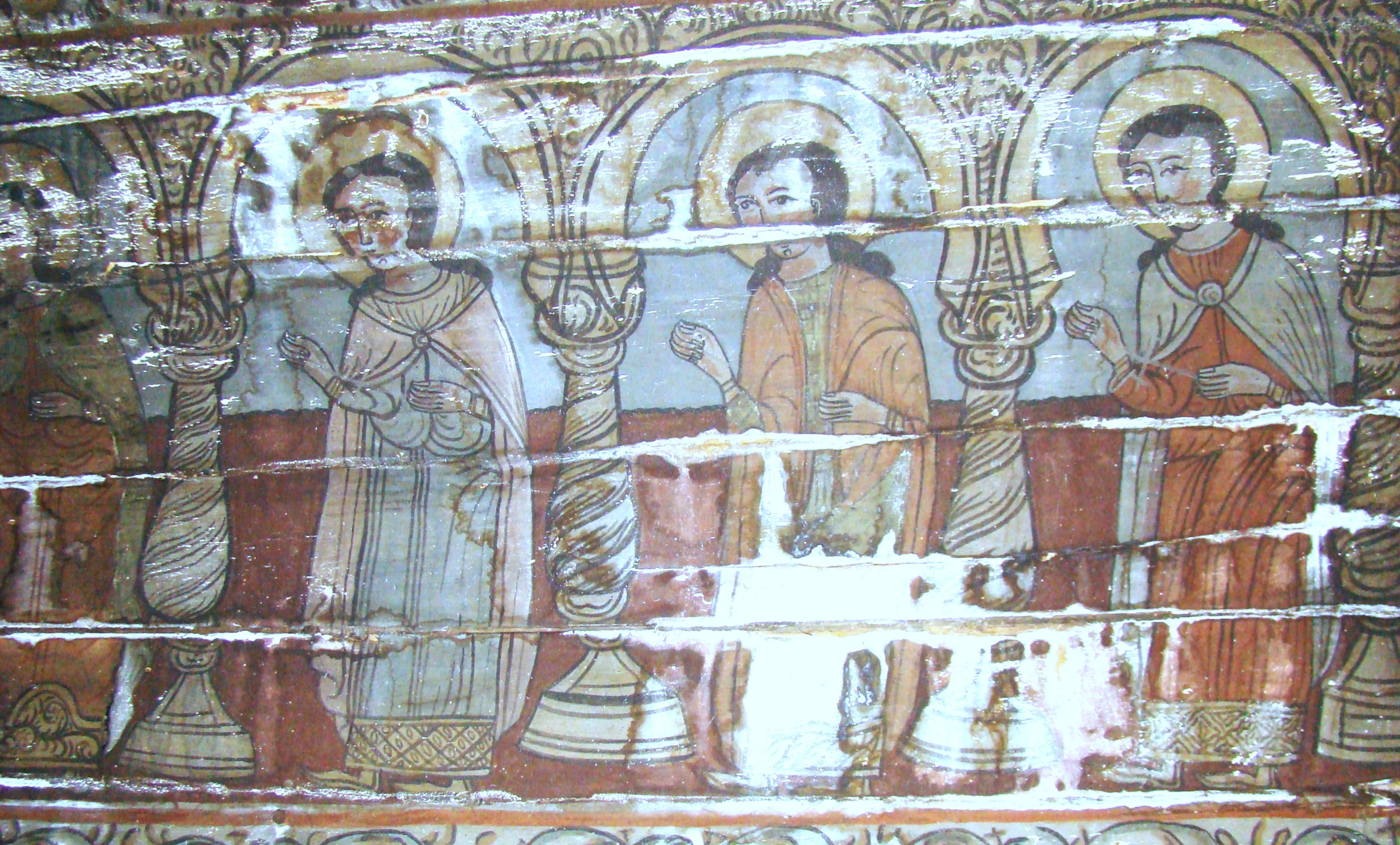
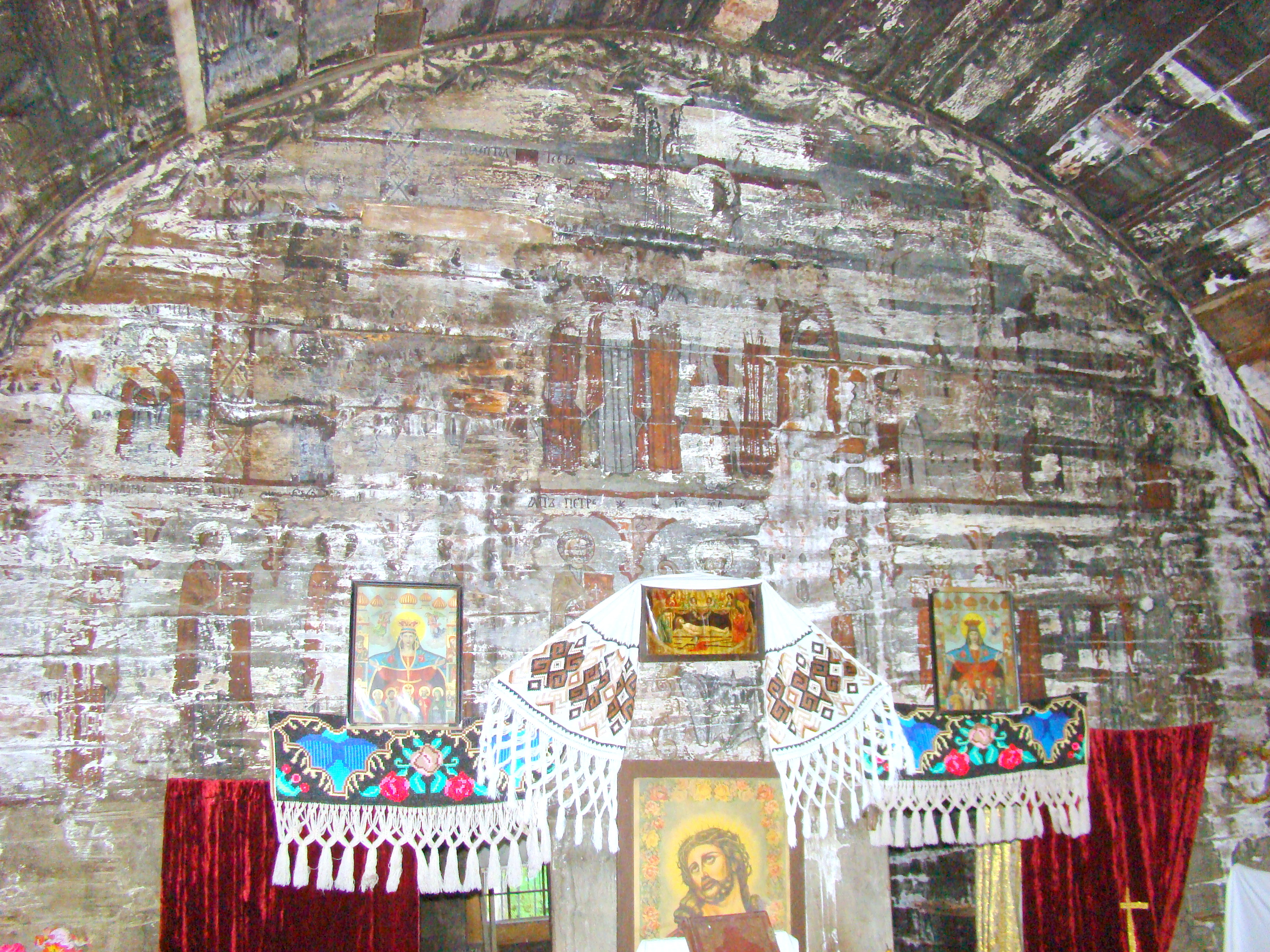
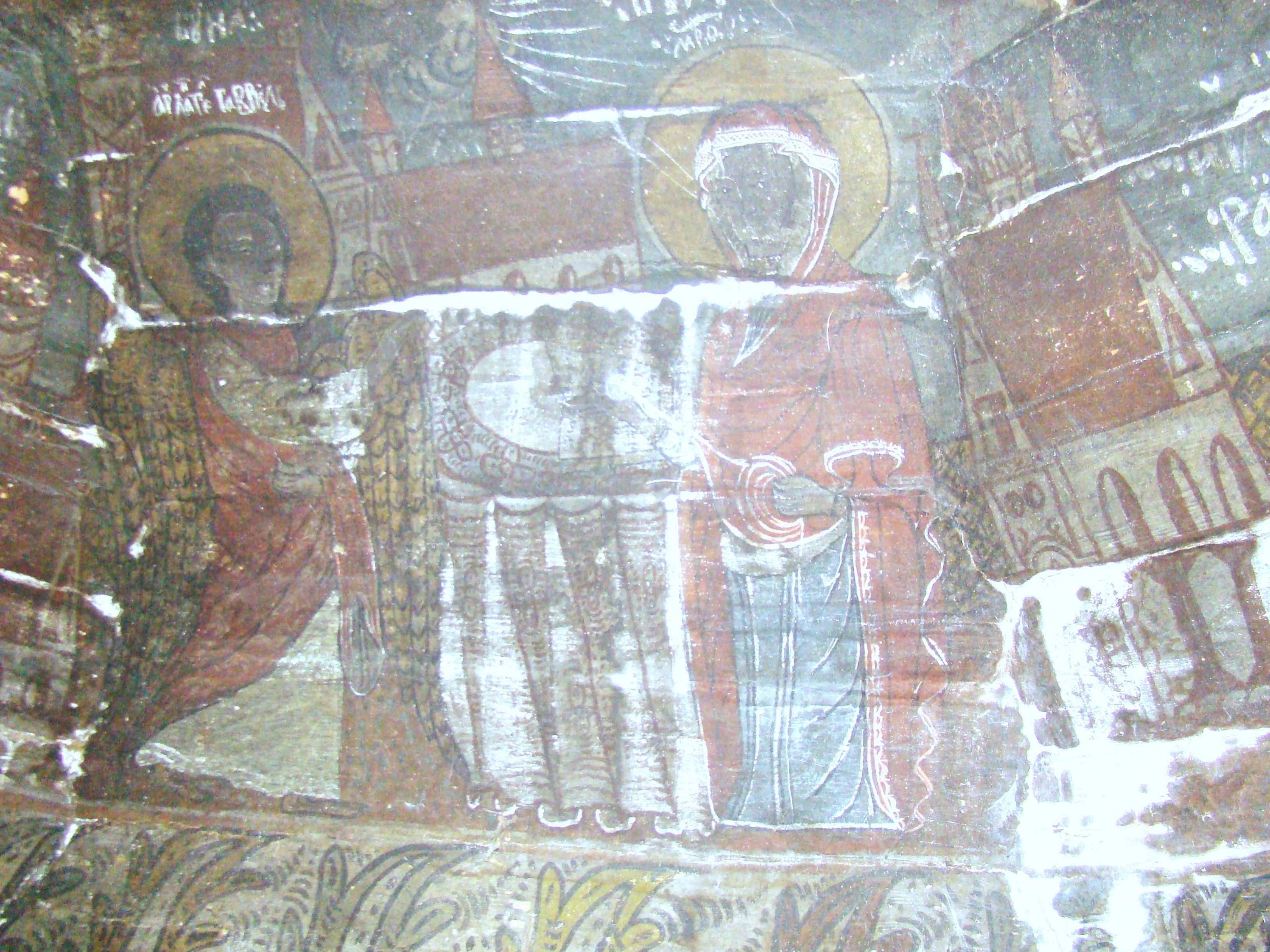
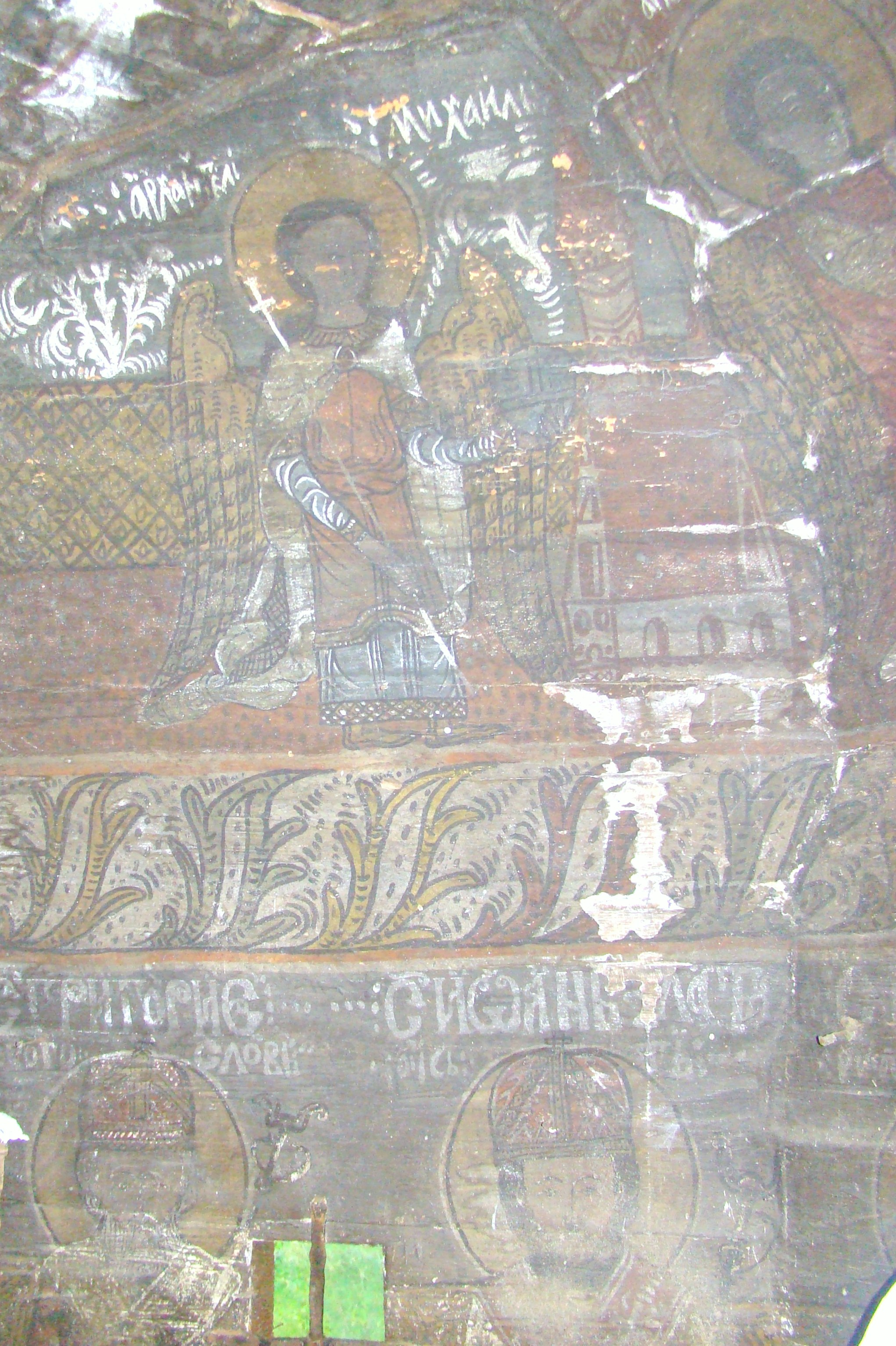
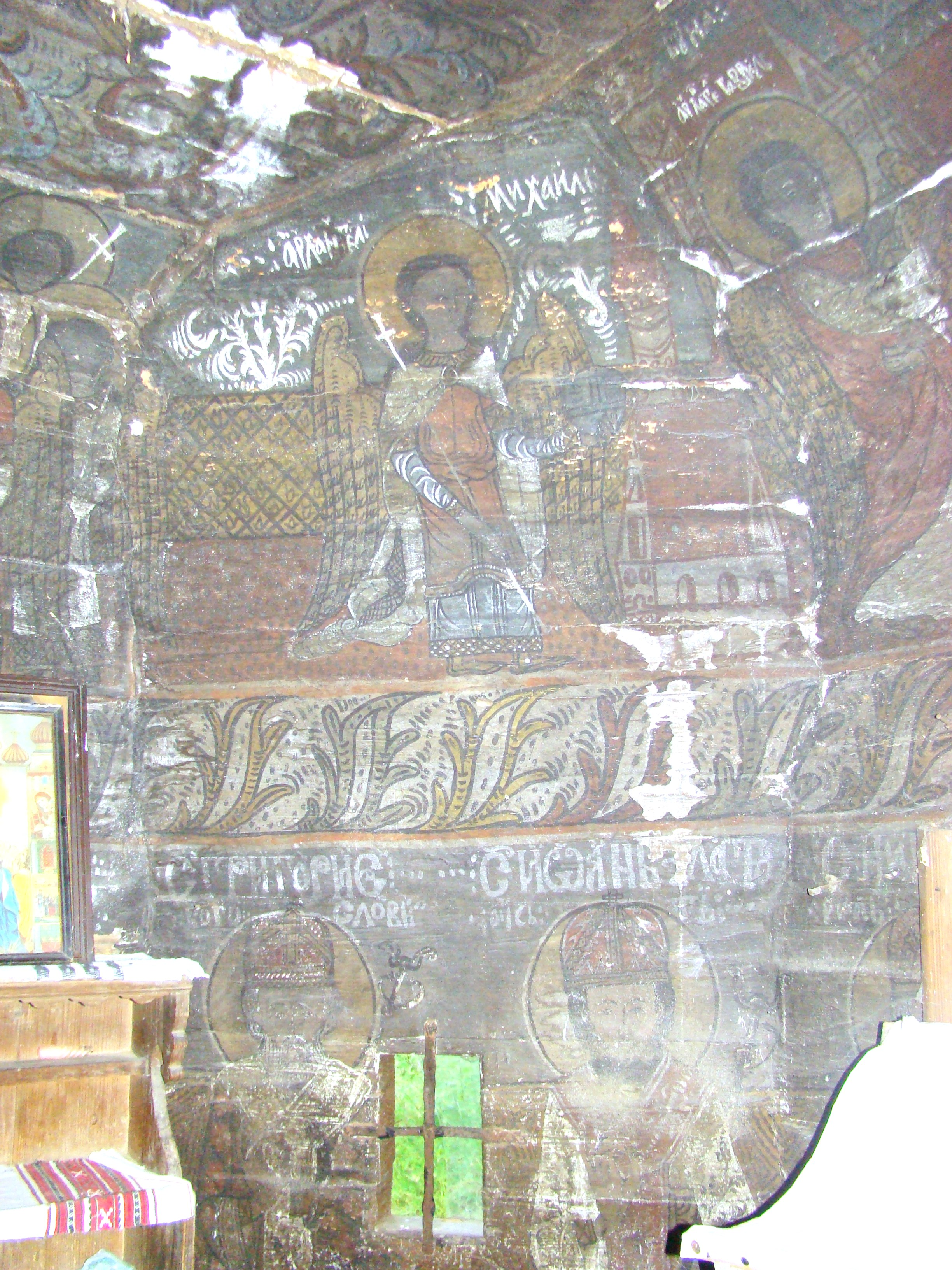
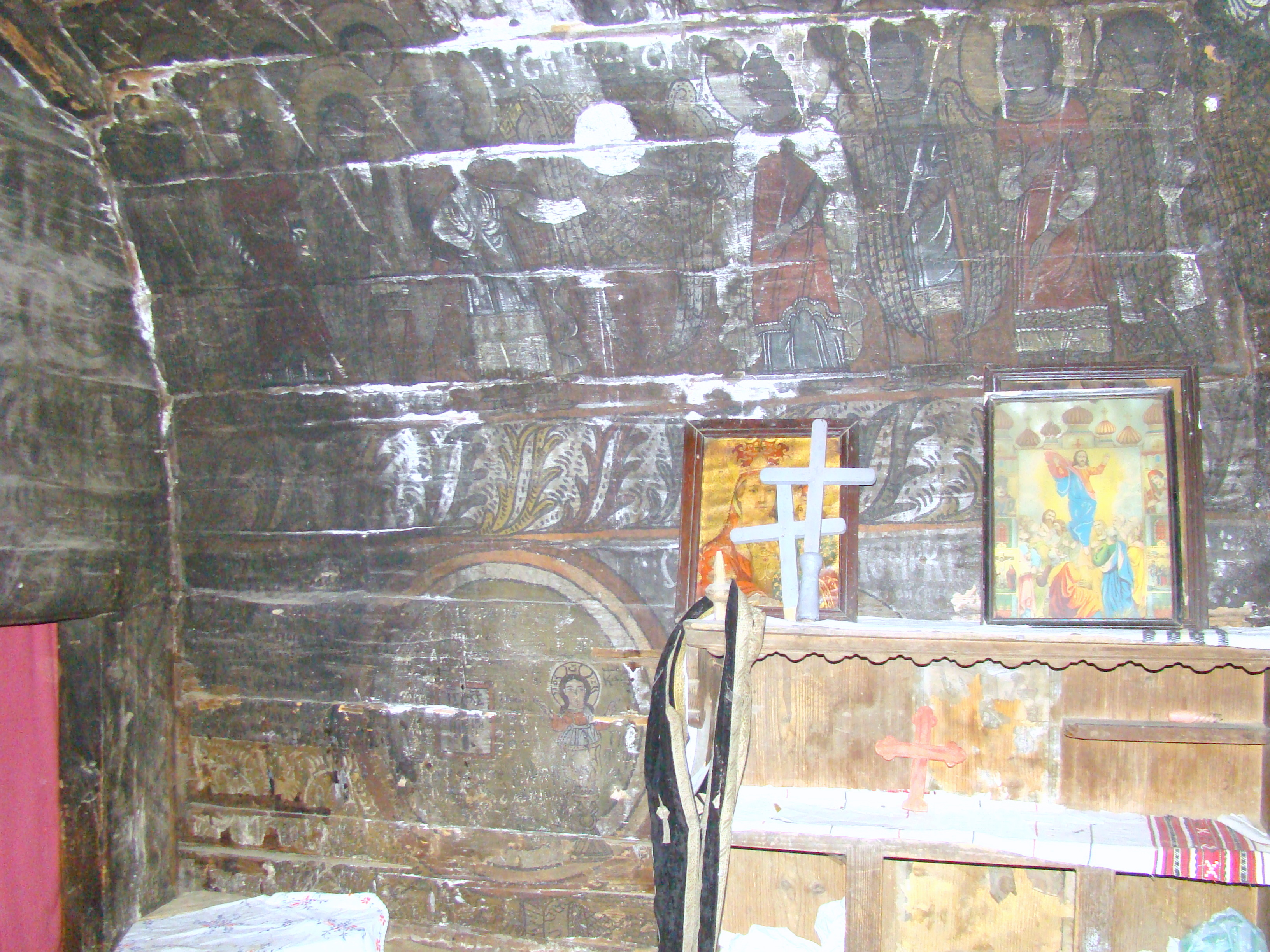
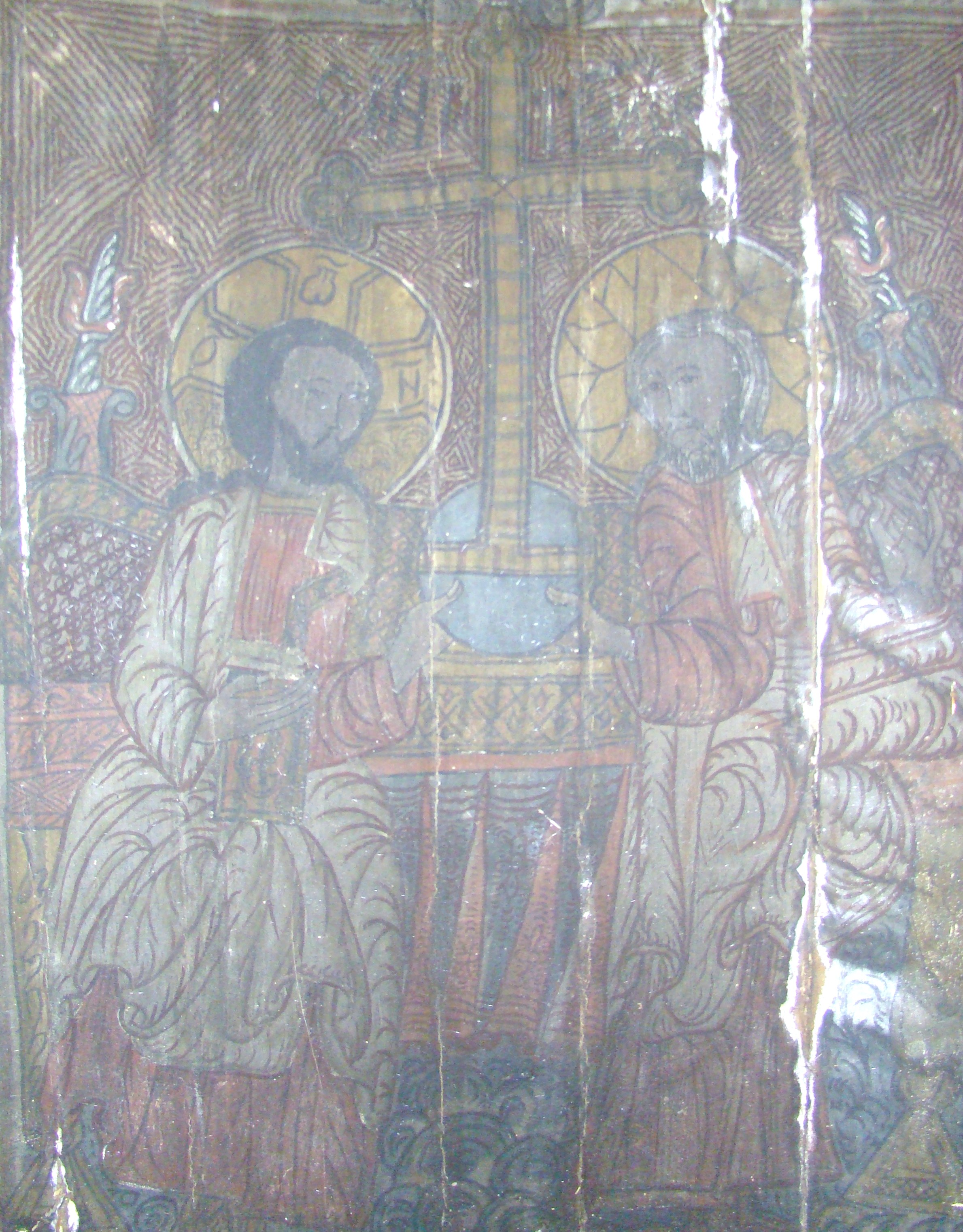
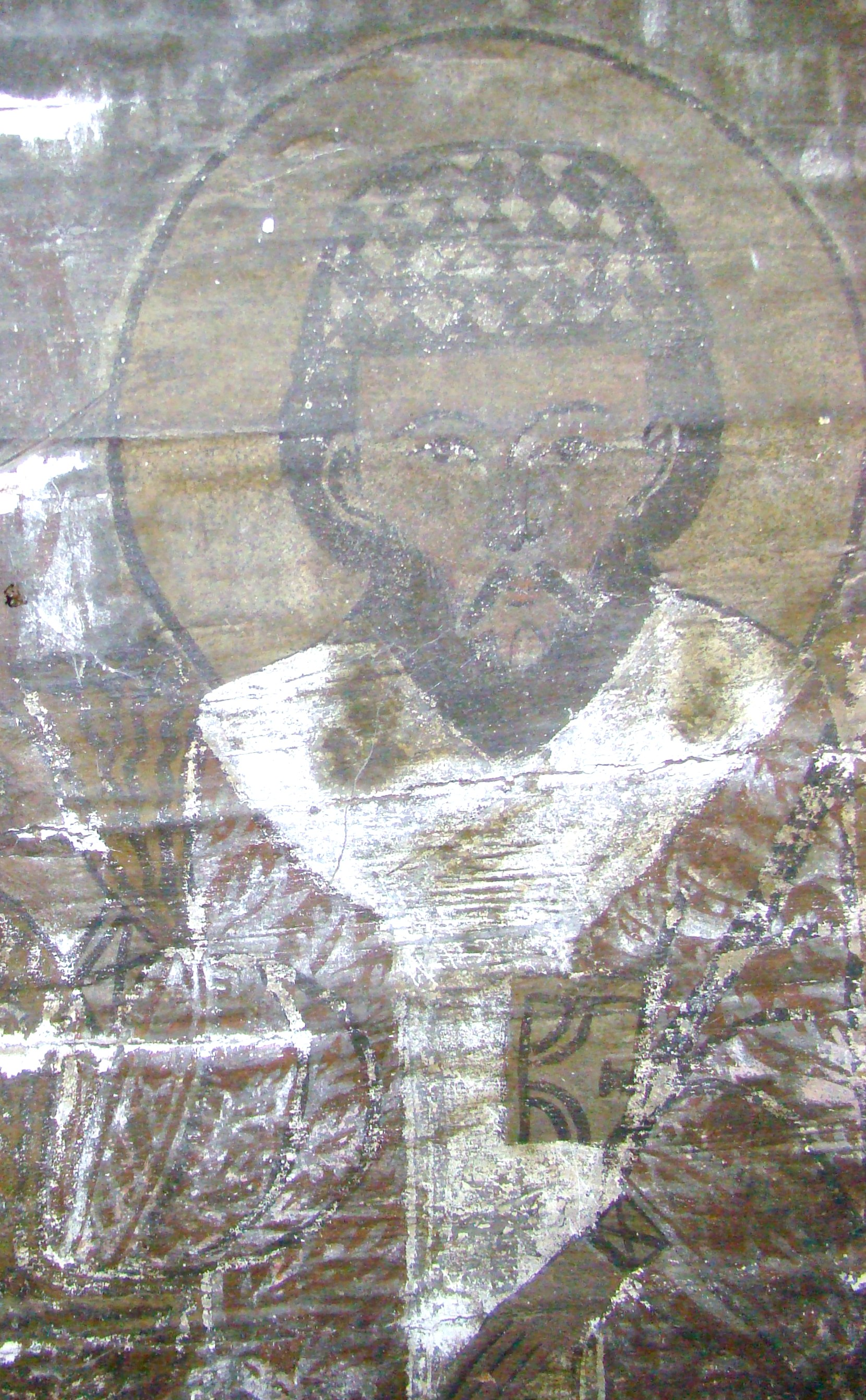
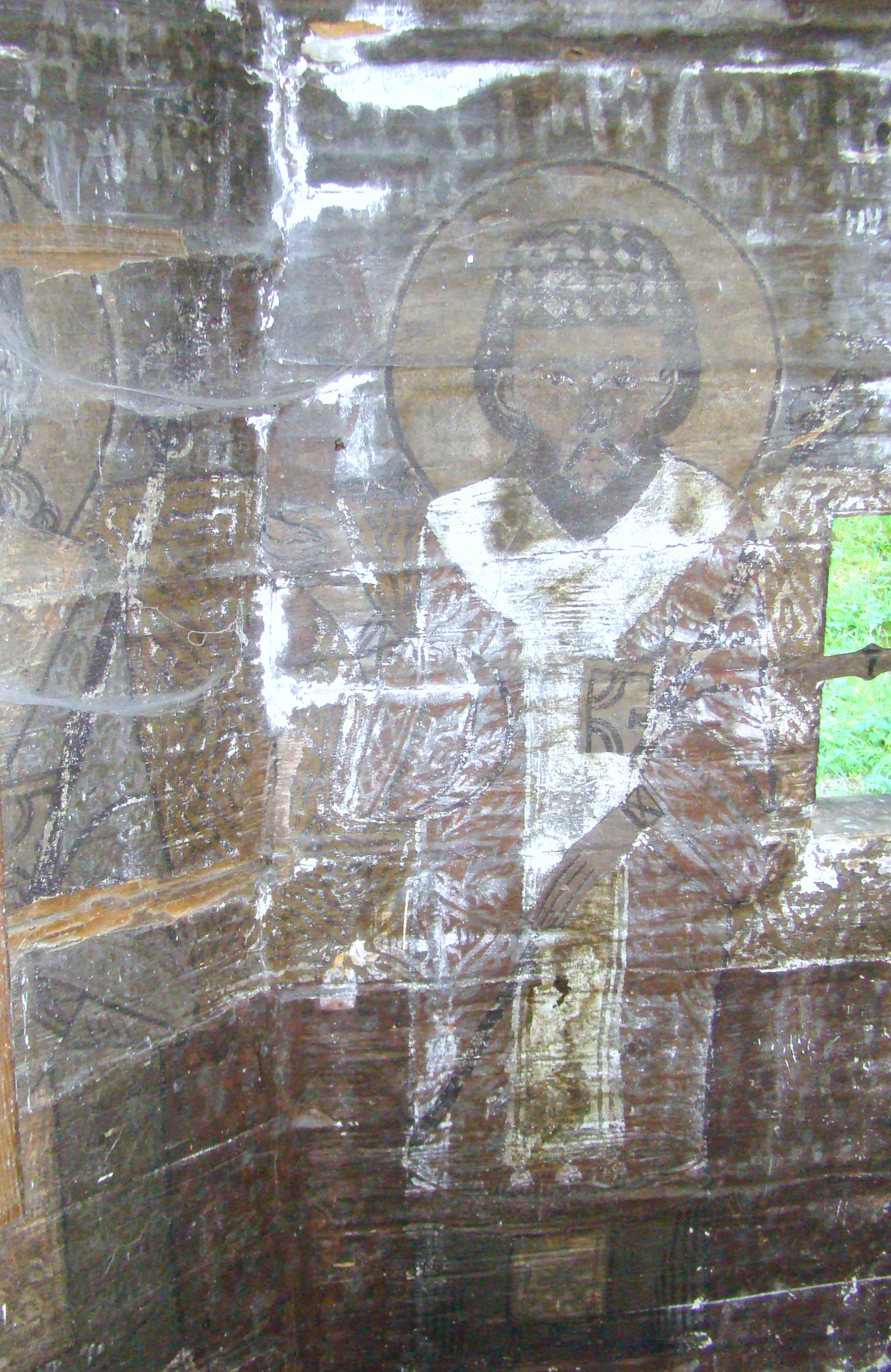
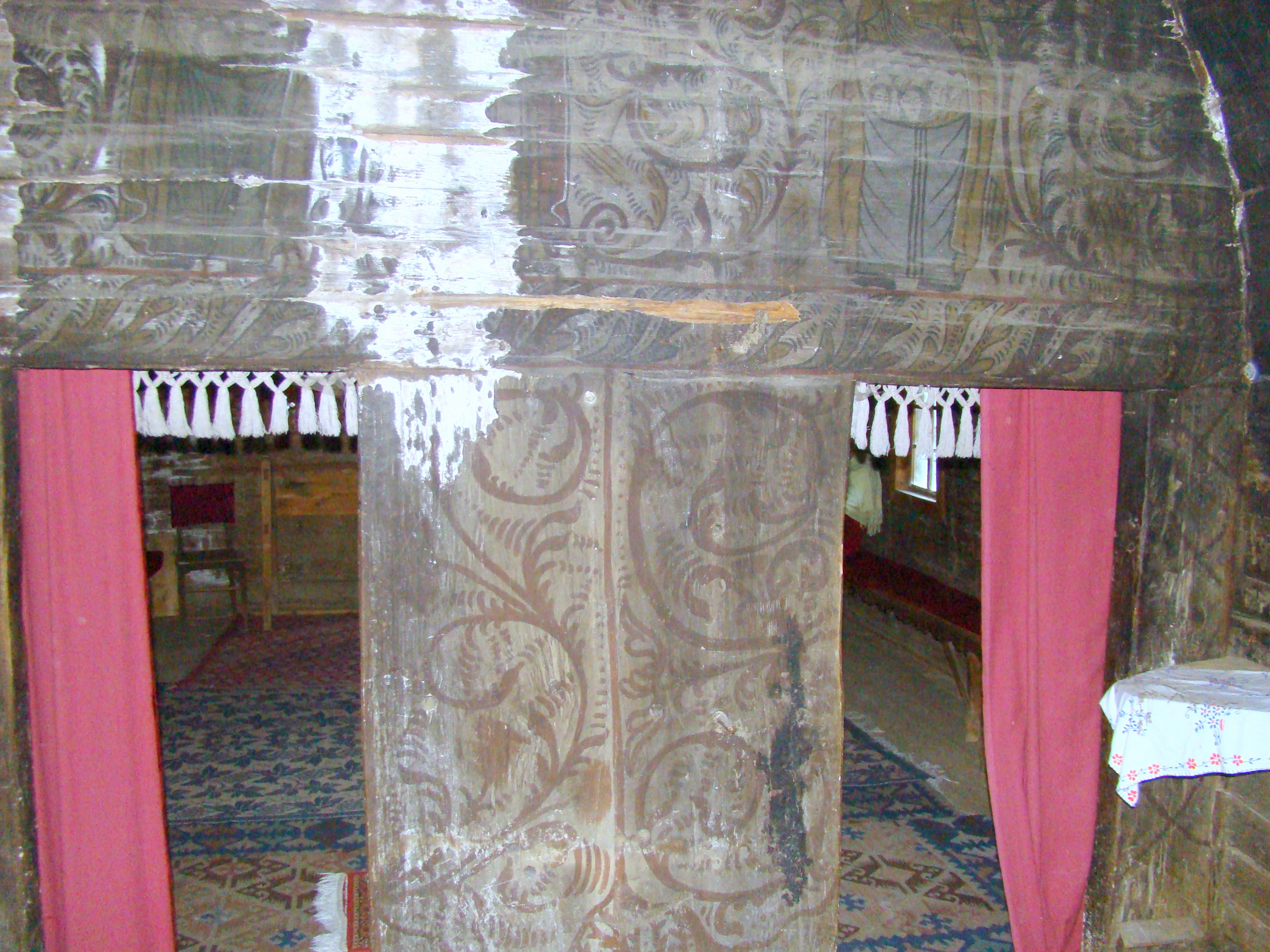
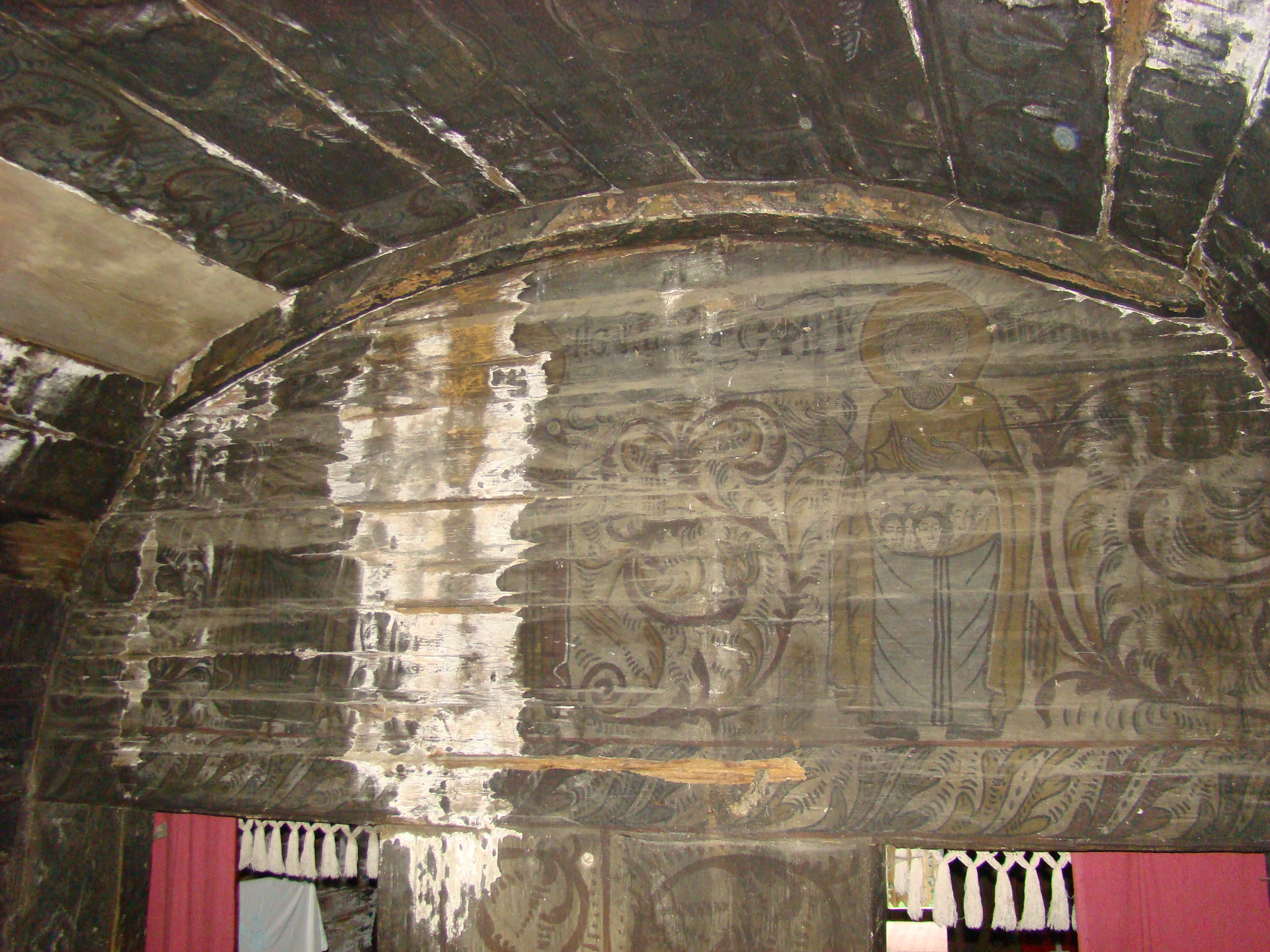
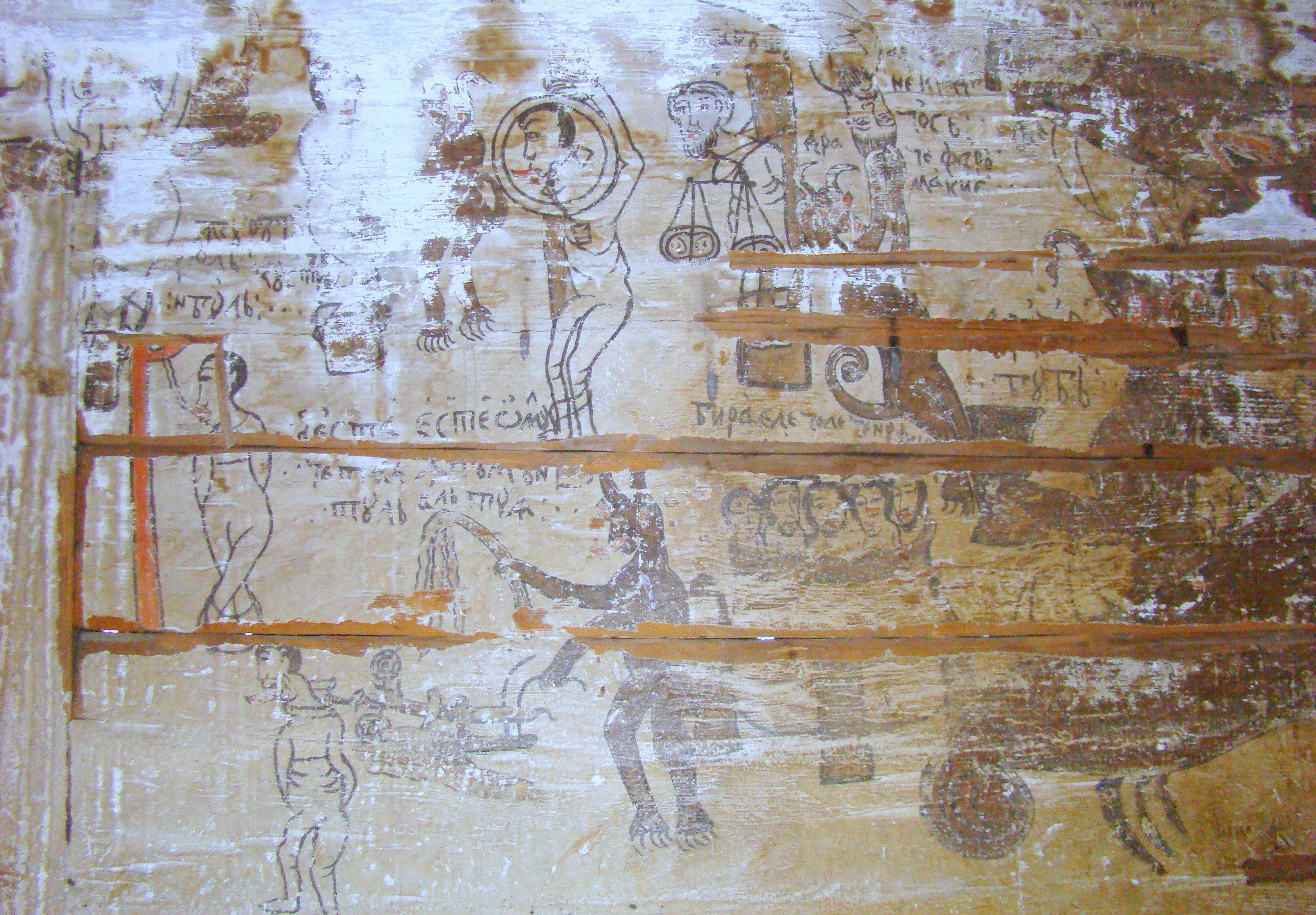

## Galerie de imagini martie 2009, înainte de lucrările de reparații

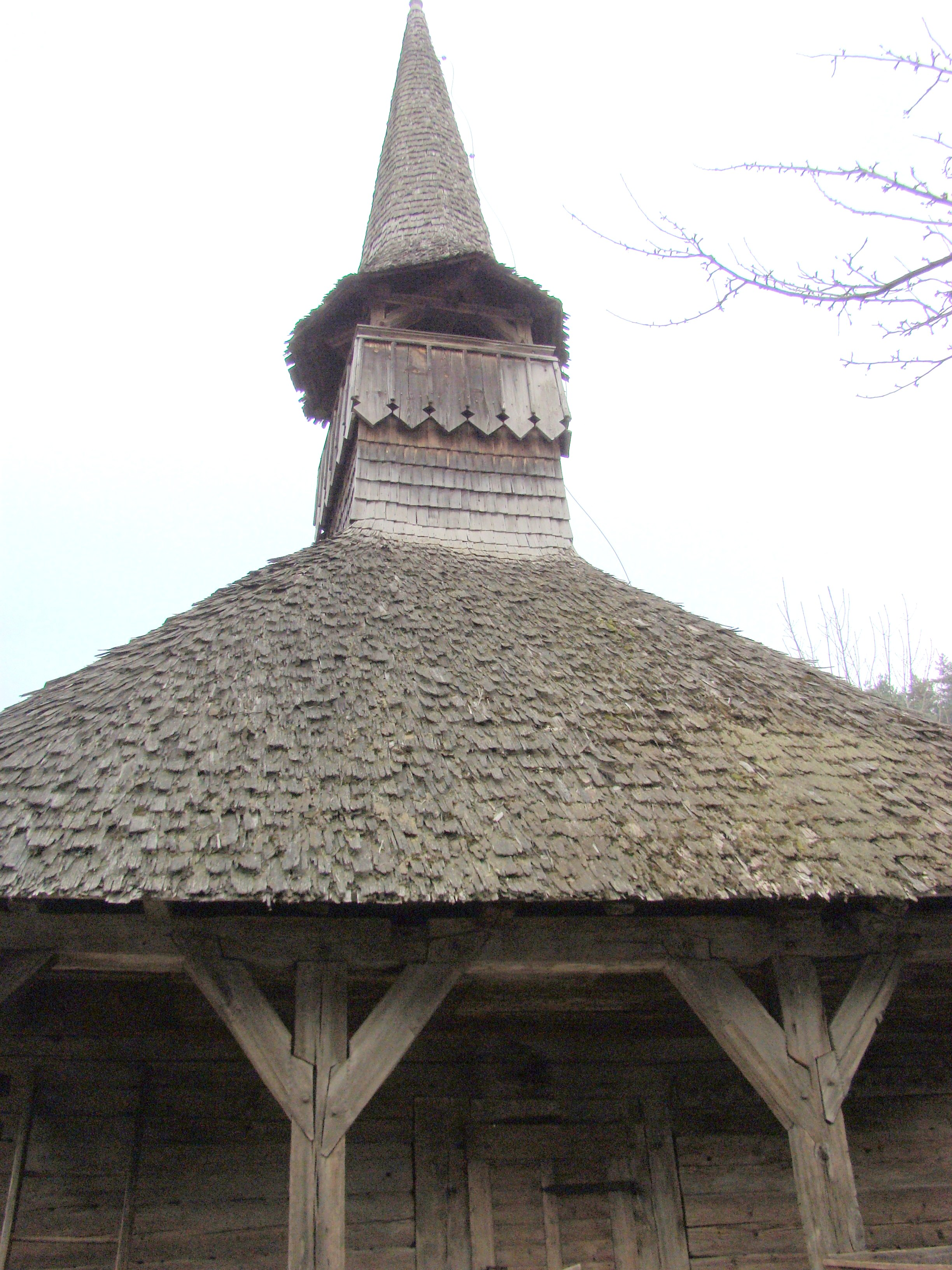
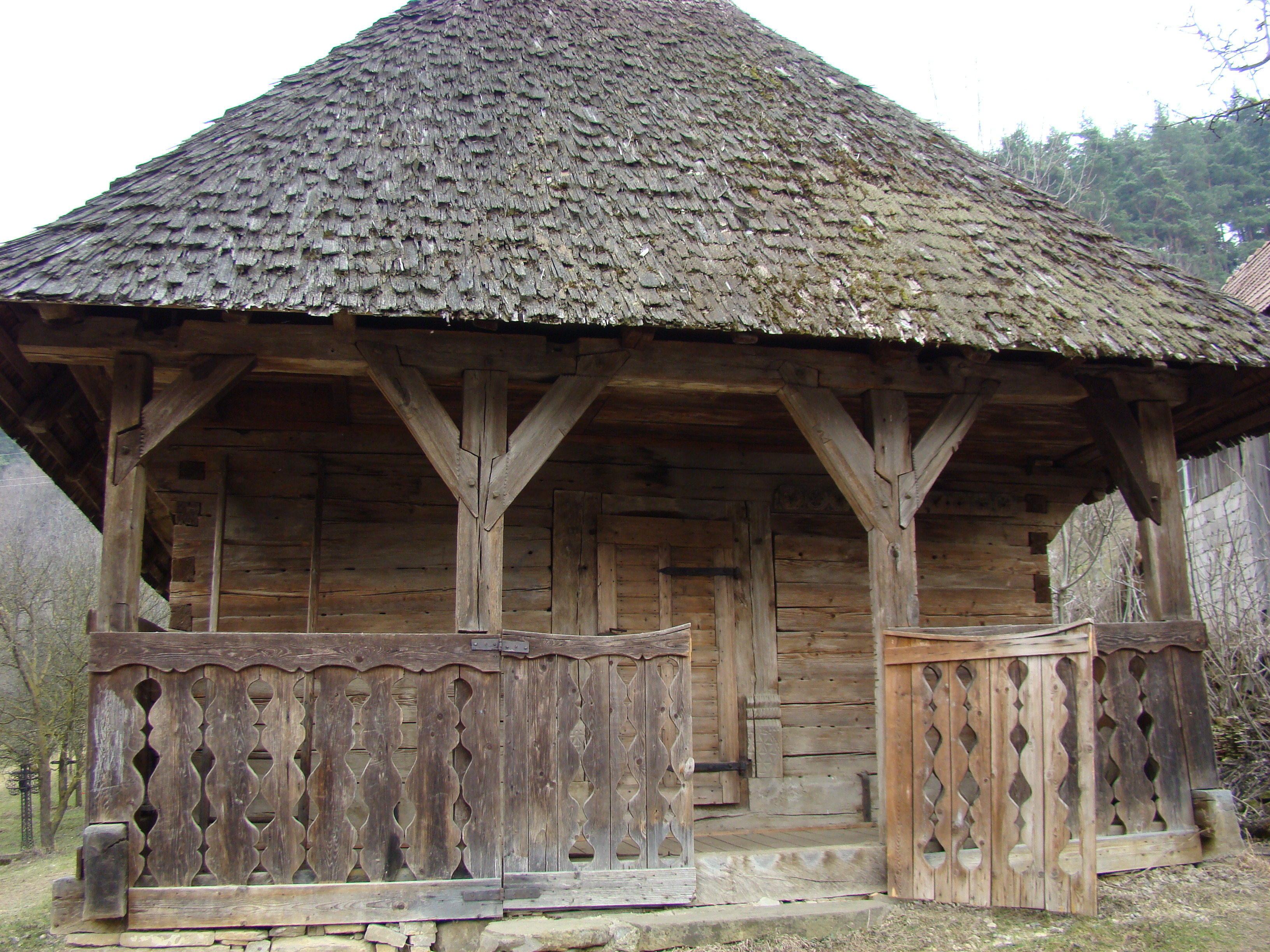
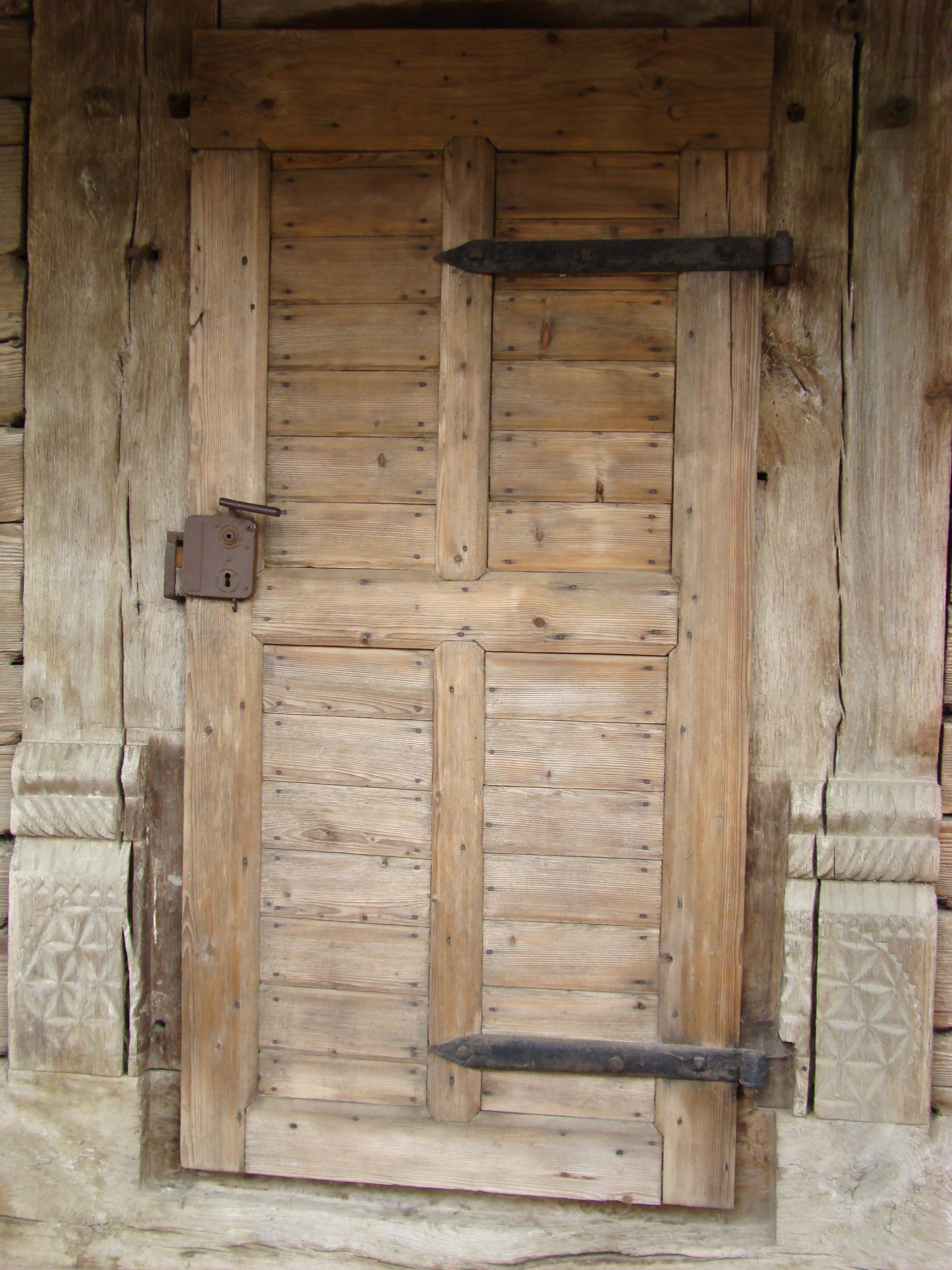
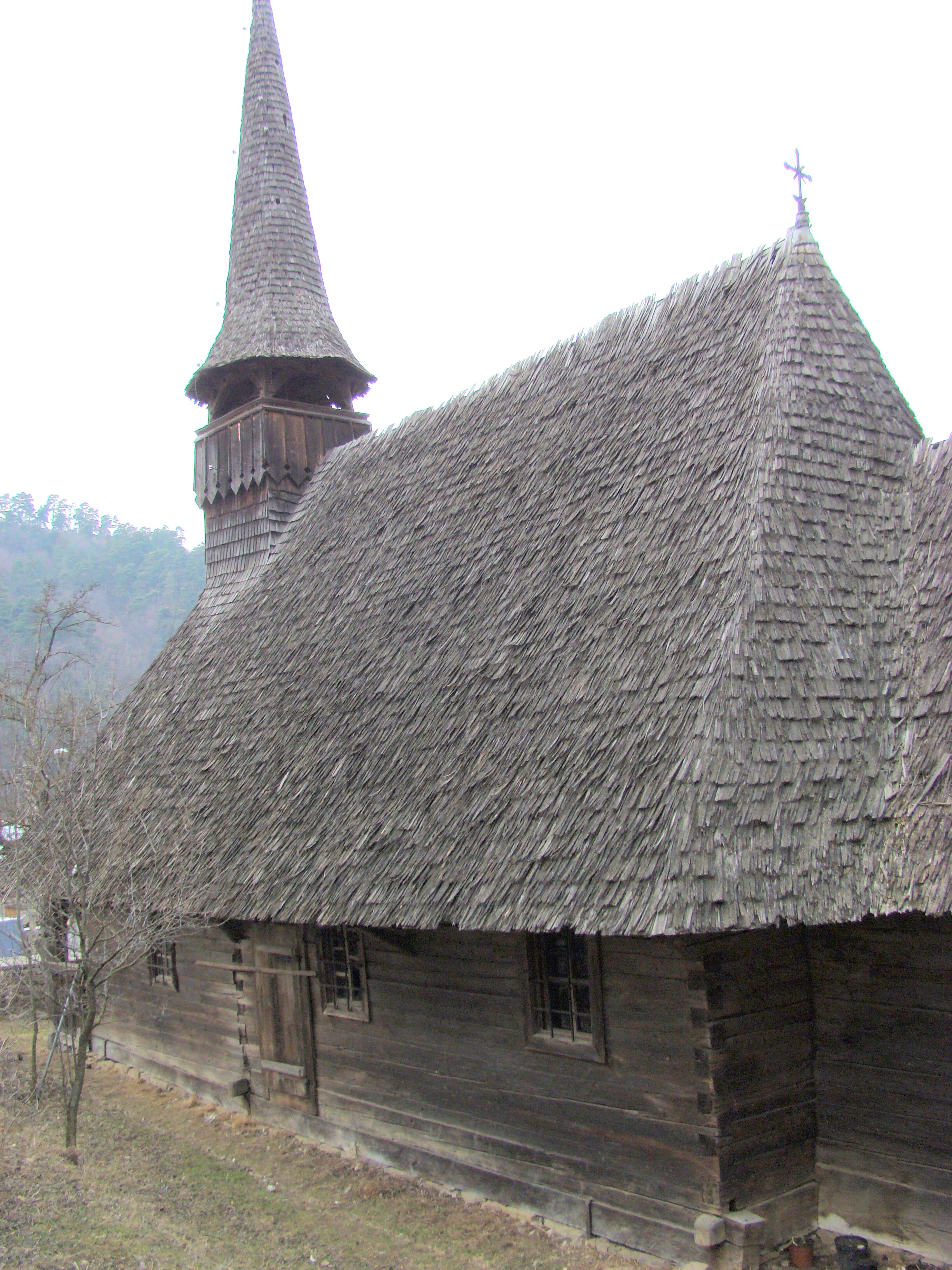
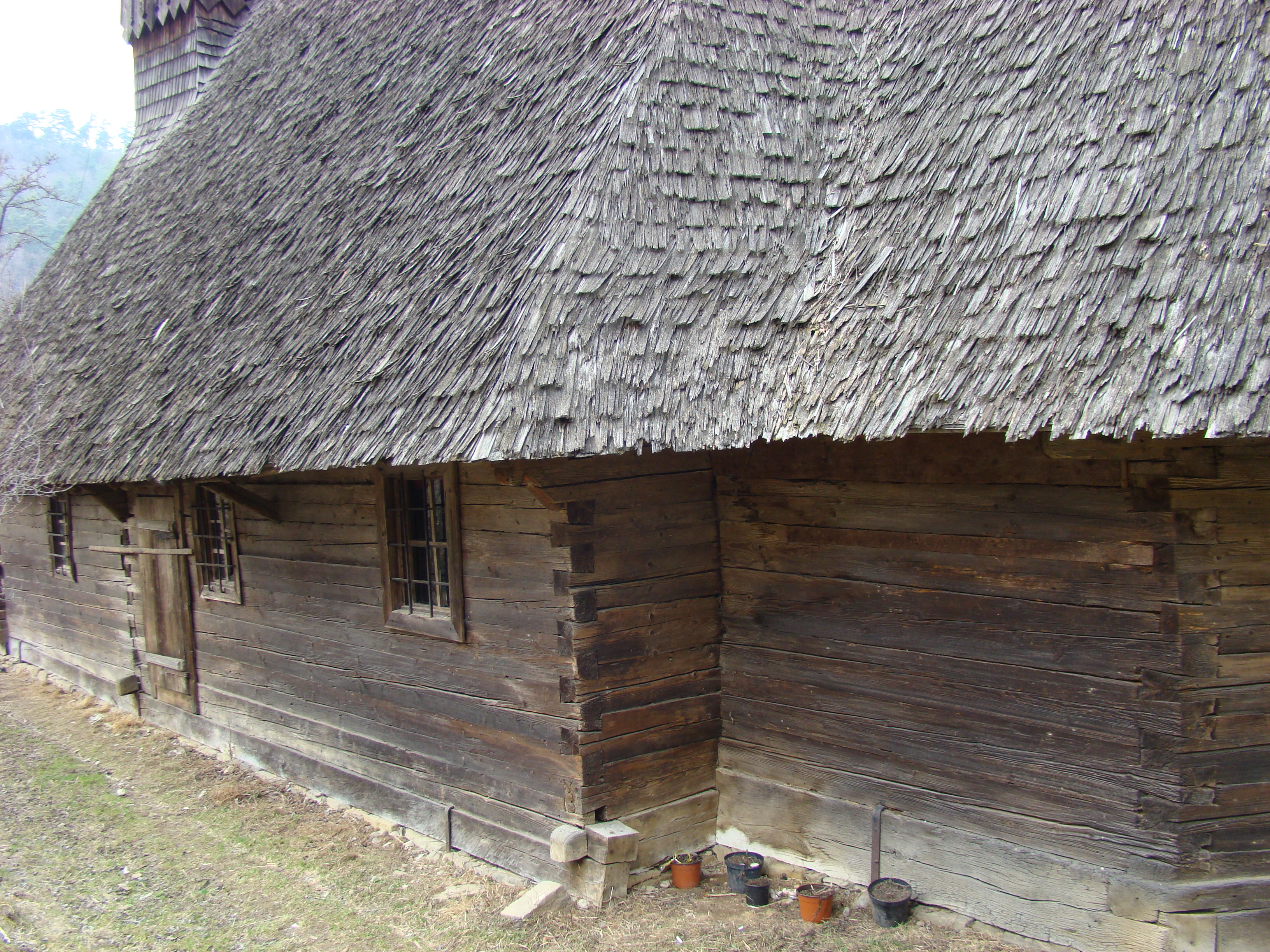
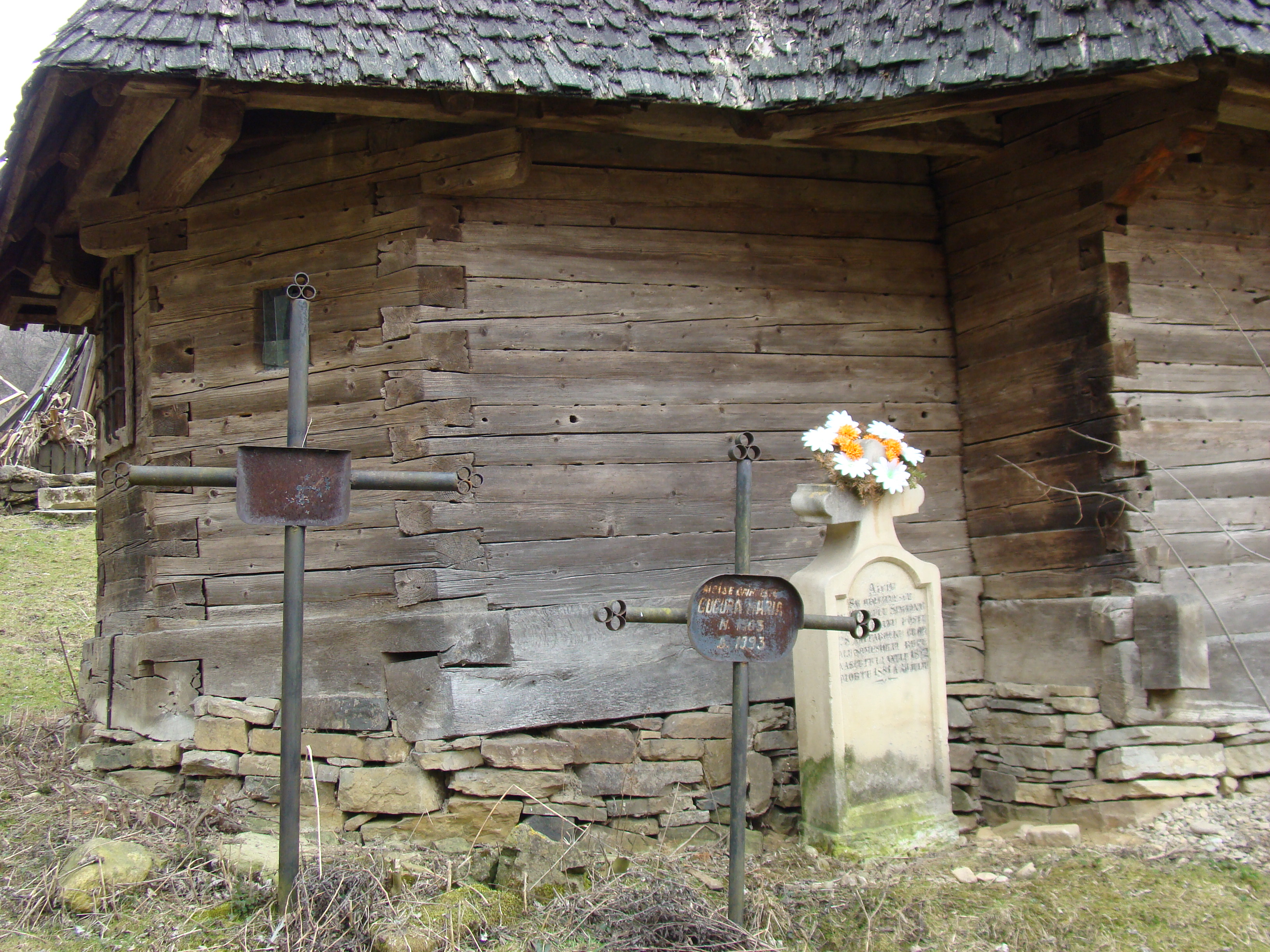
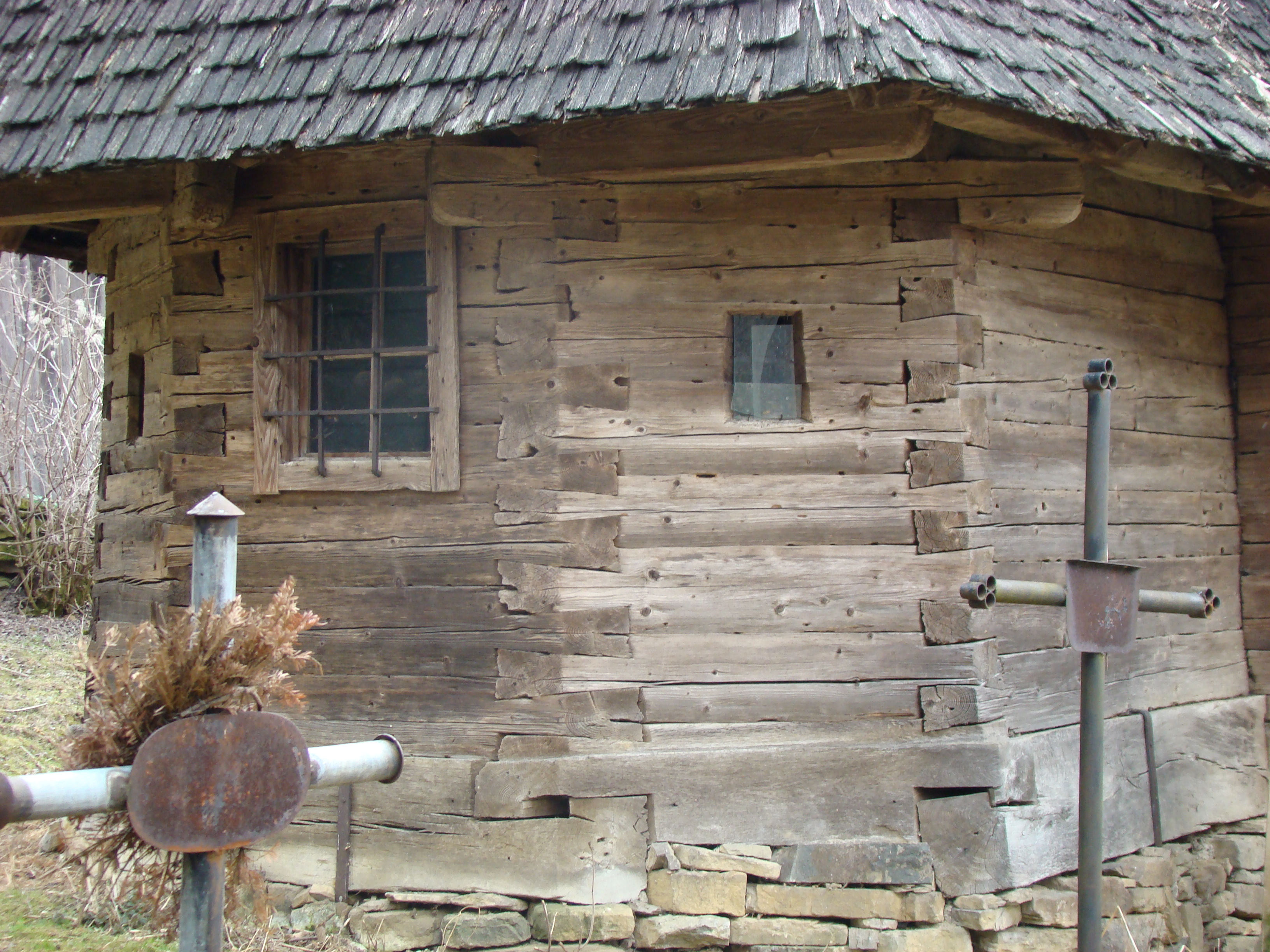
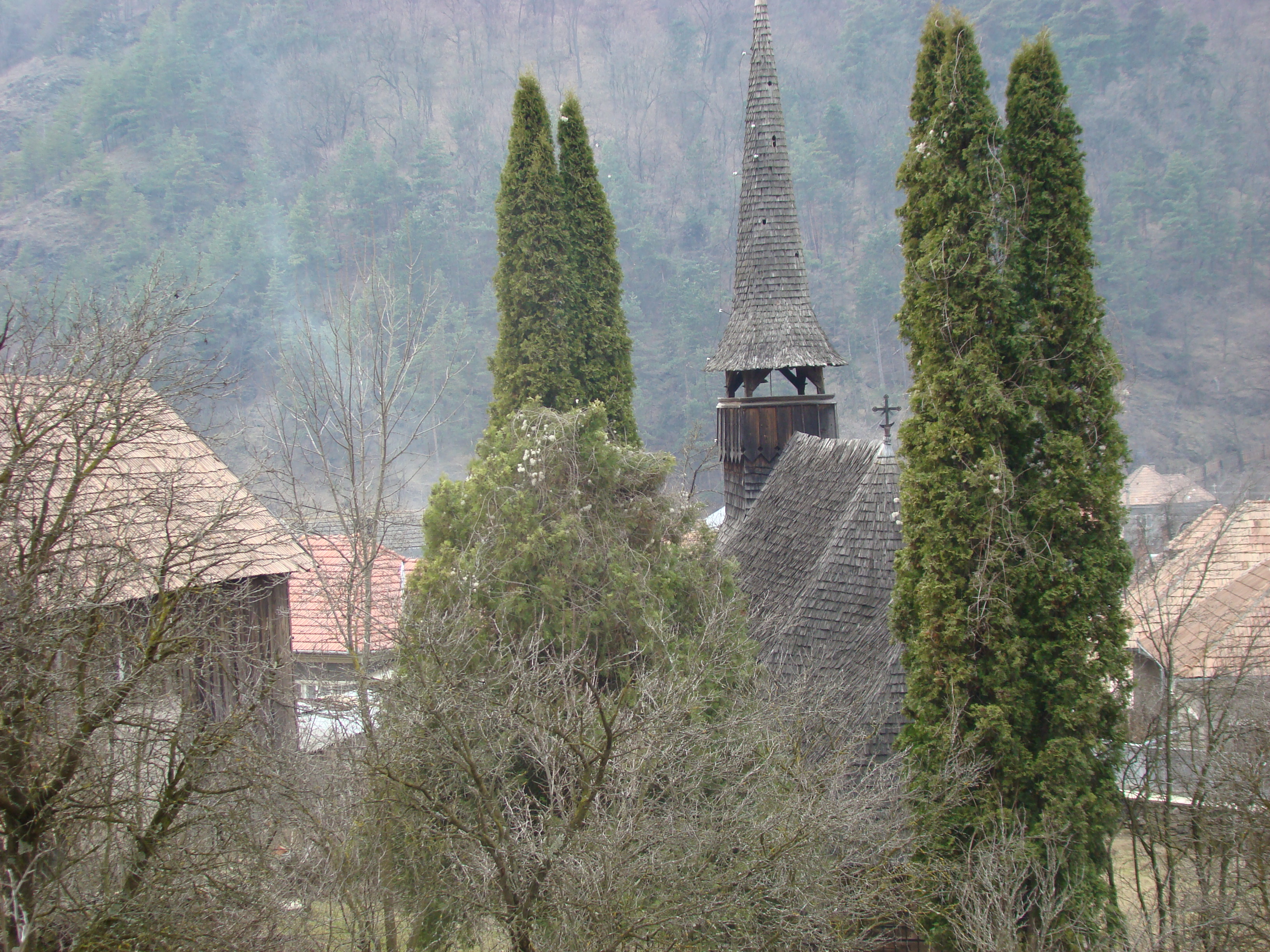
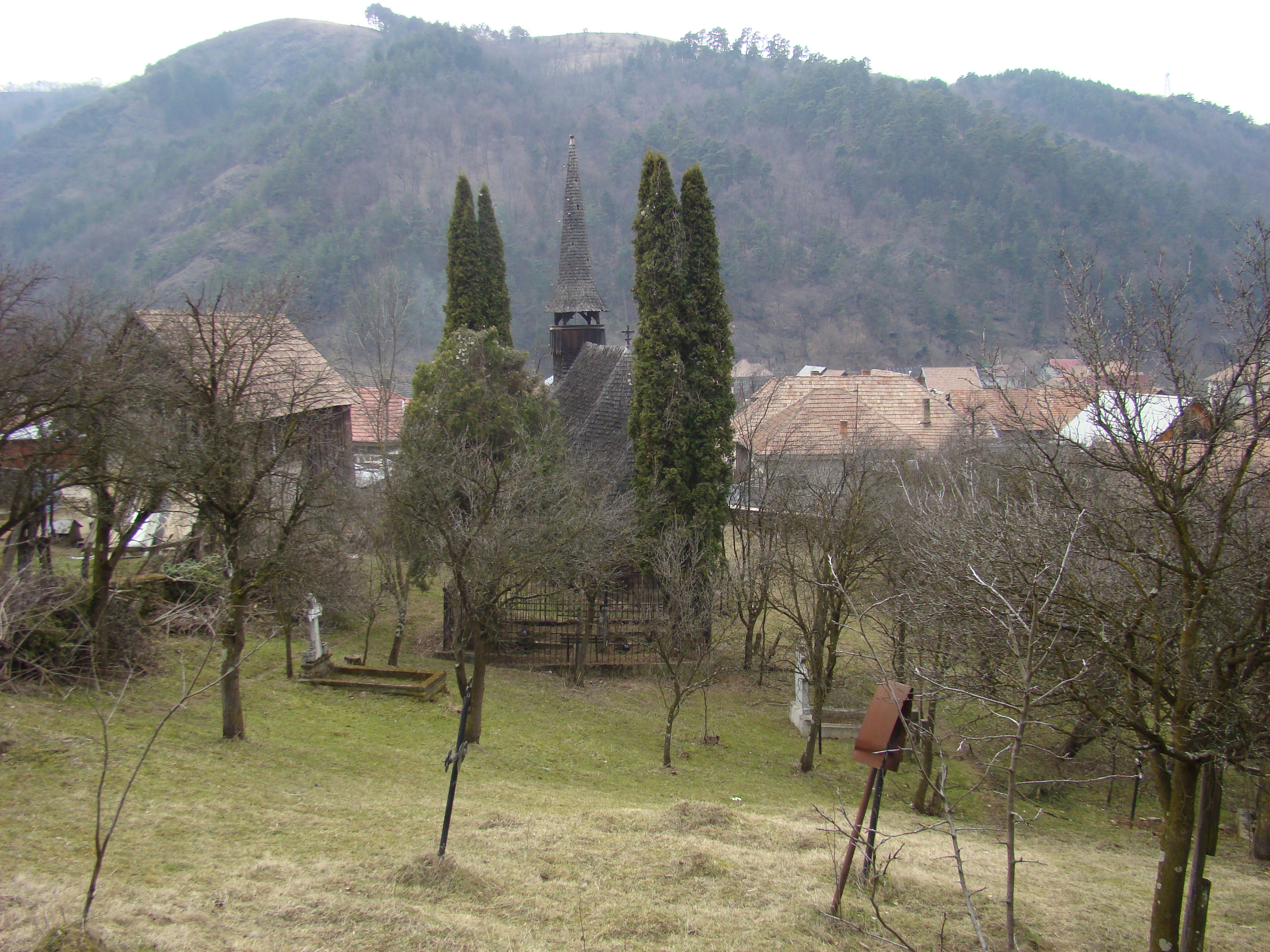
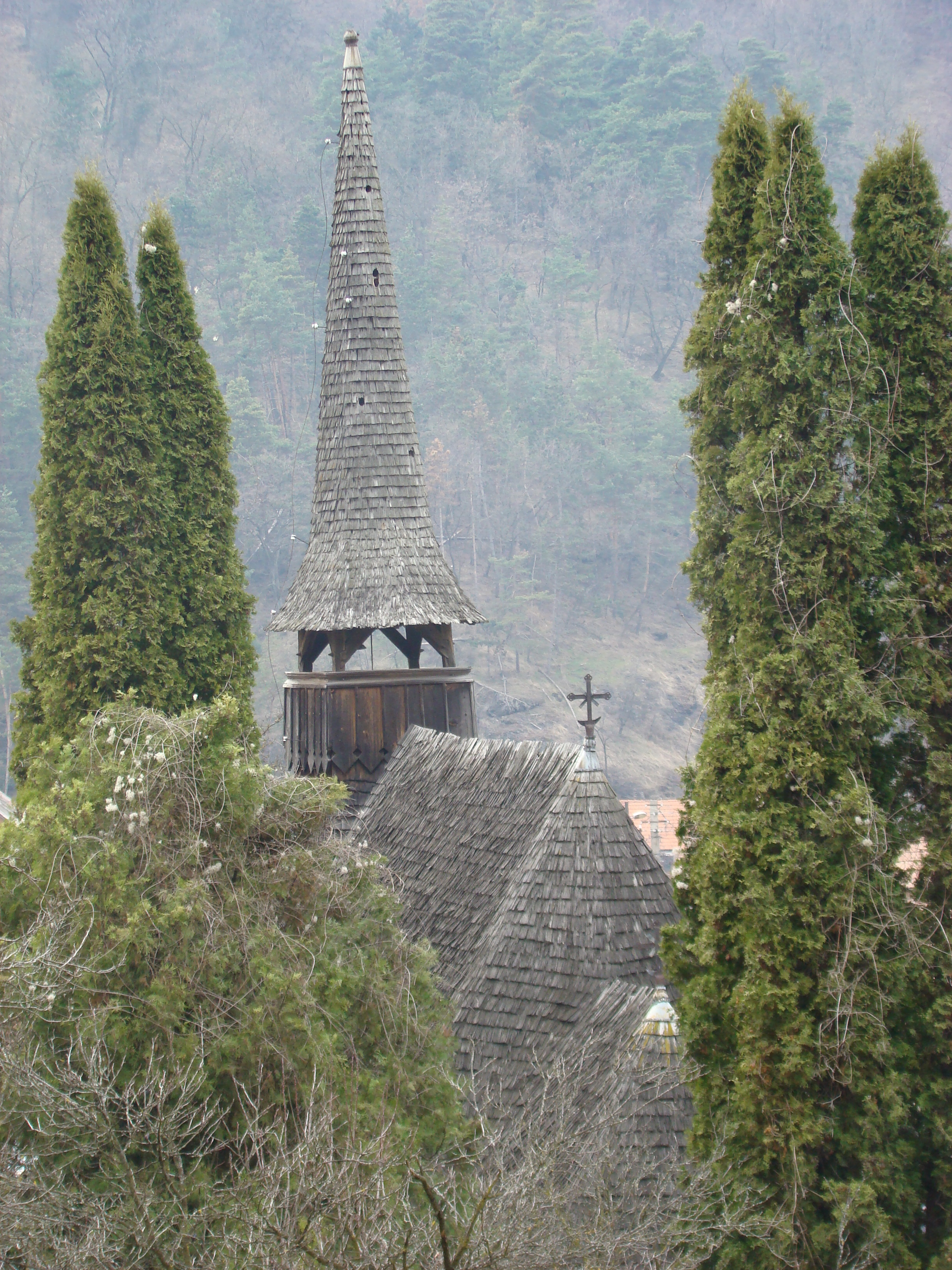
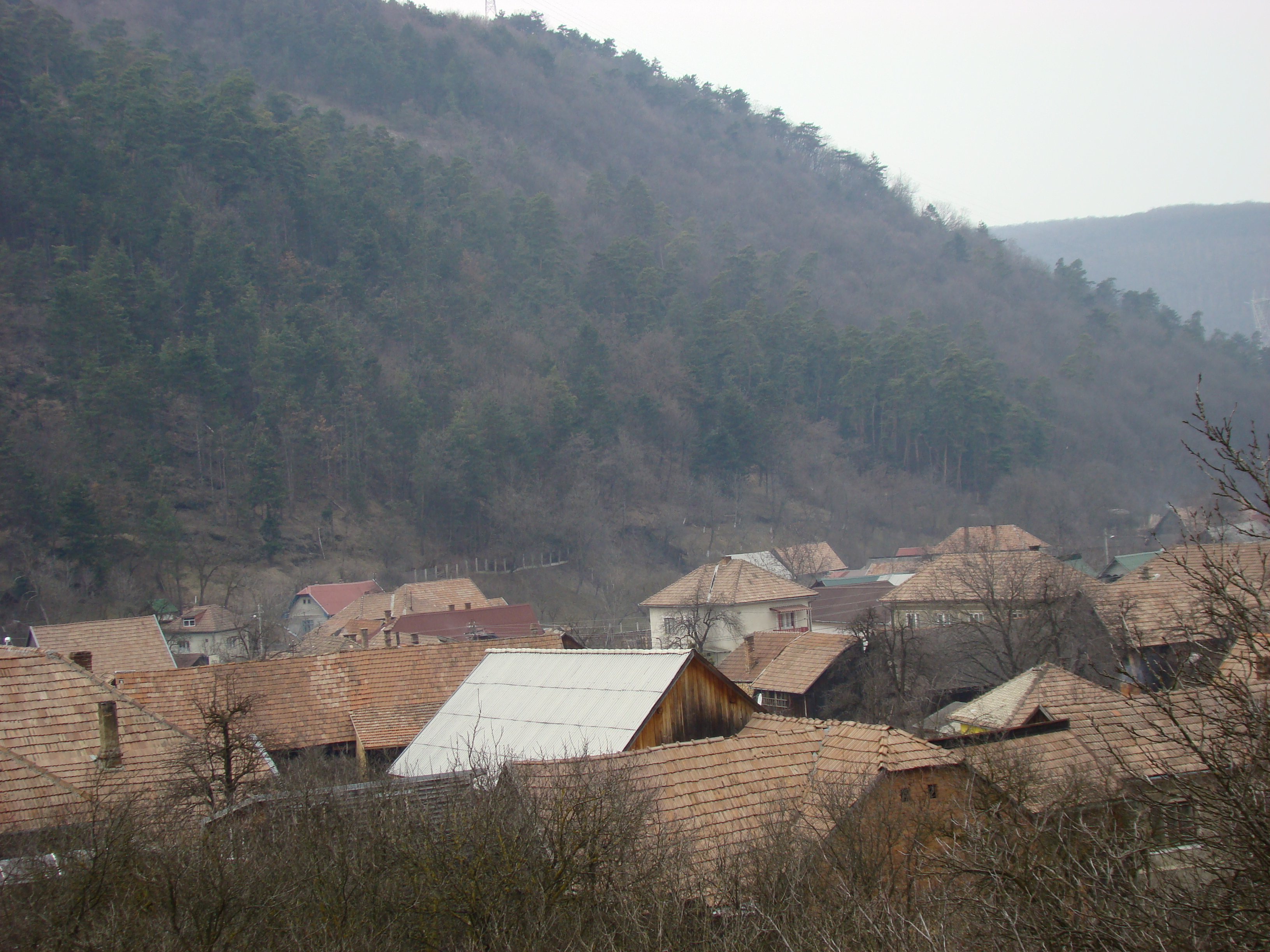
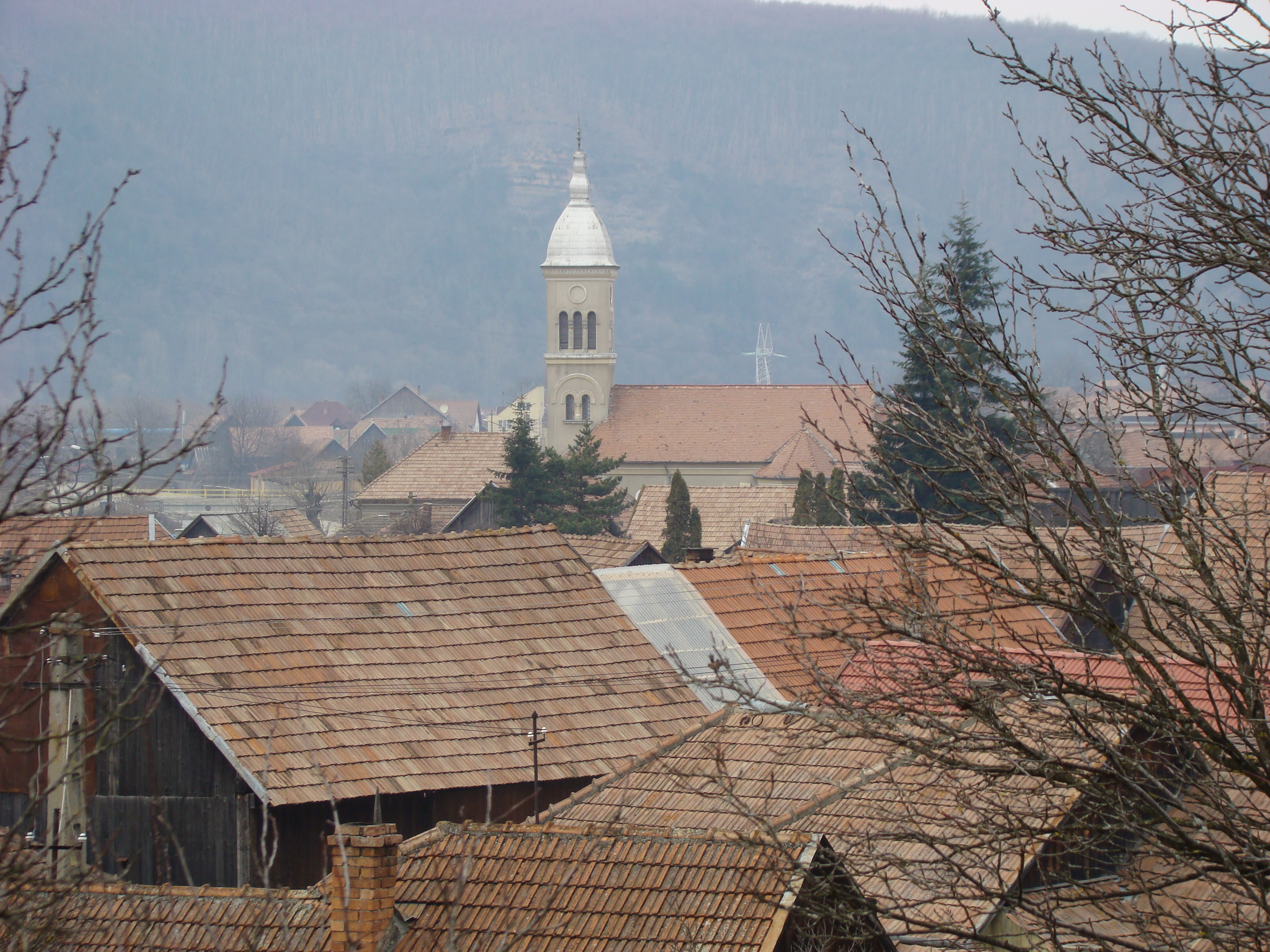
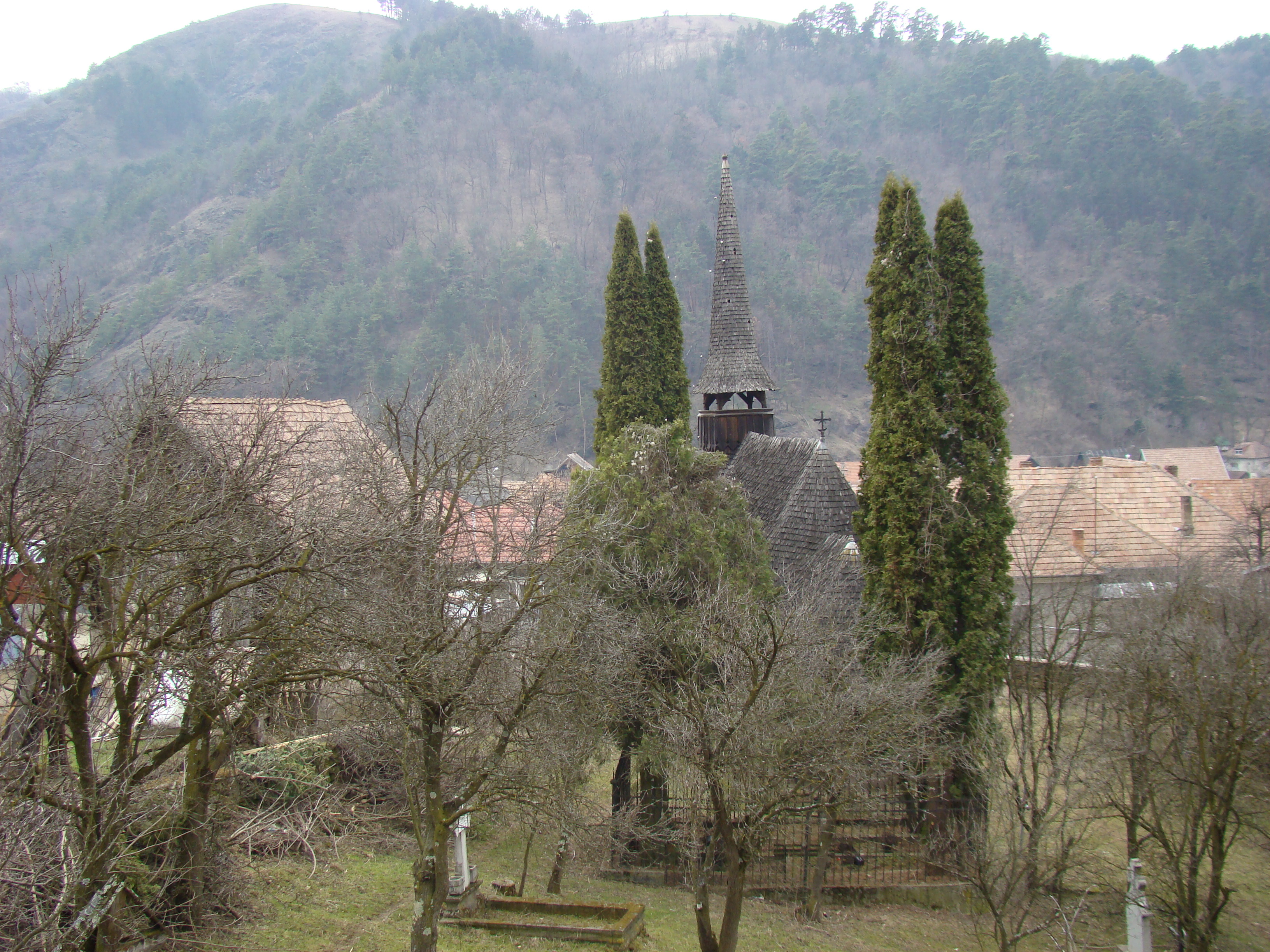
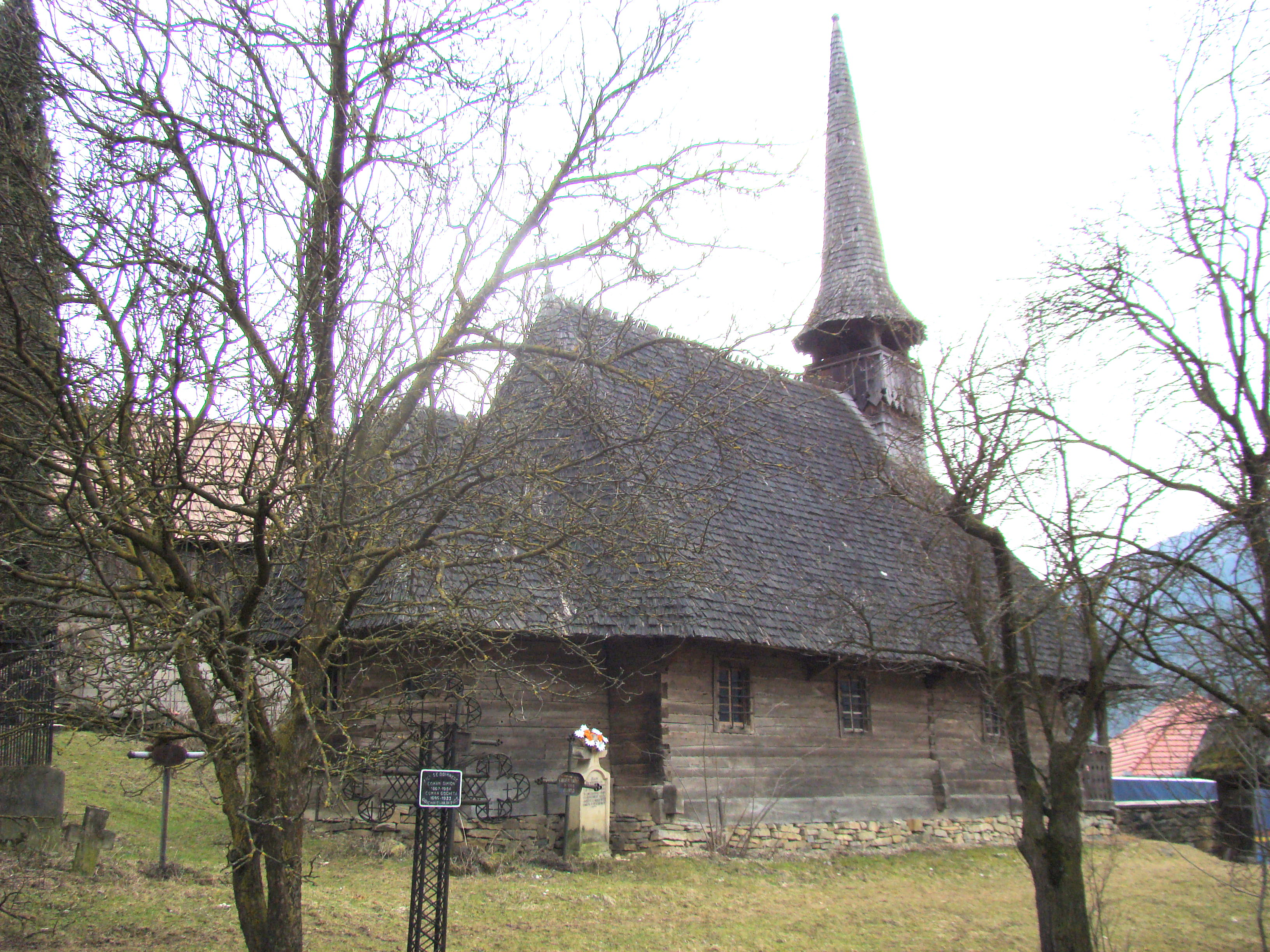
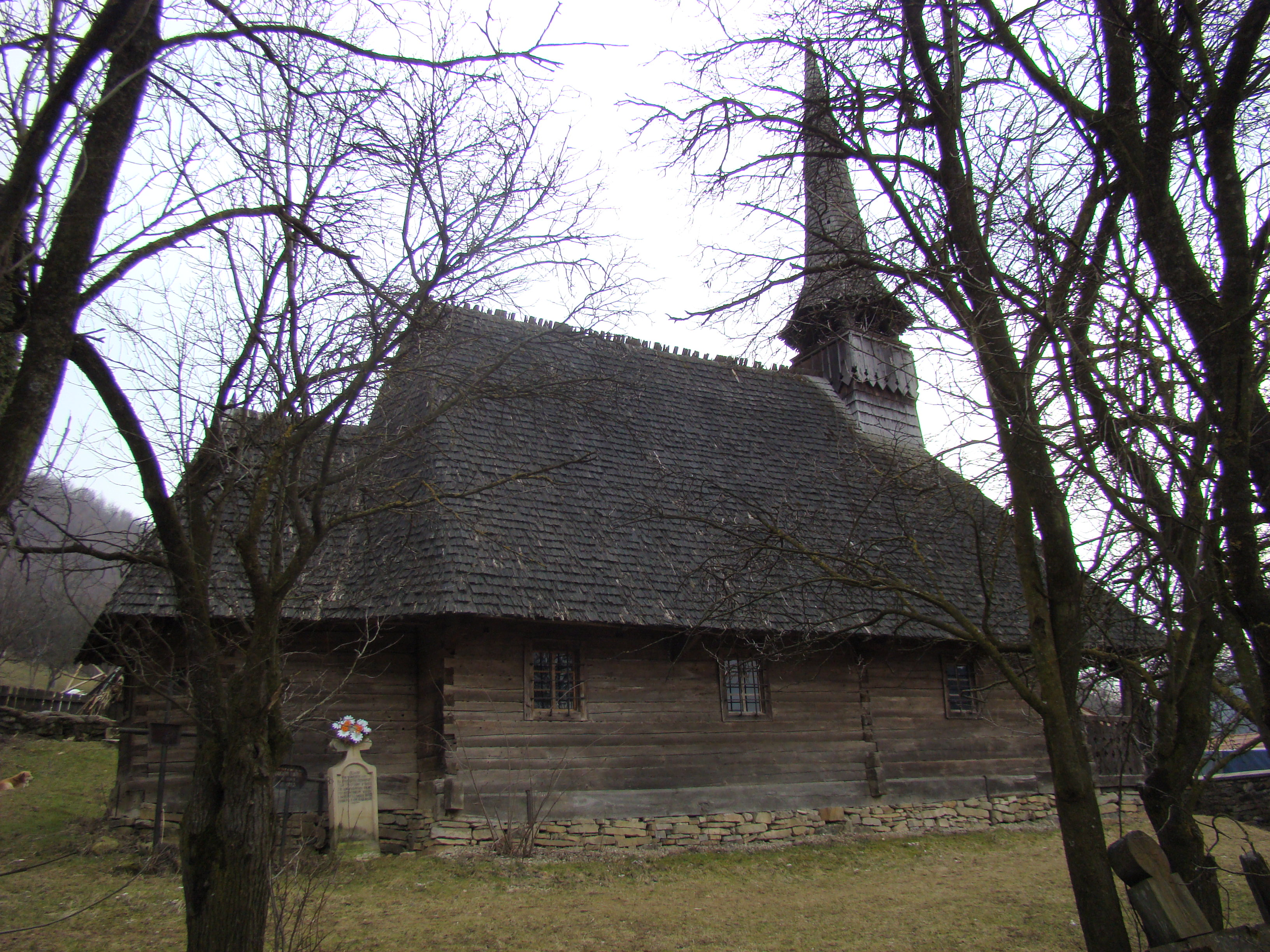
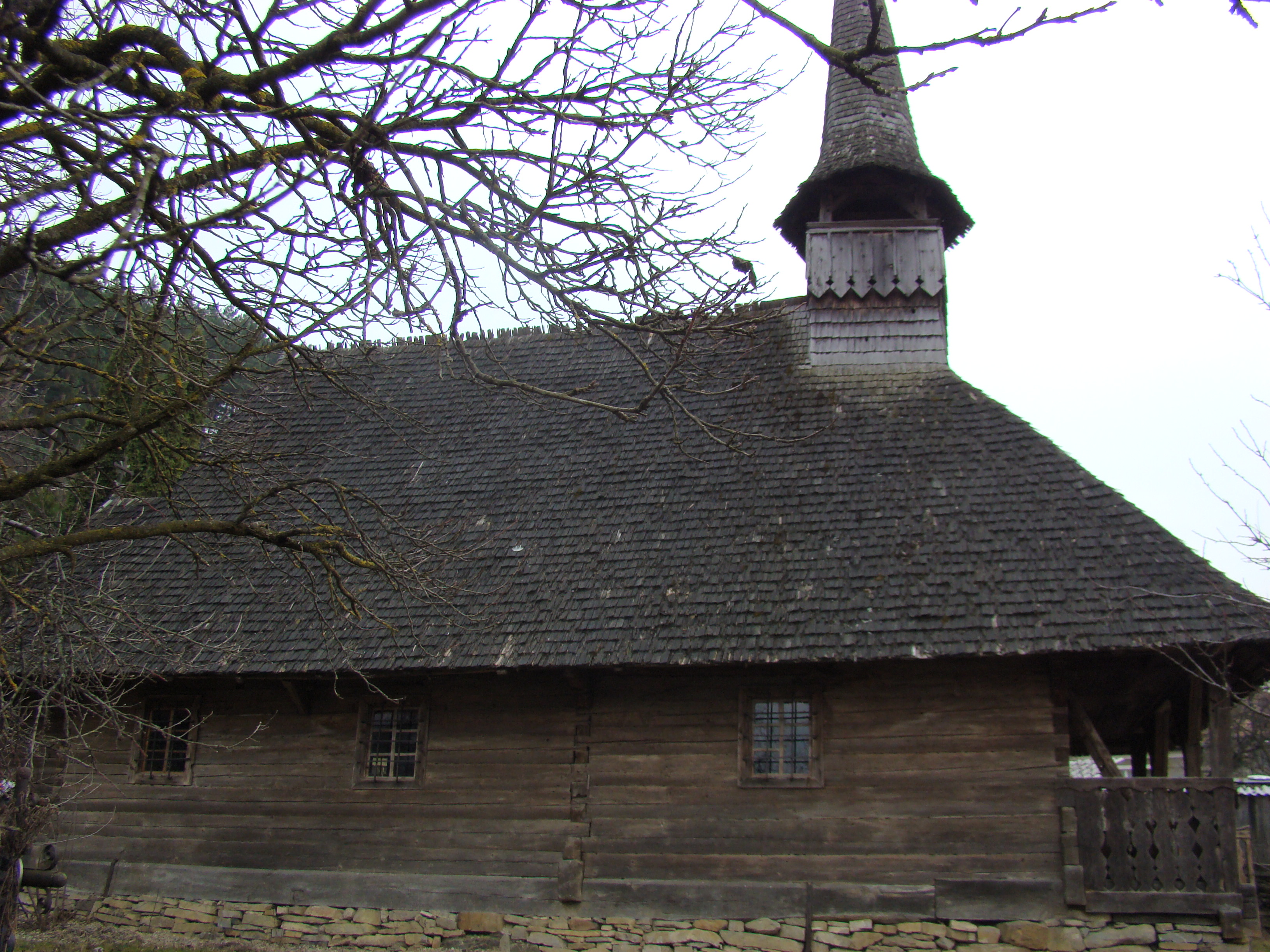
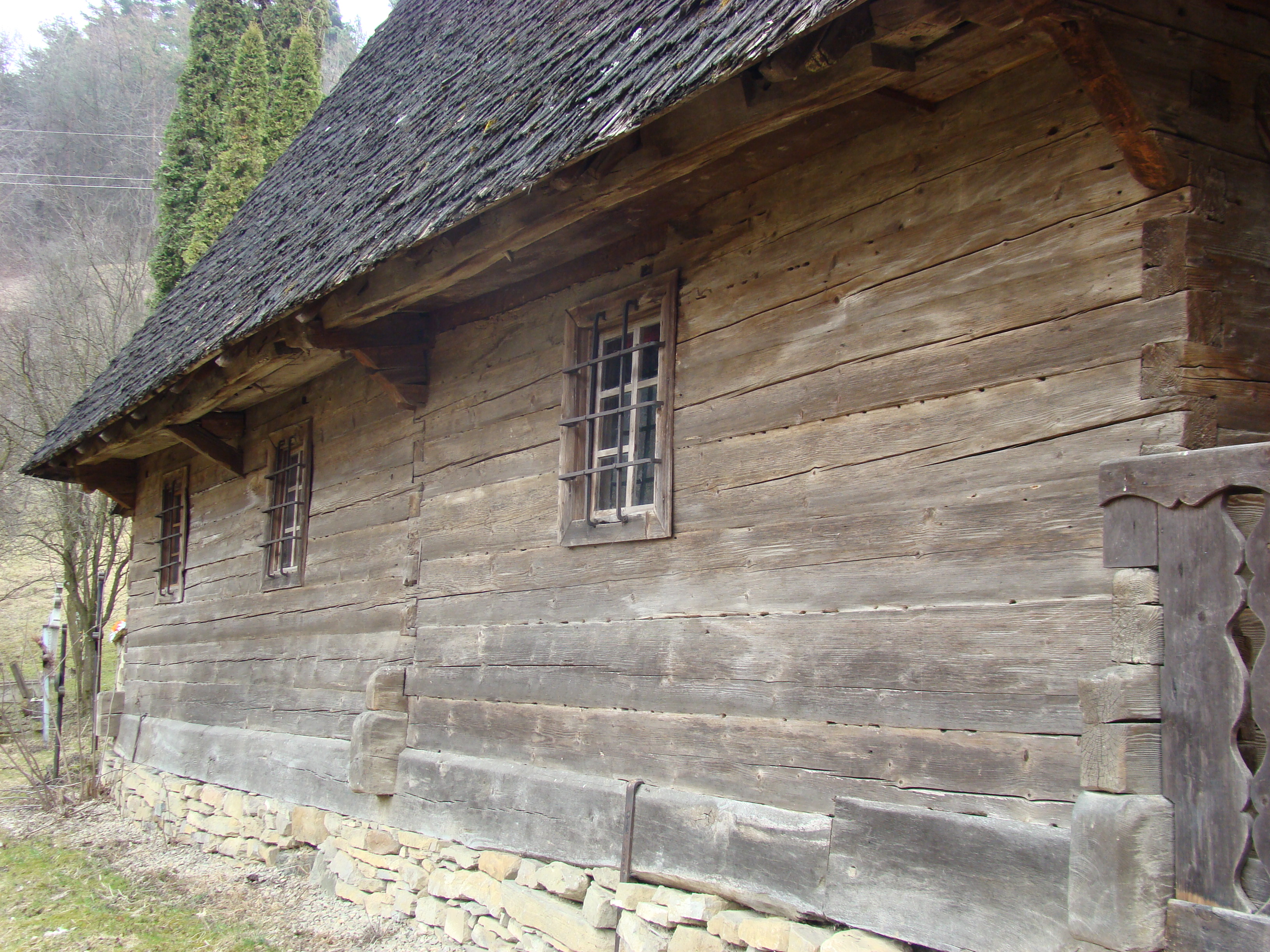
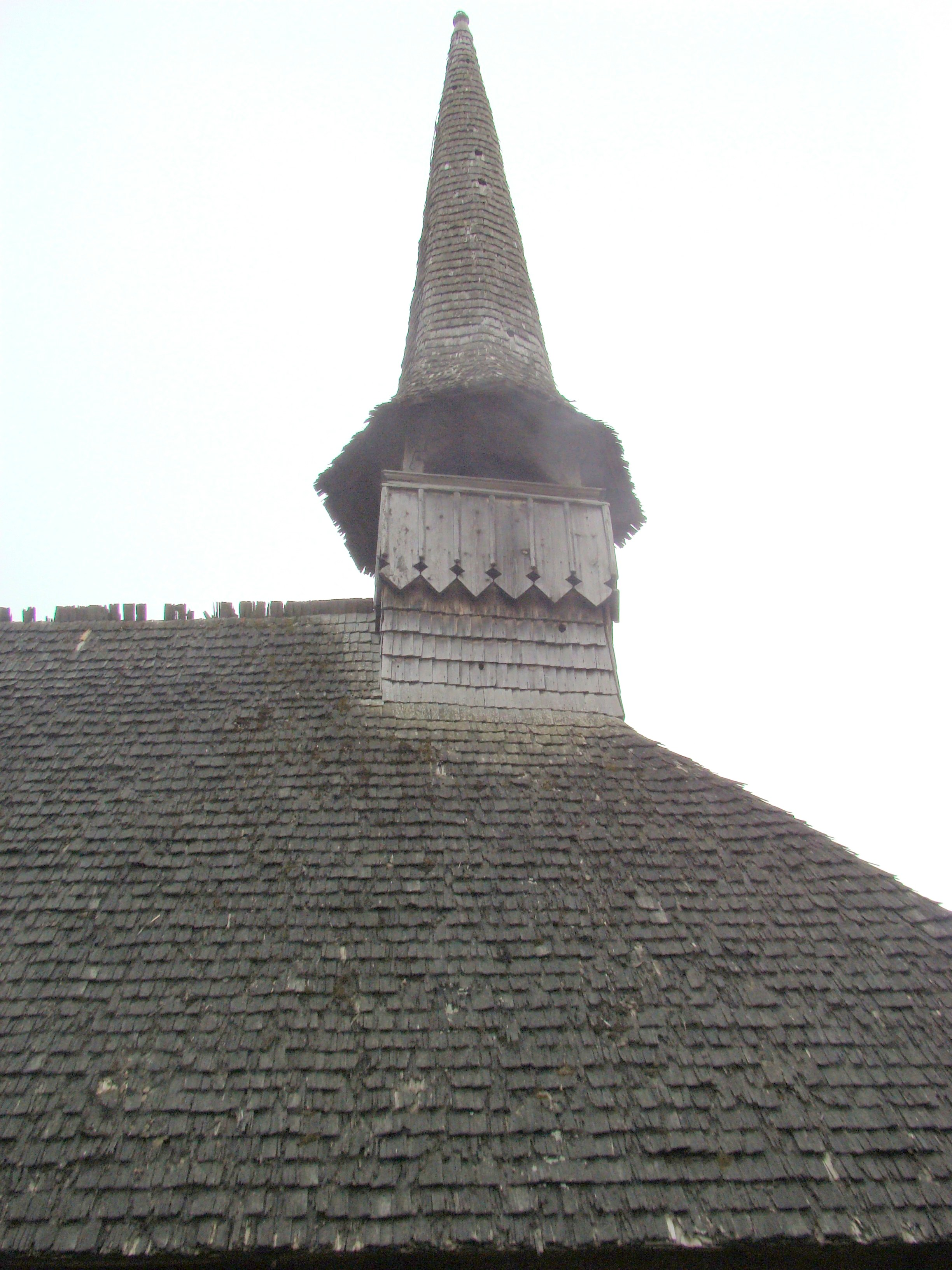
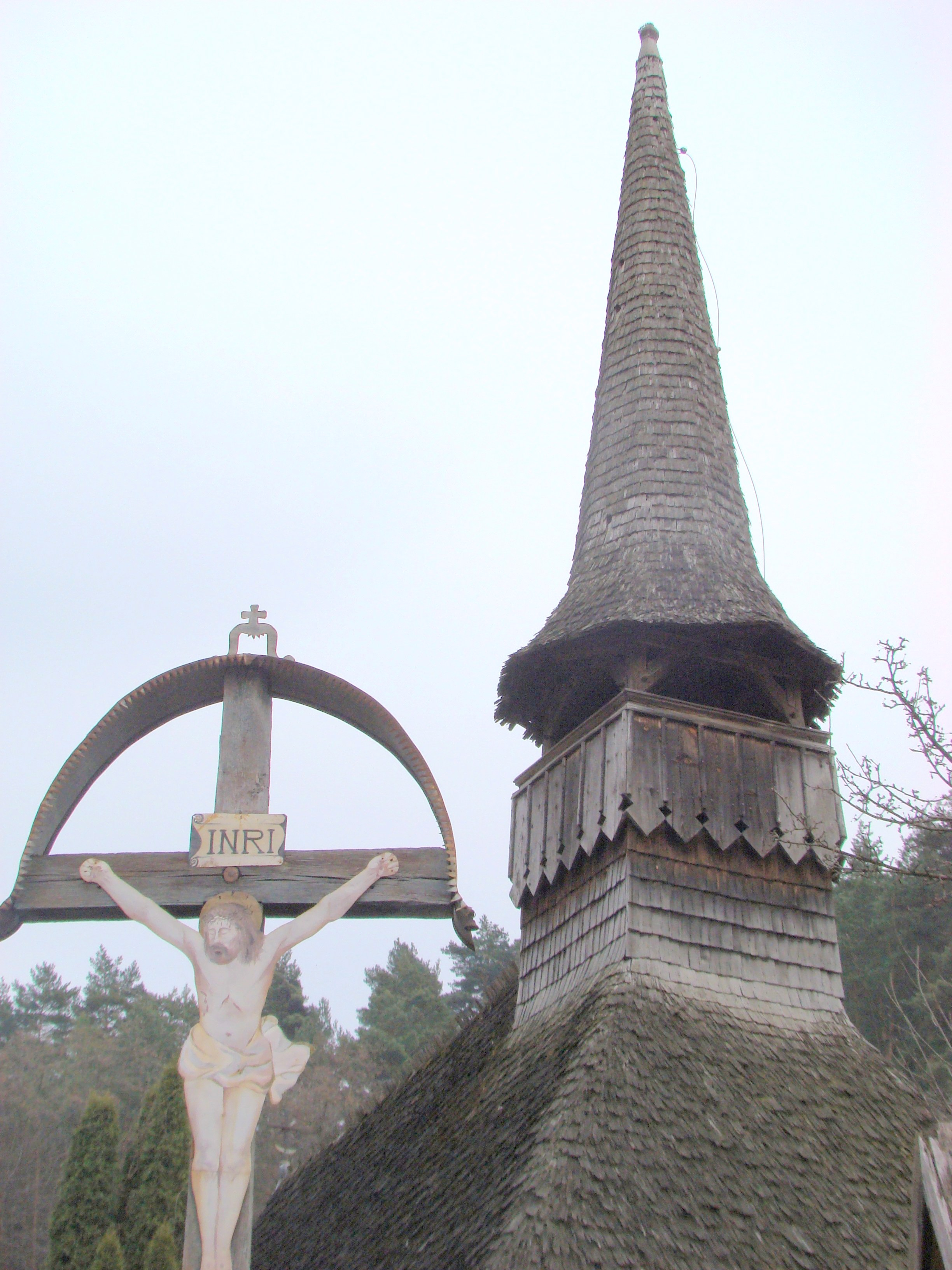
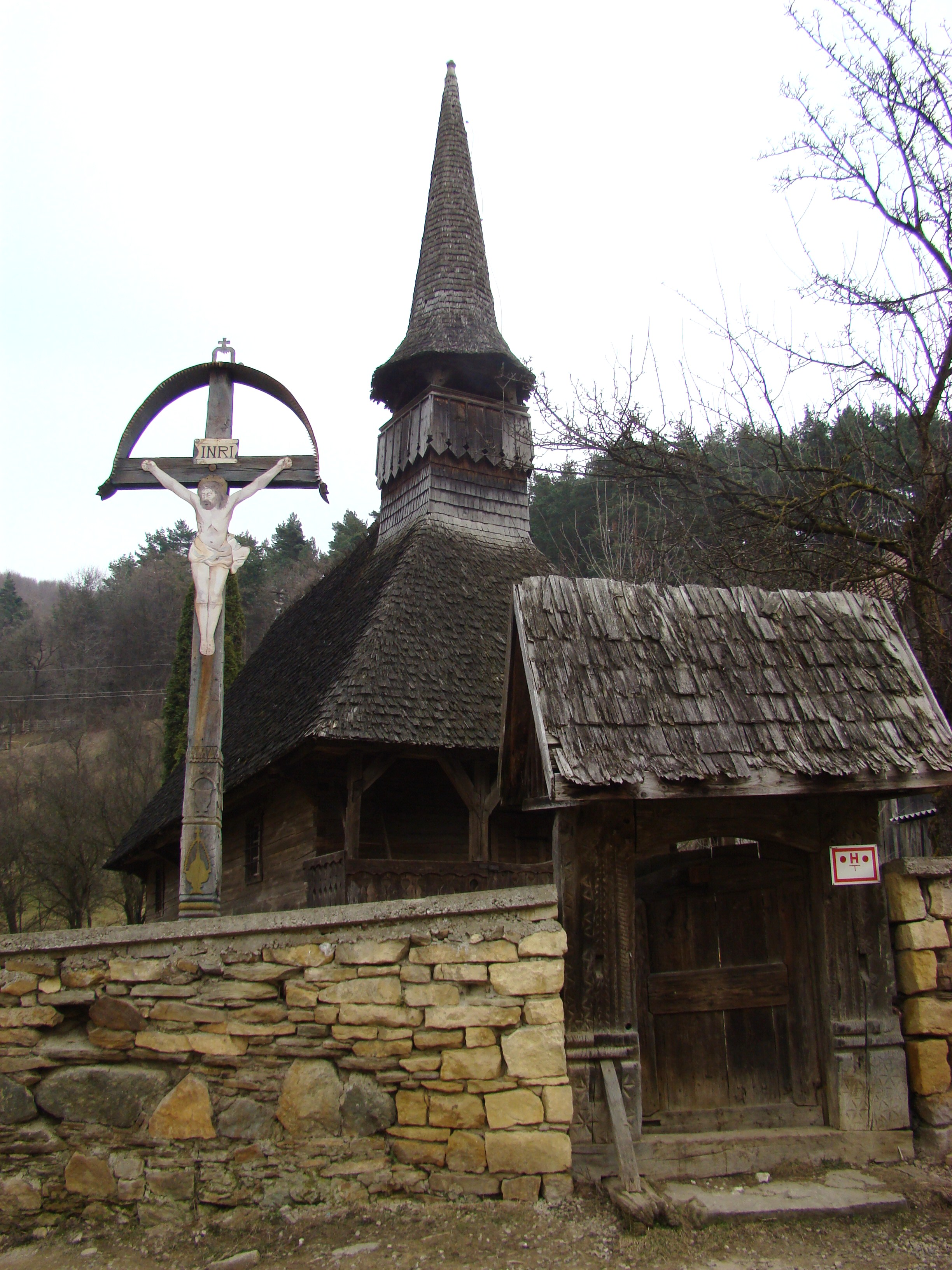
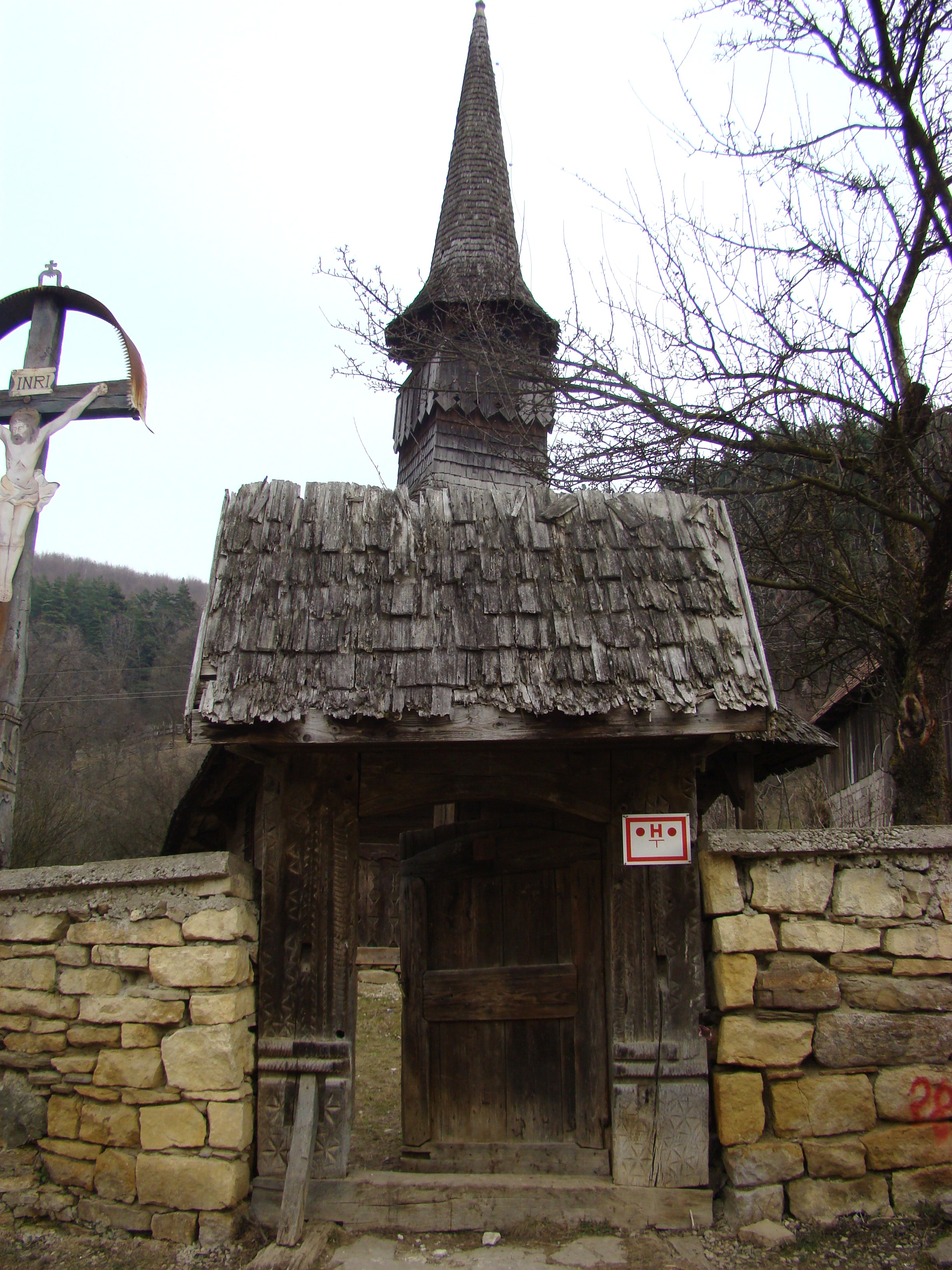
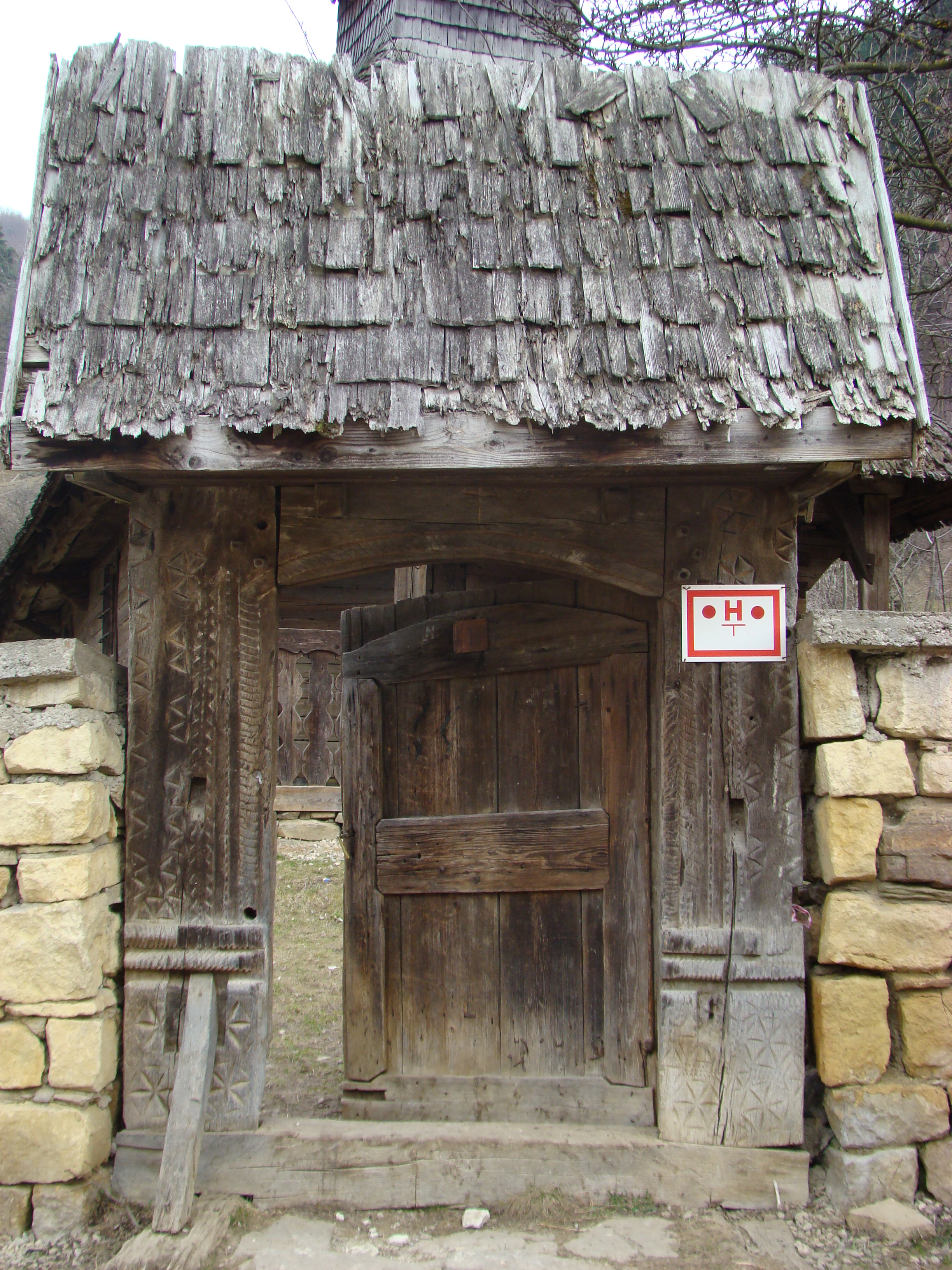
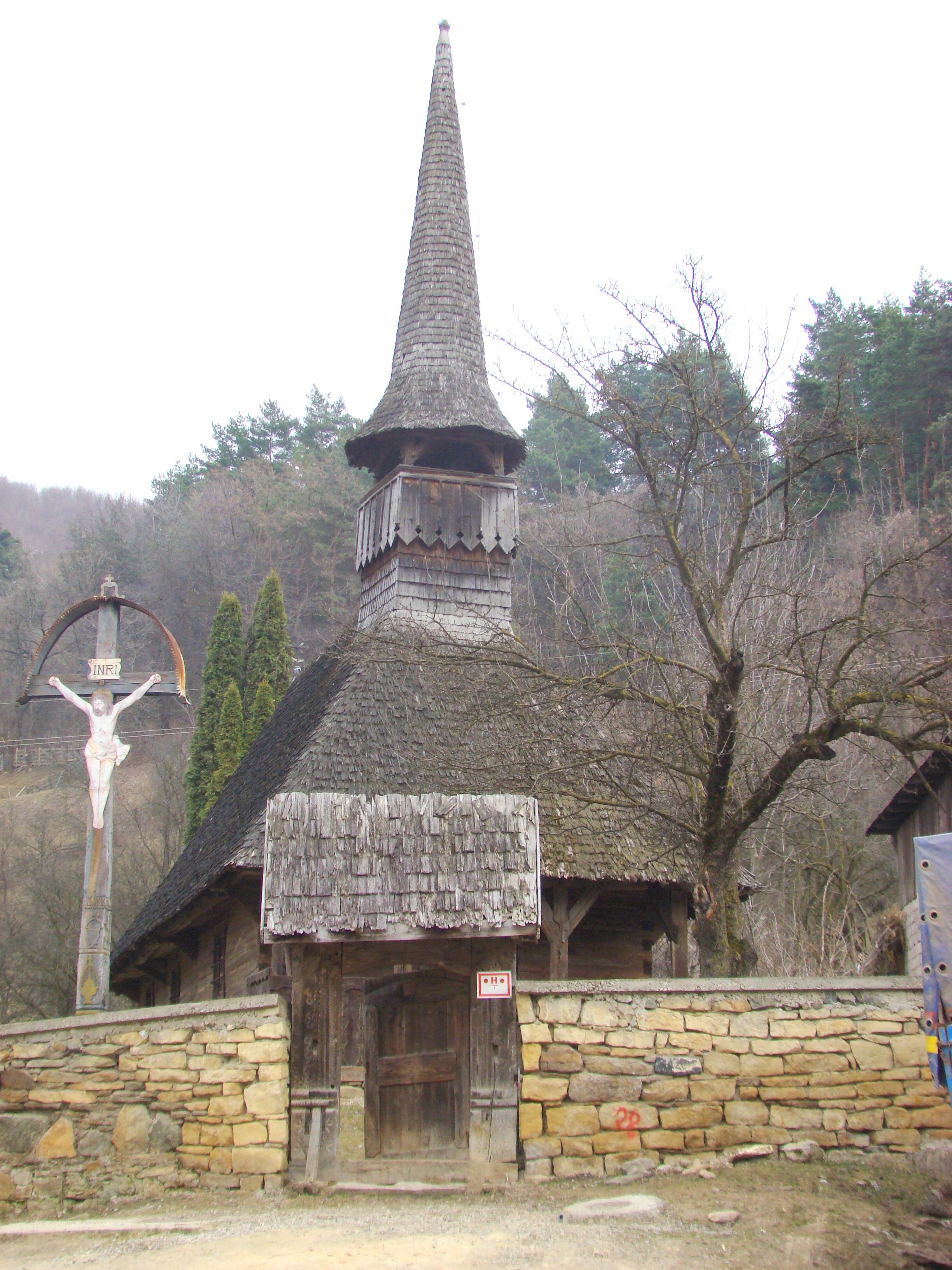
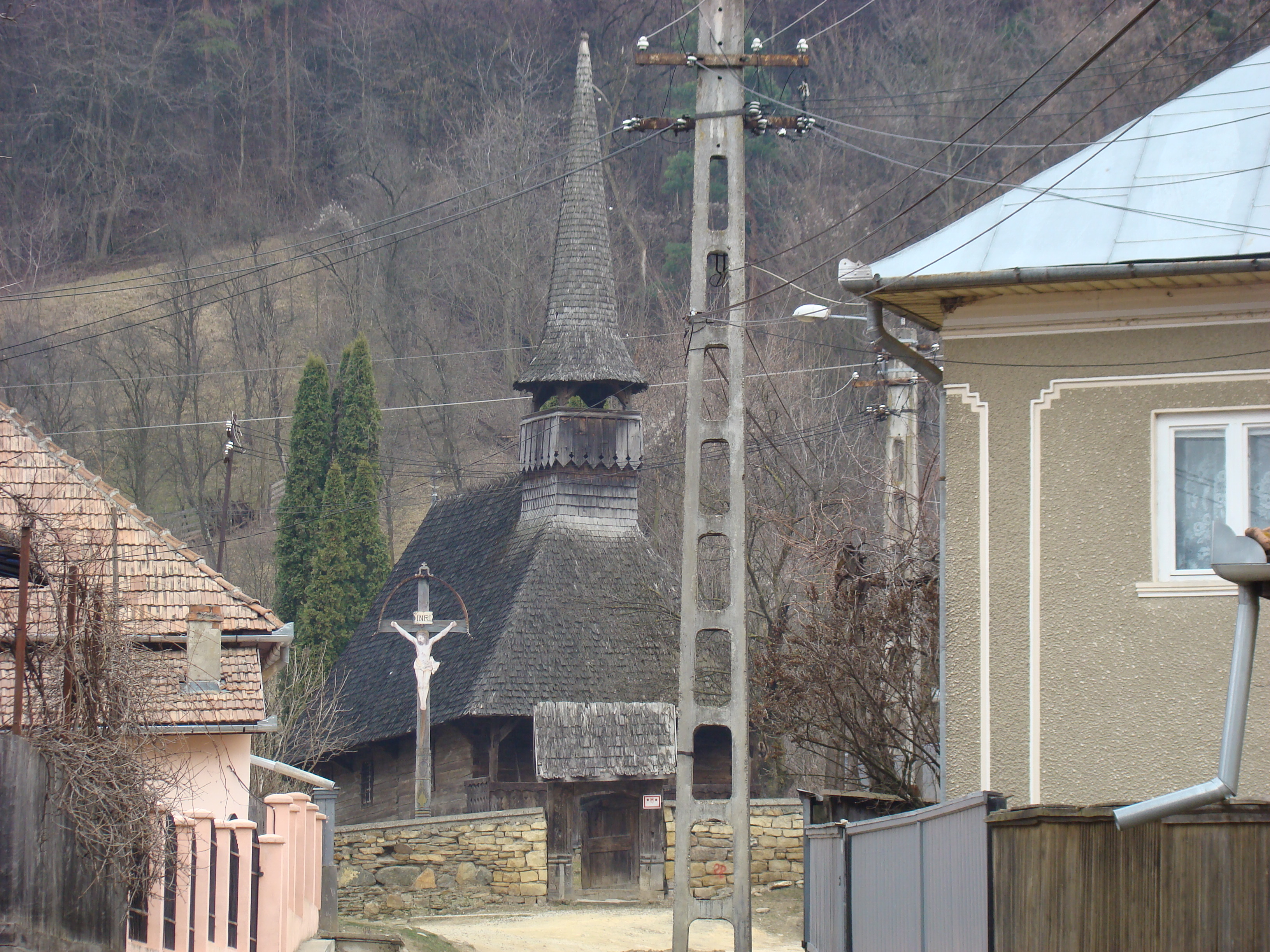
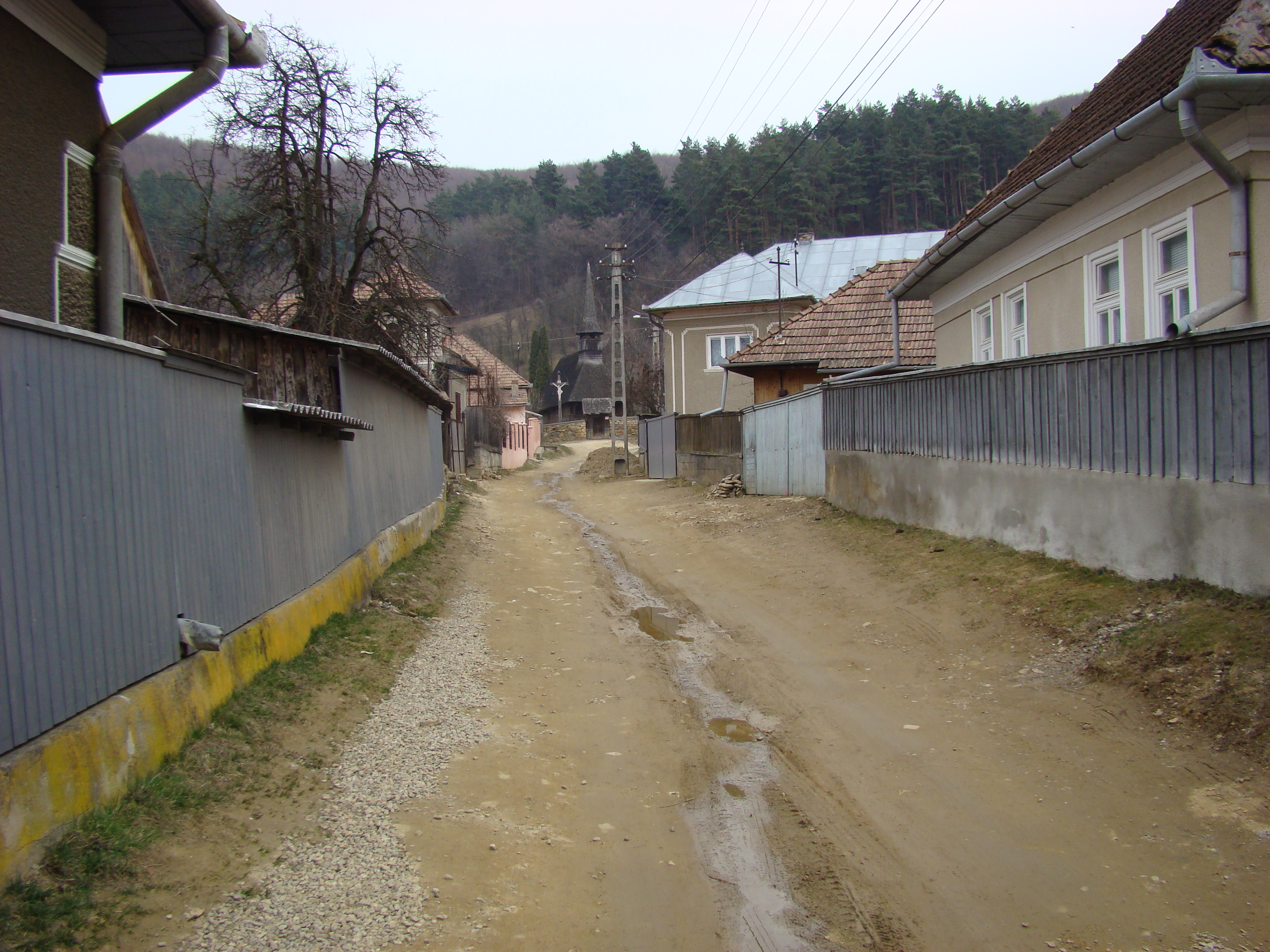